# 遠軽町

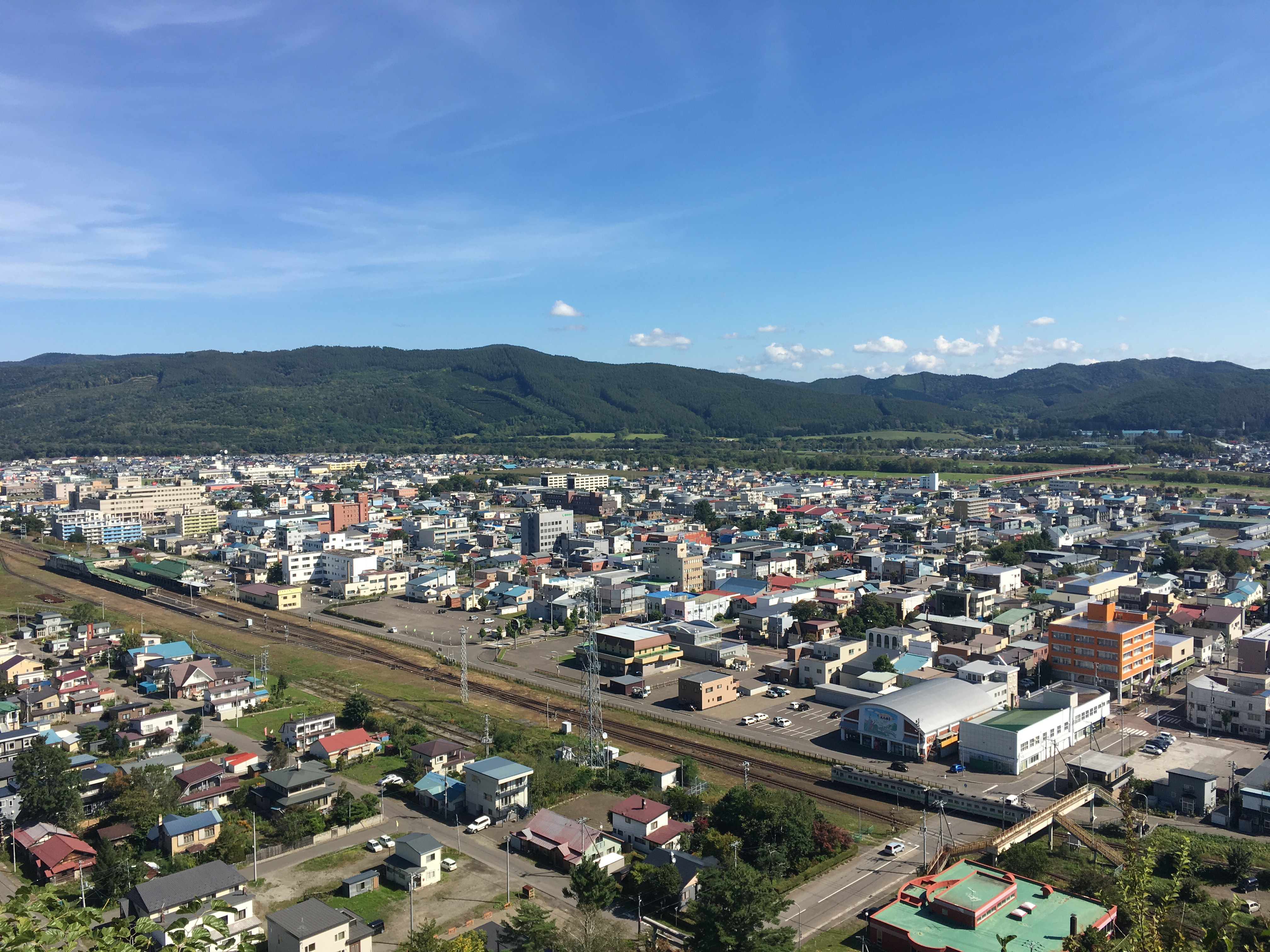
瞰望岩から望む遠軽市街地（2016年9月）

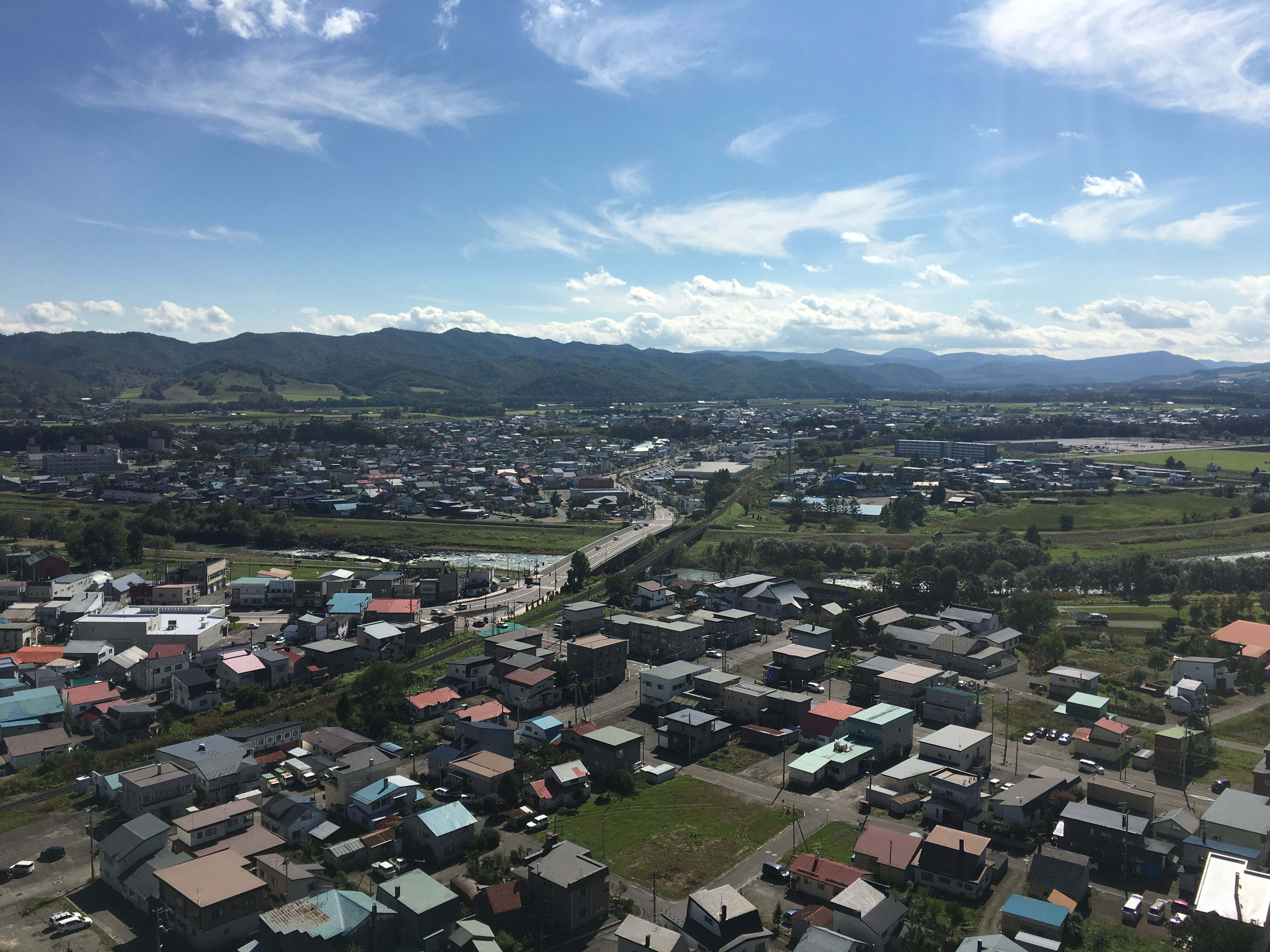
遠軽市街地（西町1丁目より南町・豊里方面、2016年9月）

遠軽町（えんがるちょう）は、北海道オホーツク総合振興局管内、紋別郡にある町。
なお現在の自治体としての遠軽町は、2005年（平成17年）に当時の遠軽町、生田原町、丸瀬布町、白滝村の紋別郡3町1村が対等合併して新たに設置された自治体であるが、本項では便宜上合併以前の旧・遠軽町、およびその前身の旧・遠軽村についても述べる。

## 概要
オホーツク管内中部に位置する内陸の町で、上川管内と接している。人口は、市部を除いたオホーツク管内15町村の中で最も多く（2017年9月末現在）、北海道全体の町村の中でも6番目である（2017年1月現在）。面積の広さは「市町村」としては全国9位・道内5位（北方領土内の留別村を含む）、市を除いた「町村」としては留別村・足寄町（いずれも道内）に次ぐ全国3位である。
町の西端に道央圏とオホーツク海側とを結ぶ主要ルートの1つ・北見峠があり、中心の遠軽地区は道央方面と紋別・北見・網走の各方面との交通の結節点として栄えた。また西部の白滝地区は旧石器時代には国内有数の黒曜石およびそれを原材料にした石器の産地であり（白滝ジオパーク）、大正時代には合気道創始者の植芝盛平が入植し武術の道に入ったゆかりの地としても知られる。
1919年（大正8年）に、当時の上湧別村から分村して二級町村・遠軽村が設置された後、生田原村（のちに町）、丸瀬布村（のちに町）、白滝村がそれぞれ遠軽村（→町）から分村されたが、前述のとおり2005年（平成17年）に4町村が新設合併して（新）遠軽町が誕生。現在の遠軽町域は、1919年の遠軽村設置当初の領域と同じになっている。なお旧遠軽町は過疎地域の適用を受けていなかったが、他の3町村がいずれも過疎地域の指定自治体だったことから、新町発足後は基準によりすべての地域で過疎地域に指定されている。

### 町名の由来
現在の瞰望岩（がんぼういわ）を指していたアイヌ語の「インカルシ（inkar-us-i）」（眺める・いつもする・所）に由来する。かつてはここで見張りをしたという。
湧別村時代の1901年、郵便路線整備にともなう新郵便局設置のため現地視察した札幌郵便局管理課員が、瞰望岩を示すアイヌ語名称を意義深いとして、学田農場付近に設置した新局に「遠軽郵便局」と名付けたことが始まりで、のち新設された官公庁や学校などもこれにならい、地名として定着した。

## 地理
上川管内・上川町との町境にそびえる北大雪山系東麓から、湧別川およびその支流の流域にあたる東西47km、南北46kmの広い町域を持ち、その大半は山林であるものの河川沿いには農業・酪農に適した平地も多くある。最高所は上川町との境界に位置する武利岳（標高1,876m）で、これはオホーツク管内の最高峰でもある。市街地は旧4町村（遠軽、生田原、丸瀬布、白滝）のそれぞれにあり、市街地の標高はもっとも低い遠軽（町役場本所）で74m、もっとも高い白滝（白滝総合支所）で357mである。
- 山: 武利岳 (1,876m) 、支湧別岳 (1,688m)、平山 (1,771m)、ニセイチャロマップ岳 (1,760m)、チトカニウシ山 (1,446m)、雄柏山 (1,268m)、北見富士 (1,306m)、六郷山 (416m)
- 河川: 瀬戸瀬川、生田原川、湧別川、社名淵川、武利川、丸瀬布川
- 滝: 山彦の滝、鹿鳴の滝、十三の滝、白滝
- その他: 瞰望岩（がんぼういわ） - 約700万年前の新生代新第三紀中新世後期、海底火山から噴出した安山岩質の水中溶岩（ハイアロクラスタイト）と火山性の砂岩礫岩の堆積物で形成された遠軽市街地の岩丘[6]。標高160.8m。断崖頂部から地表まではおよそ78mの高さがある。アイヌ人の古戦場となった伝説がある。北海道自然百選選出。国の名勝に指定（名勝地群「ピリカノカ」の一部として）[7]。

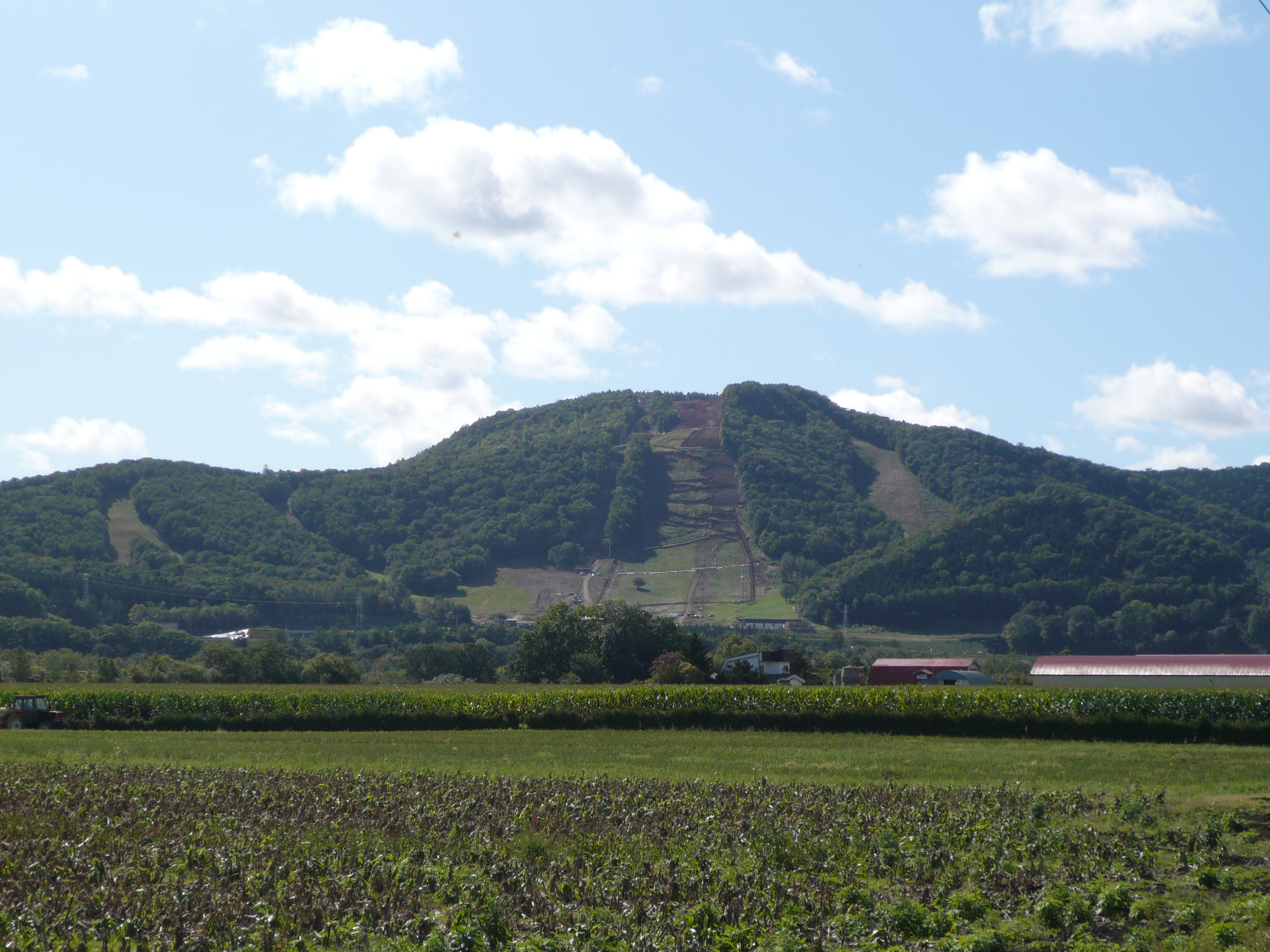
六郷山（2019年9月）
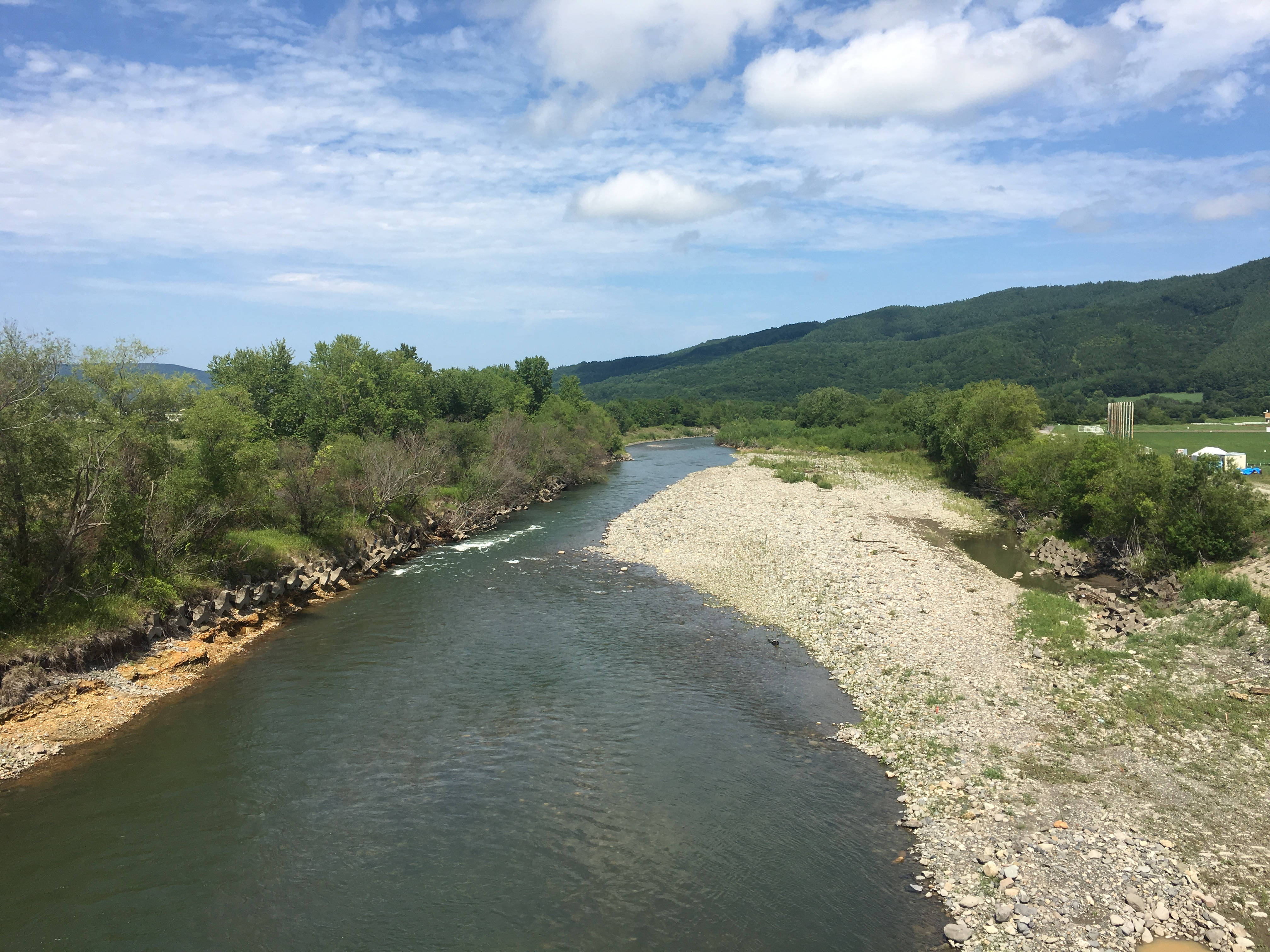
湧別川（2019年8月）
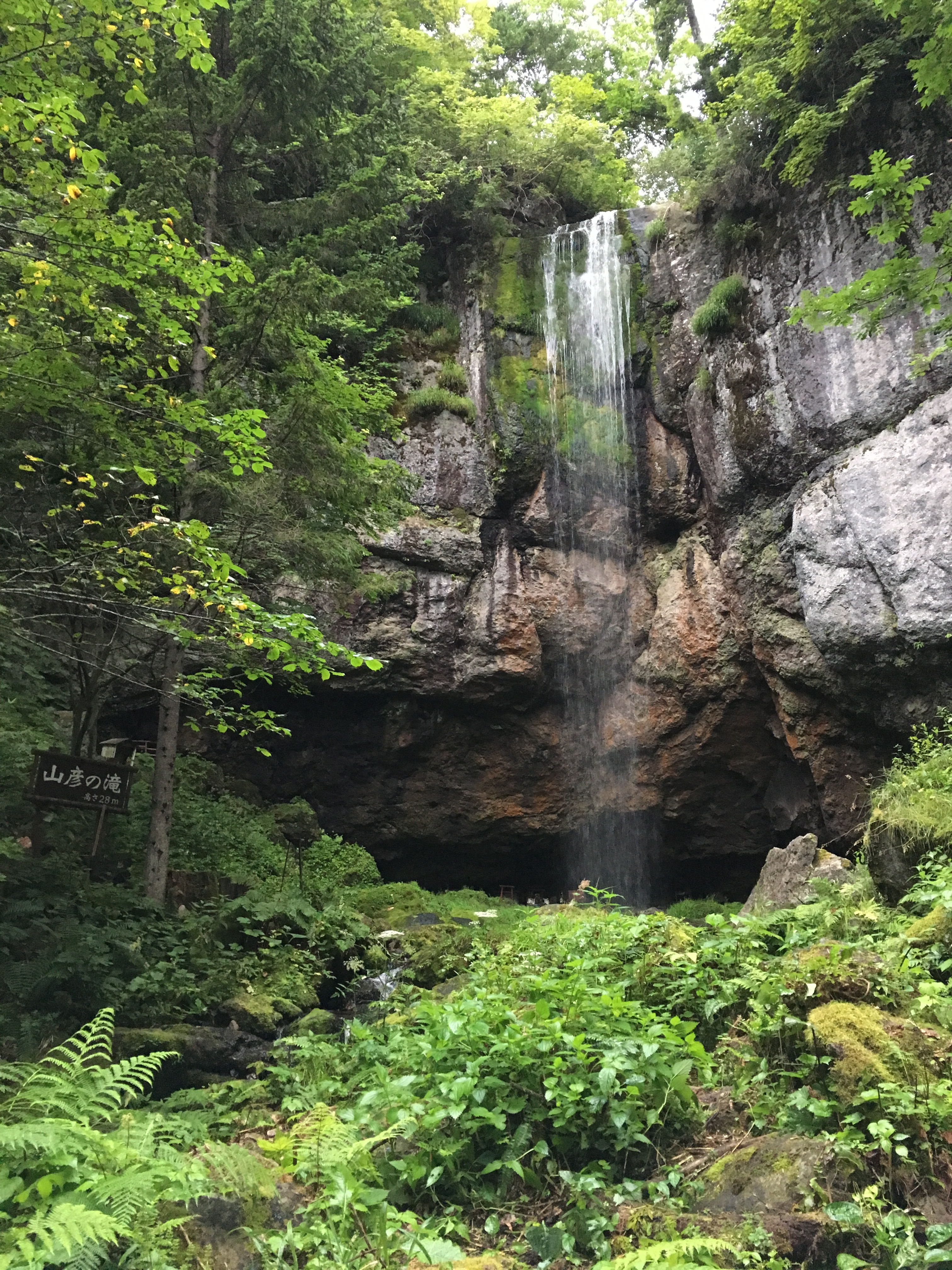
山彦の滝（2017年8月）

### 気候
ケッペンの気候区分では亜寒帯湿潤気候 （Dfb）に属する。夏は晴天の日が多く、内陸部のため日中の最高気温が30℃を超えることもよくみられるが、日平均気温は比較的低く湿度も低い。冬は最低気温が-20℃を下回ることが多いが、降雪量は道央の日本海側より少なく、雪質は軽い。
町内の気象庁アメダス観測地点は遠軽（東町、1977年10月24日観測開始）、白滝（白滝北支湧別、1993年1月27日観測開始）、生田原（生田原、1977年10月25日観測開始）、丸瀬布（丸瀬布武利、1984年10月5日観測開始）の4か所。いずれも有線ロボット気象計による観測で、遠軽、白滝、生田原は4種目（遠軽、白滝は積雪の深さも観測）、丸瀬布は降水量のみ観測している。以下は1981年から2010年までの30年間の観測データに基づく遠軽の気候表である。
| 遠軽 （1981年 - 2010年平均）の気候 | 遠軽 （1981年 - 2010年平均）の気候 | 遠軽 （1981年 - 2010年平均）の気候 | 遠軽 （1981年 - 2010年平均）の気候 | 遠軽 （1981年 - 2010年平均）の気候 | 遠軽 （1981年 - 2010年平均）の気候 | 遠軽 （1981年 - 2010年平均）の気候 | 遠軽 （1981年 - 2010年平均）の気候 | 遠軽 （1981年 - 2010年平均）の気候 | 遠軽 （1981年 - 2010年平均）の気候 | 遠軽 （1981年 - 2010年平均）の気候 | 遠軽 （1981年 - 2010年平均）の気候 | 遠軽 （1981年 - 2010年平均）の気候 | 遠軽 （1981年 - 2010年平均）の気候 |
| 月                                 | 1月                                | 2月                                | 3月                                | 4月                                | 5月                                | 6月                                | 7月                                | 8月                                | 9月                                | 10月                               | 11月                               | 12月                               | 年                                 |
| ---------------------------------- | ---------------------------------- | ---------------------------------- | ---------------------------------- | ---------------------------------- | ---------------------------------- | ---------------------------------- | ---------------------------------- | ---------------------------------- | ---------------------------------- | ---------------------------------- | ---------------------------------- | ---------------------------------- | ---------------------------------- |
| 最高気温記録 °C （°F）             | 9.2 (48.6)                         | 12.0 (53.6)                        | 17.1 (62.8)                        | 30.9 (87.6)                        | 32.7 (90.9)                        | 35.3 (95.5)                        | 36.4 (97.5)                        | 36.6 (97.9)                        | 33.3 (91.9)                        | 27.8 (82)                          | 22.8 (73)                          | 16.6 (61.9)                        | 36.6 (97.9)                        |
| 平均最高気温 °C （°F）             | −2.7 (27.1)                        | −2.1 (28.2)                        | 2.4 (36.3)                         | 10.6 (51.1)                        | 17.0 (62.6)                        | 20.3 (68.5)                        | 23.7 (74.7)                        | 25.5 (77.9)                        | 21.3 (70.3)                        | 15.3 (59.5)                        | 7.3 (45.1)                         | 0.3 (32.5)                         | 11.6 (52.8)                        |
| 日平均気温 °C （°F）               | −8.3 (17.1)                        | −8.1 (17.4)                        | −2.9 (26.8)                        | 4.6 (40.3)                         | 10.4 (50.7)                        | 14.3 (57.7)                        | 18.2 (64.8)                        | 19.9 (67.8)                        | 15.3 (59.5)                        | 8.9 (48)                           | 2.1 (35.8)                         | −4.7 (23.5)                        | 5.81 (42.45)                       |
| 平均最低気温 °C （°F）             | −15.1 (4.8)                        | −15.4 (4.3)                        | −9.1 (15.6)                        | −1.4 (29.5)                        | 4.0 (39.2)                         | 9.0 (48.2)                         | 13.6 (56.5)                        | 15.3 (59.5)                        | 9.9 (49.8)                         | 3.0 (37.4)                         | −3 (27)                            | −10.5 (13.1)                       | 0 (32.0)                           |
| 最低気温記録 °C （°F）             | −29.2 (−20.6)                      | −29.5 (−21.1)                      | −26.2 (−15.2)                      | −18.1 (−0.6)                       | −5 (23)                            | −0.6 (30.9)                        | 3.7 (38.7)                         | 5.6 (42.1)                         | 0.7 (33.3)                         | −5.2 (22.6)                        | −16.6 (2.1)                        | −23.9 (−11)                        | −29.5 (−21.1)                      |
| 降水量 mm （inch）                 | 49.5 (1.949)                       | 32.1 (1.264)                       | 34.4 (1.354)                       | 40.9 (1.61)                        | 54.8 (2.157)                       | 58.2 (2.291)                       | 97.7 (3.846)                       | 114.5 (4.508)                      | 113.7 (4.476)                      | 80.5 (3.169)                       | 51.1 (2.012)                       | 52.9 (2.083)                       | 794.5 (31.28)                      |
| 降雪量 cm （inch）                 | 162 (63.8)                         | 135 (53.1)                         | 120 (47.2)                         | 30 (11.8)                          | 2 (0.8)                            | 0 (0)                              | 0 (0)                              | 0 (0)                              | 0 (0)                              | 0 (0)                              | 24 (9.4)                           | 117 (46.1)                         | 596 (234.6)                        |
| 平均月間日照時間                   | 92.4                               | 110.2                              | 155.2                              | 166.2                              | 182.9                              | 167.0                              | 144.9                              | 151.1                              | 152.2                              | 143.6                              | 109.8                              | 91.2                               | 1,671                              |
| 出典1：気象庁                      |                                    |                                    |                                    |                                    |                                    |                                    |                                    |                                    |                                    |                                    |                                    |                                    |                                    |
| 出典2：気象庁                      |                                    |                                    |                                    |                                    |                                    |                                    |                                    |                                    |                                    |                                    |                                    |                                    |                                    |

#### 観測史上1位
- 気温
  - 日最低気温 -33.8℃（2020年2月9日、生田原）
  - 日最高気温 37.7℃（2019年5月26日、遠軽）
- 降水量
  - 日降水量 206mm（2006年10月8日、遠軽）
- 積雪の深さ
  - 最深積雪 156cm（2004年1月16日、遠軽）

## 歴史

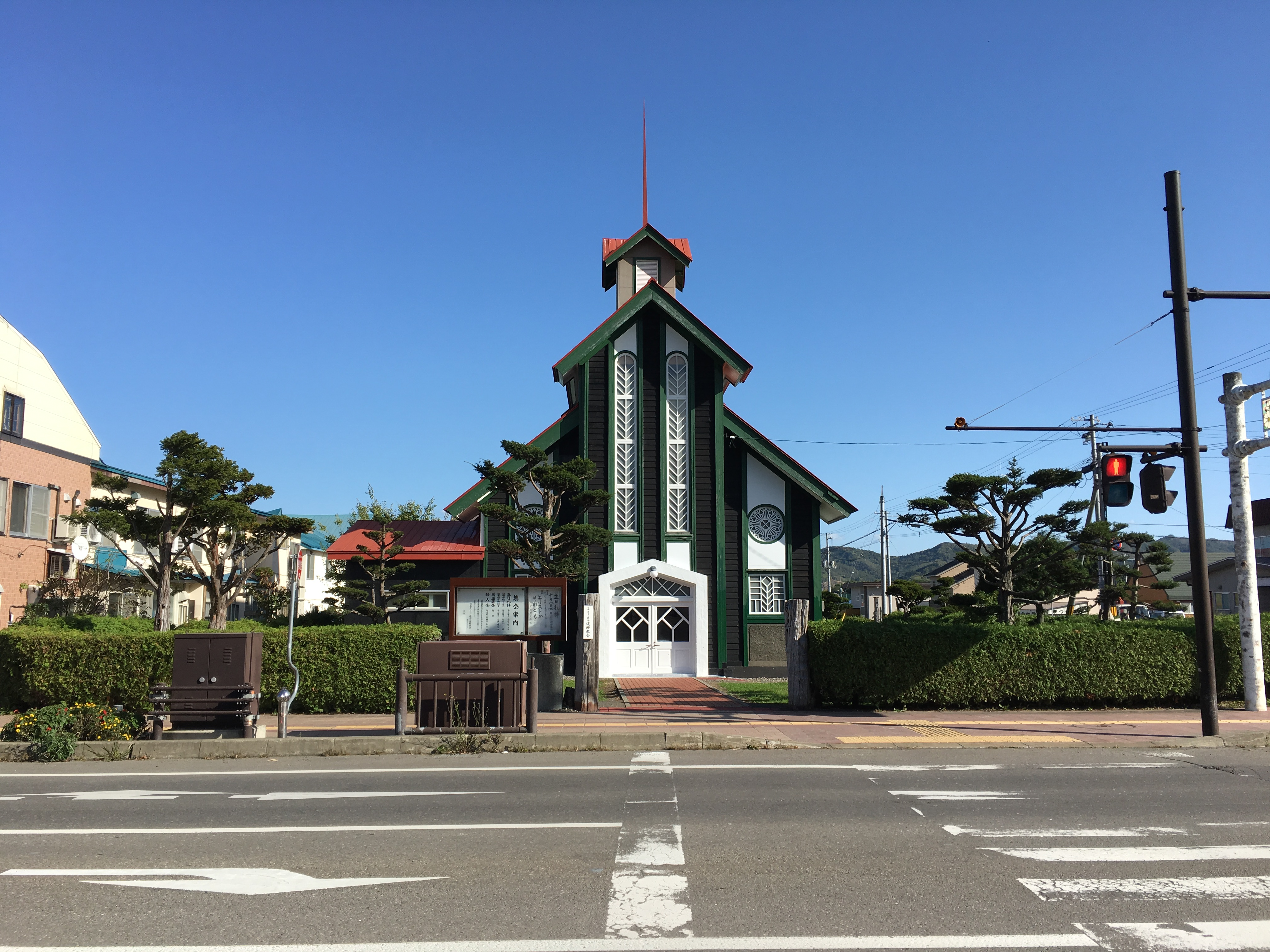
日本キリスト教会遠軽教会会堂。札幌北一条教会旧会堂の意匠を採って建設された（1931年建設、大通南二丁目）

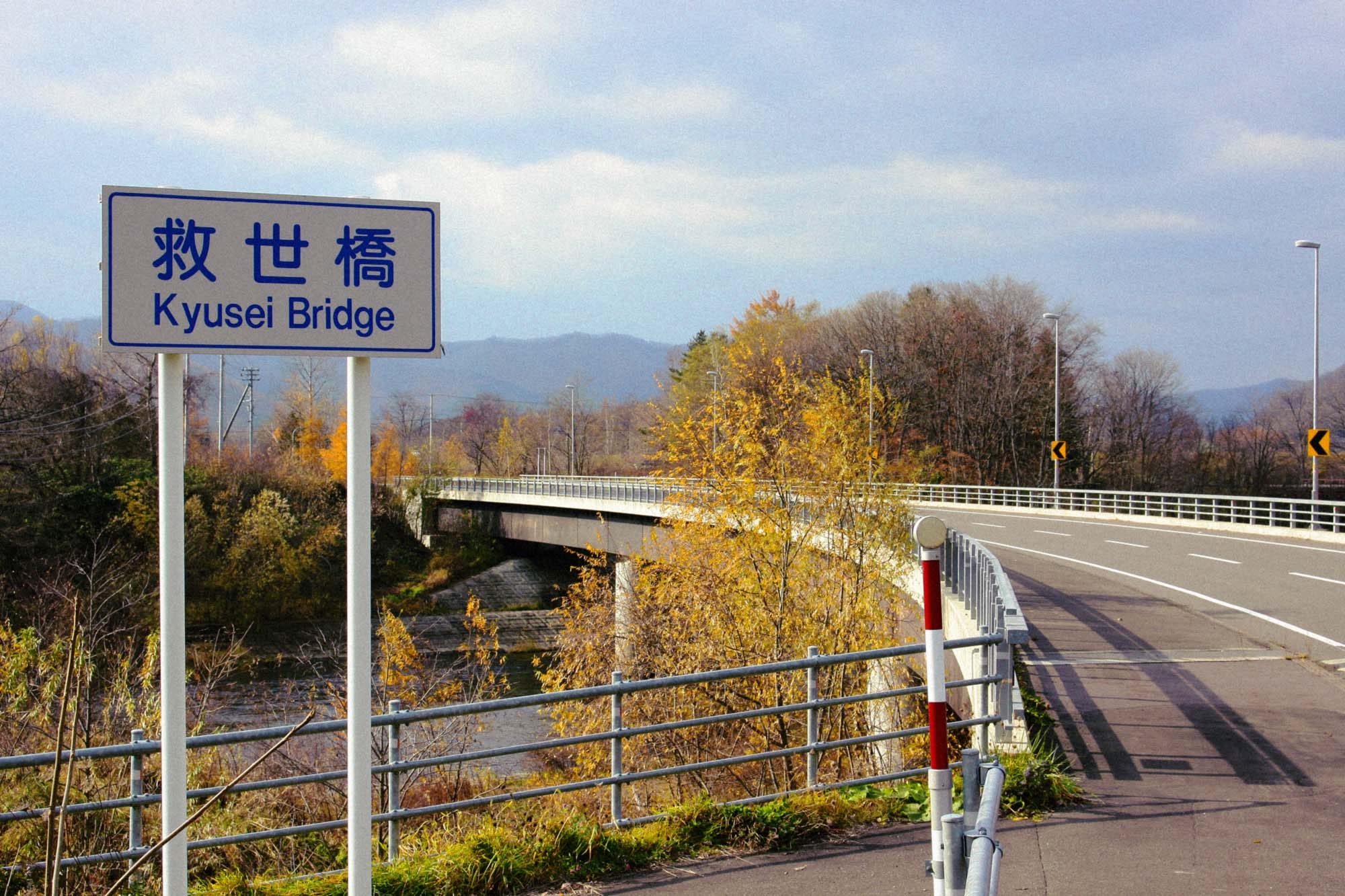
救世軍遠軽小隊が1915年に初代の橋を架橋した救世橋（道道社名淵瀬戸瀬停車場線）

遠軽町は1896年（明治29年）、プロテスタントの日本基督教会（現・日本キリスト教会）が、札幌で活動していた宣教師の信太壽之ら東北学院（仙台市）の神学部出身者を中心に創設した北海道同志教育会のキリスト教徒によって開拓が始まった道内でも珍しい歴史を持つ。
当地にキリスト教主義の私立大学を設立することをめざして1897年、学田地と名付けた湧別村湧別原野第四小作地（のちの遠軽市街地周辺）に最初の集団入植を行い、現在の岩見通南二丁目1番地付近に「学田農場事務所」を設置したが、翌年にかけて冷害や大水害に見舞われ、最終目的の大学建学は果たせなかった。
しかし学田農場事務主任でのち遠軽郵便局初代局長を務めた野口芳太郎と入植者らが築いた基盤を元に1902年、日本基督教会遠軽教会が創設された。遠軽教会は1922年には国内純農村の教会としては初の独立自給教会となった。現在も日本キリスト教会遠軽教会として伝道活動を行っている。
また学田の入植者らが基礎を築き、1913年に設立された救世軍北海道連隊遠軽小隊は国内最北の小隊である。学田の名は今も地名（遠軽町学田）として残っている。
- 縄文時代（約3万年前）は世界最大級の黒曜石産地であったとされる。
- 1869年 - 北見国紋別郡と命名され、和歌山藩の支配地となる。
- 1875年（明治8年） - 紋別郡湧別村の一部となる。
- 1893年（明治26年） - 湧別原野植民地解放。
- 1896年（明治29年） - 北海道同志教育会が結成され、湧別原野第四小作地を学田農場予定地として認可を受ける。
- 1897年（明治30年） 5月7日、北海道同志教育会の入植団30世帯（新潟県・山形県出身）が湧別海岸に到着。学田農場に最初の入植。
- 1901年（明治34年）2月1日 - 遠軽郵便局開設（遠軽の地名の起こり）。
- 1910年（明治43年） - 紋別郡湧別村から紋別郡上湧別村（後に上湧別町、現湧別町）が分村。現町域の全域が上湧別村の一部となる。
- 1919年（大正8年） - 紋別郡上湧別村から紋別郡遠軽村として分村、二級町村制施行。
- 1925年（大正14年） - 遠軽村から生田原村が分村。
- 1934年（昭和9年） - 遠軽村が町制施行、一級町村制施行し遠軽町となる。
- 1946年（昭和21年） - 遠軽町から丸瀬布村、白滝村が分村。
- 1953年（昭和28年） - 丸瀬布村が町制施行、丸瀬布町となる。
- 1954年（昭和29年） - 生田原村が町制施行、生田原町となる。
- 2005年（平成17年）10月1日 - 遠軽町、生田原町、丸瀬布町、白滝村の3町1村が対等合併。（新）遠軽町となる。

## 経済
主な産業は商業と農業、林業、木材加工業である。開拓期に学田農場入植者の手で始められたハッカ栽培が戦後にかけて盛んだったほか、1935年には農林省北見種馬所（のち遠軽種畜牧場）が設置された。1950年に設置された北海道農業試験場遠軽試験地（遠軽町福路、1997年廃止）では寒地向けニホンハッカ8品種が開発され、寒冷地のハッカ産業に貢献した。
遠軽駅はかつて、旧名寄本線と石北本線の接続駅として栄え、国鉄遠軽機関区などの現業機関が多く設置されていた。1951年には町が旧農林省遠軽種畜牧場跡に警察予備隊駐屯地を誘致し、陸上自衛隊遠軽駐屯地が置かれている。

### 産業分類別就業者数
2010年国勢調査における産業分類別就業者数の上位区分（500人以上）は次の通りである。
| 区分             | 人数    |
| ---------------- | ------- |
| 医療・福祉       | 1,497人 |
| 卸売業・小売業   | 1,344人 |
| 公務             | 1,234人 |
| 建設業           | 1,008人 |
| 製造業           | 858人   |
| 農業・林業       | 844人   |
| サービス業       | 548人   |
| 教育・学習支援業 | 506人   |

### 立地企業
- ヤマハミュージッククラフト北海道（旧・北見木材） - ヤマハが製造するグランドピアノ用木製部材の生産・供給を行う。
- 王子木材緑化北海道支店遠軽営業所
- ベル食品遠軽工場 - 旧・エヌケイフーズ。レトルト食品製造。レトルトスープカレー商品を初めて開発した。2007年、主要取引先だった加ト吉（香川県観音寺市）が循環取引発覚に伴う手形不渡りを起こしたあおりを受けて倒産。ベル食品が買収して子会社化し、2014年に遠軽工場として統合。
- ノルディックファーム
- イト電商事 - 家電・電材・建材販社。家電を取り扱っている岩見通南2丁目の本社所在地は遠軽の開基となった北海道同志教育会学田農場の事務所跡地で、敷地内に記念碑が建つ。

### 農協・共済組合
- えんゆう農業協同組合（JAえんゆう） - 本所は湧別町に所在。
  - 遠軽支所
  - 生田原支所
  - 丸瀬布支所
  - 白滝支所
- 北海道農業共済組合（NOSAI北海道）
  - 遠軽家畜診療所

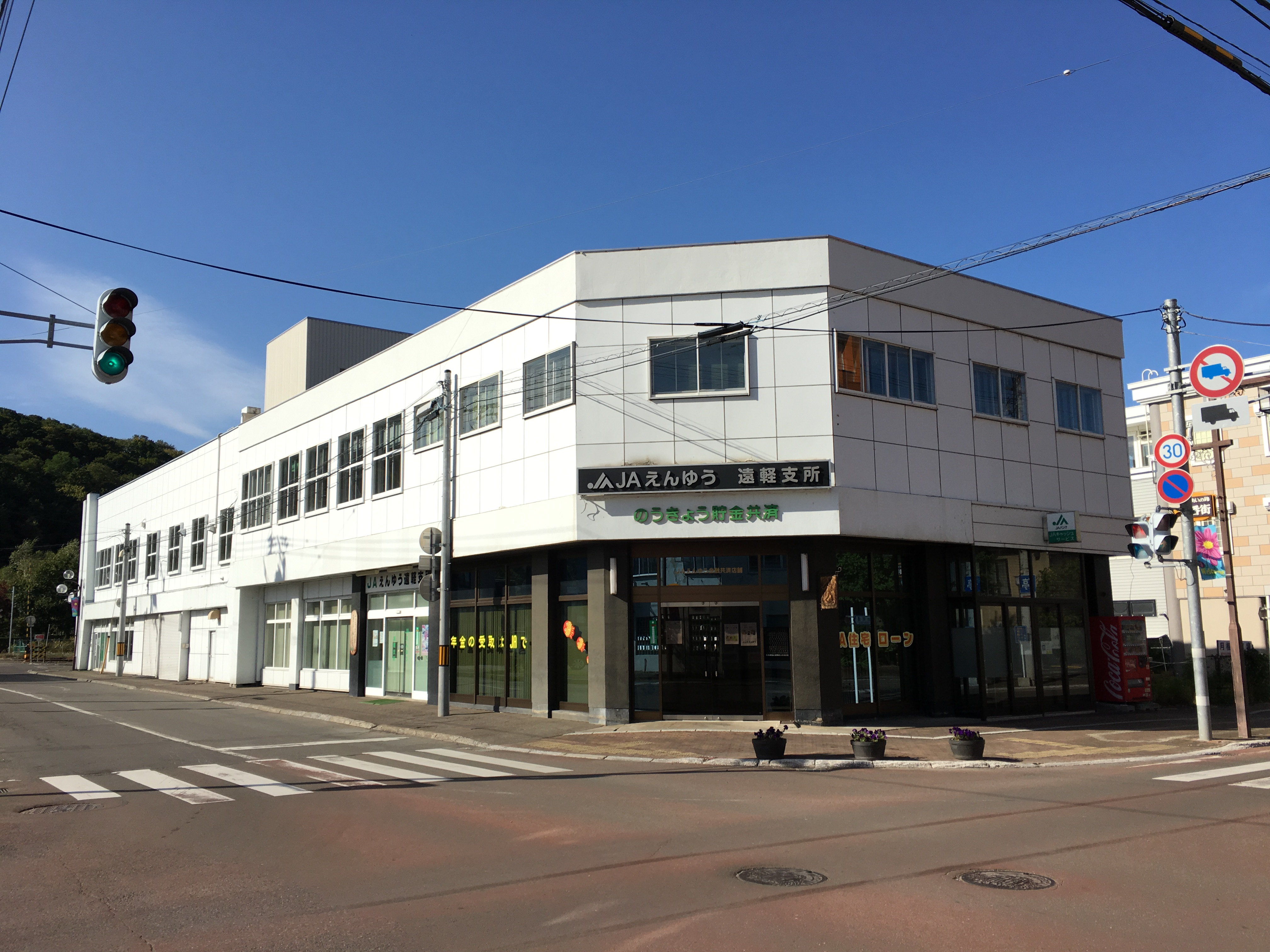
JAえんゆう遠軽支所
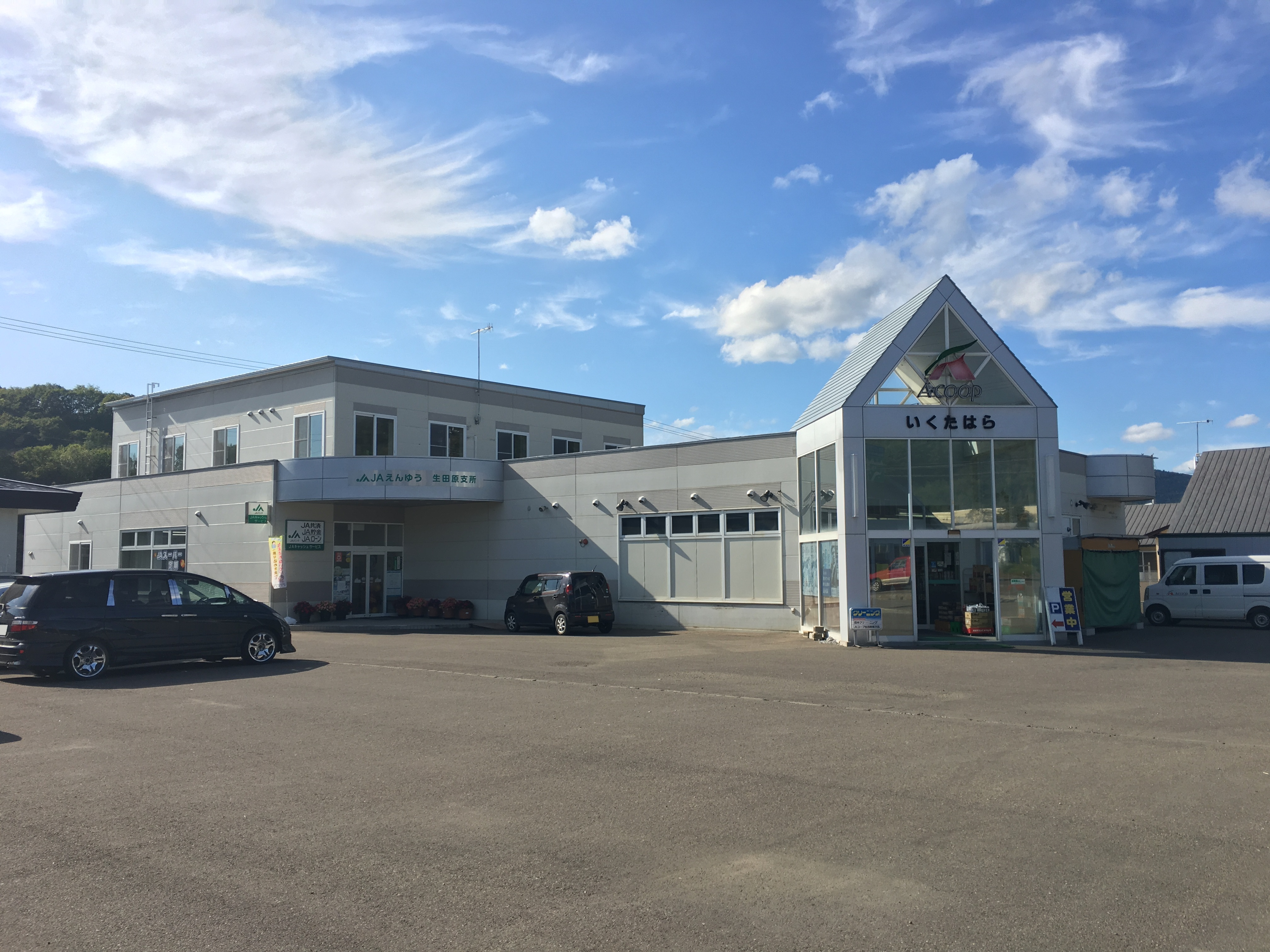
JAえんゆう生田原支所

### 金融機関
- 遠軽信用金庫
  - 本店、本店西町出張所
  - 南町支店
  - 生田原支店
  - 丸瀬布支店、丸瀬布支店白滝出張所
- 北洋銀行遠軽支店
- 北海道労働金庫遠軽出張所

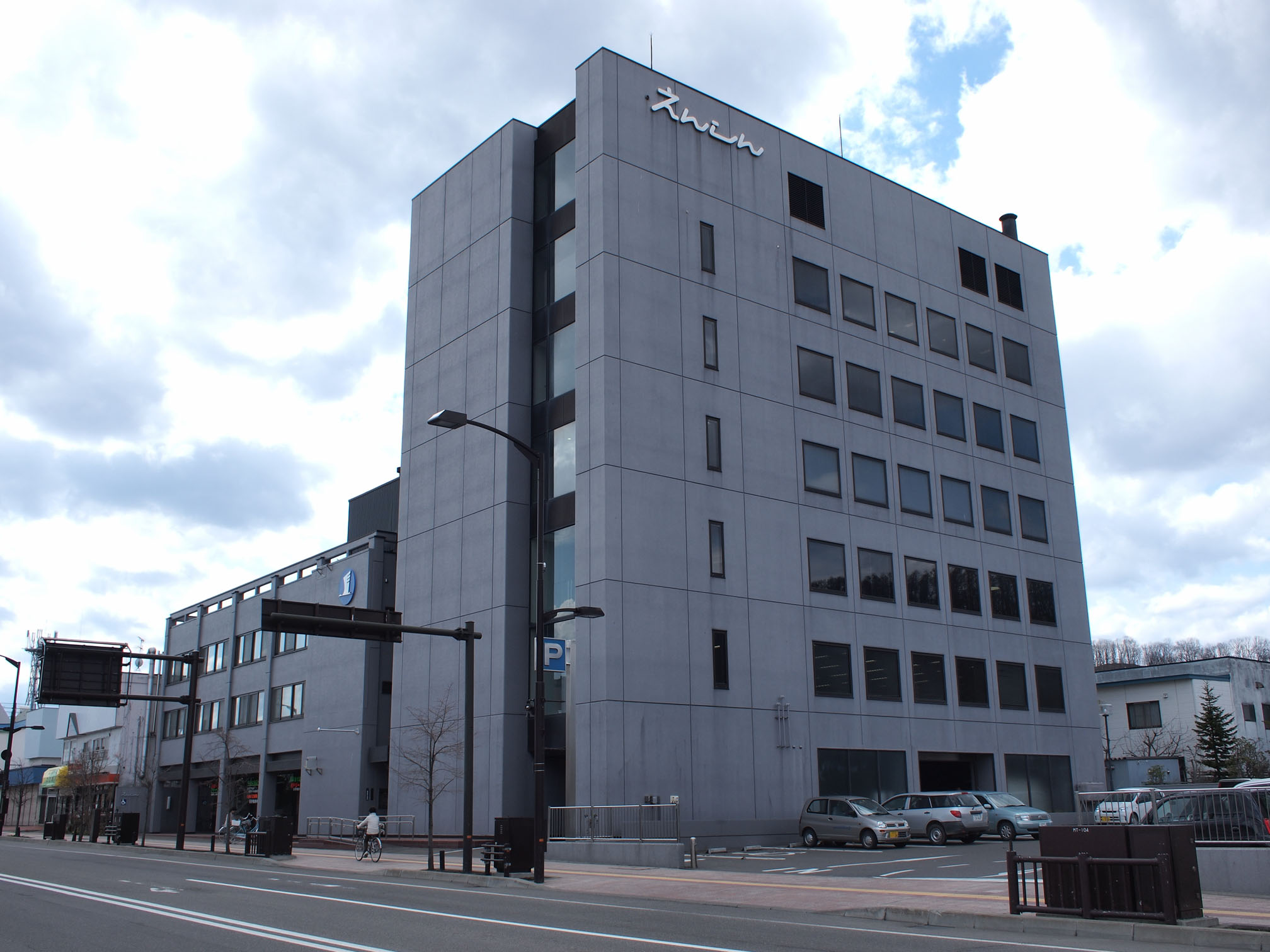
遠軽信用金庫本店
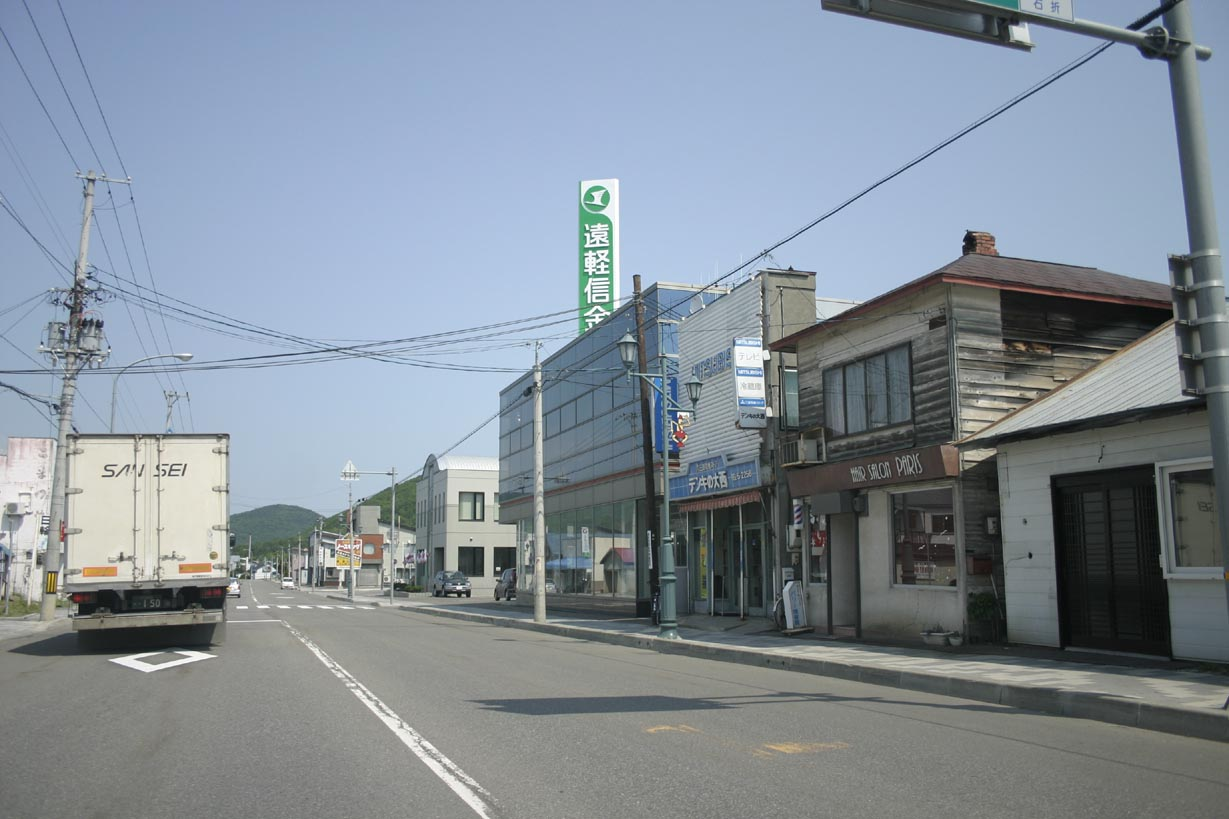
遠軽信用金庫生田原支店
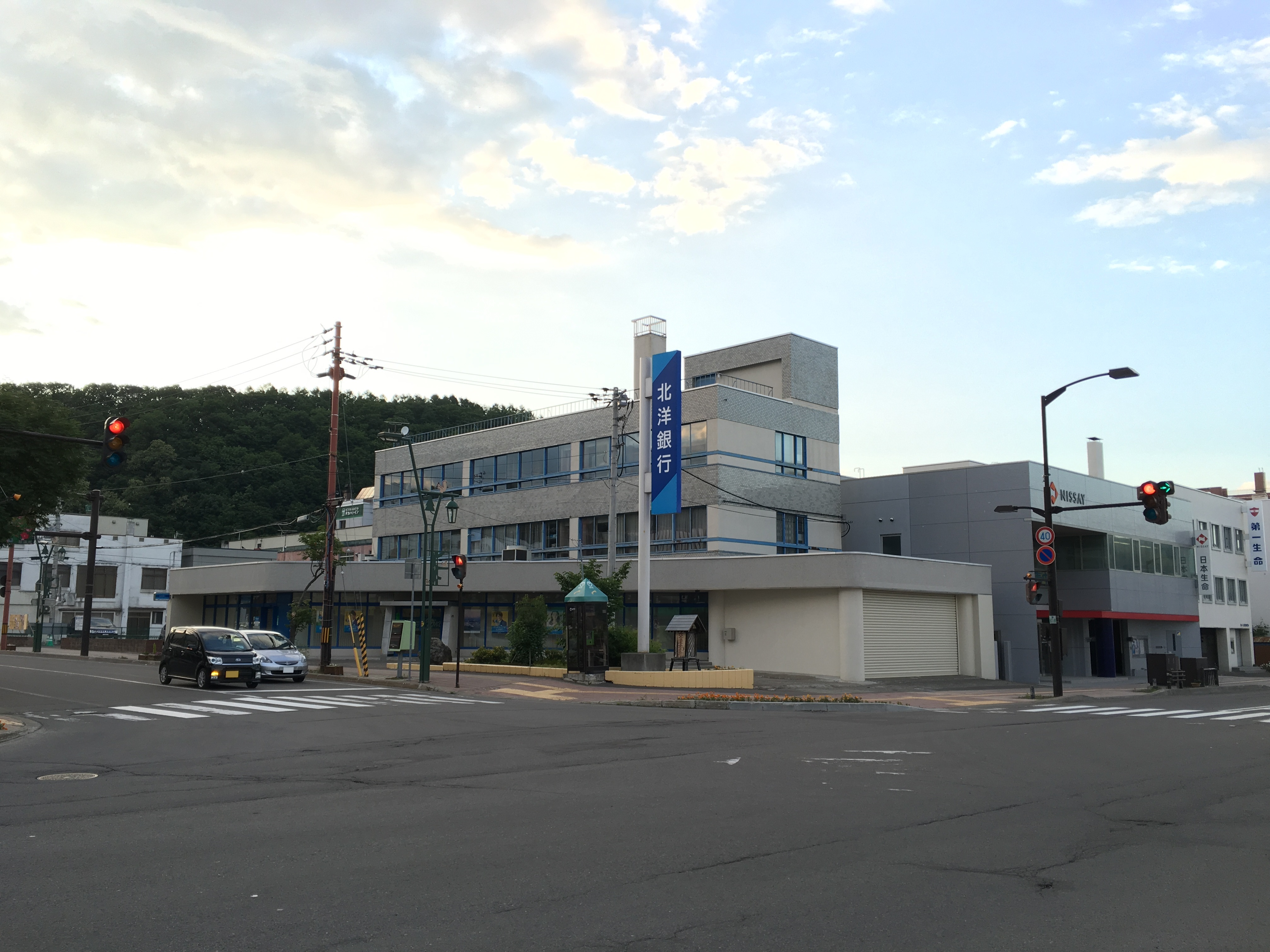
北洋銀行遠軽支店
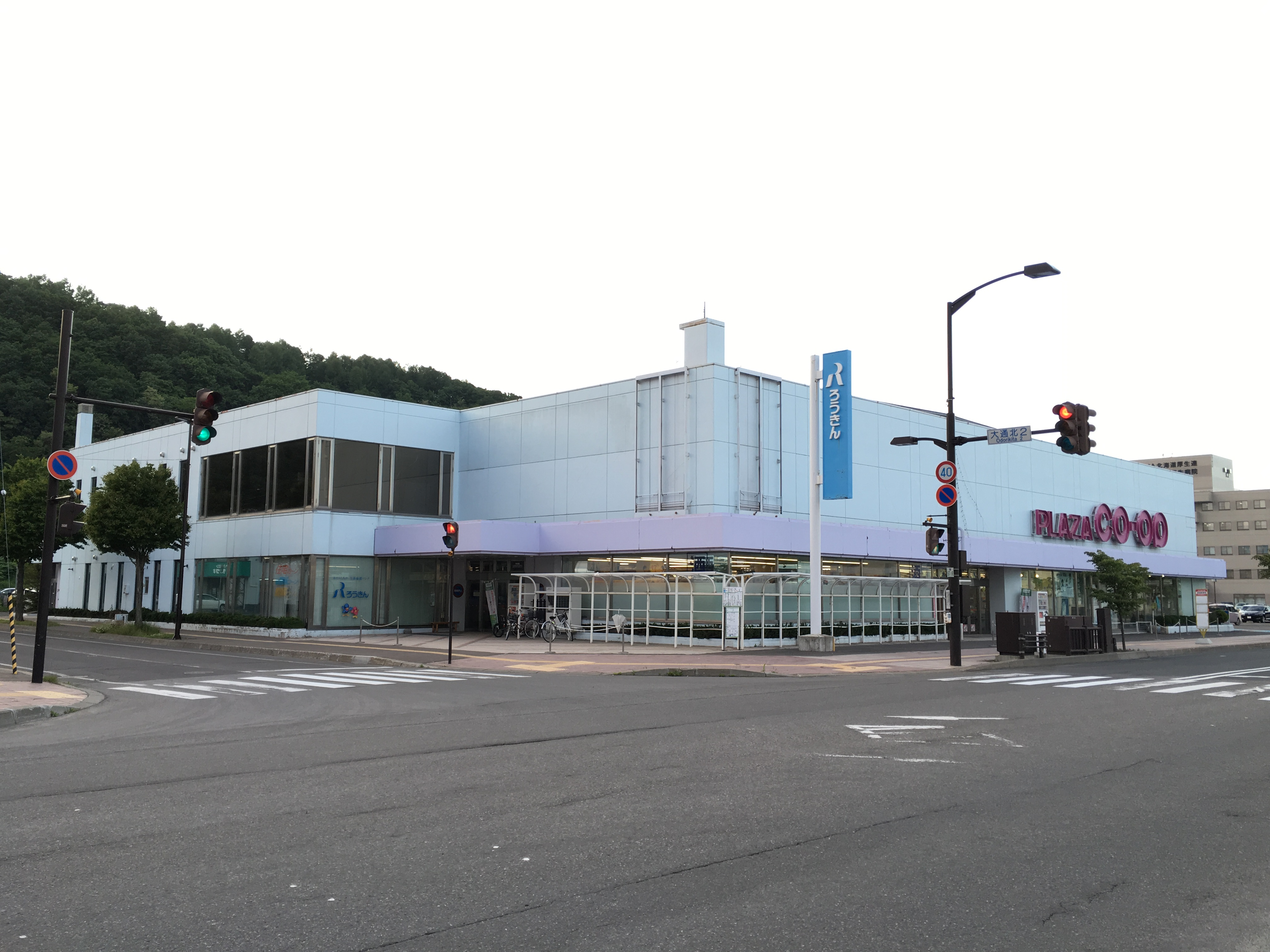
北海道労働金庫遠軽出張所

### 商業
ショッピングセンター
- 渡辺興産
  - 遠軽ショッピングタウン（コープさっぽろ･ダイソーほか）

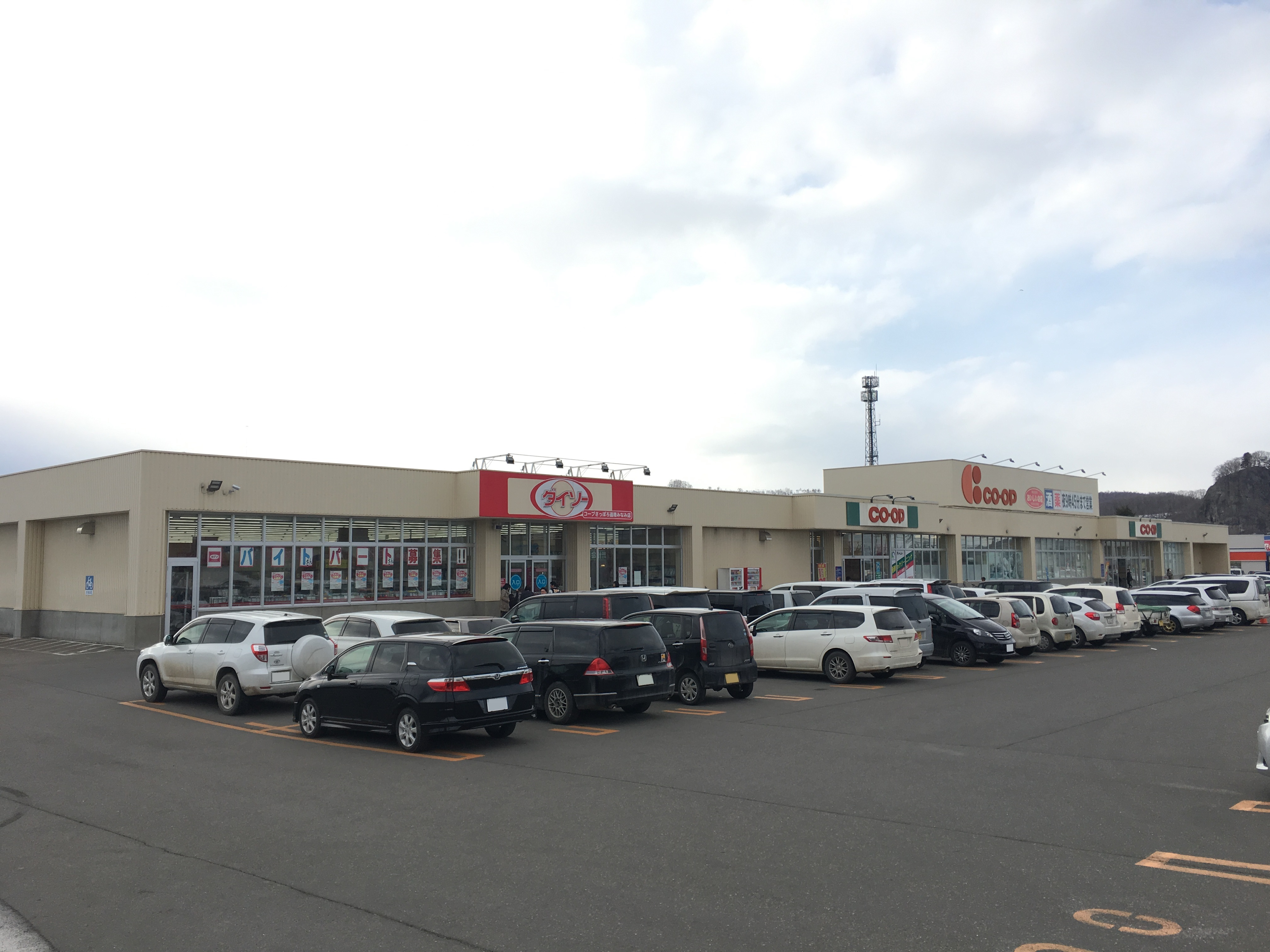
遠軽ショッピングタウン

商業施設
- Aコープえんゆう（遠軽店、生田原店）
- コープさっぽろ北見地区（プラザ店、遠軽みなみ店）
- 北雄ラッキー（シティえんがる店）
- DZマート（遠軽店）
- マツヤデンキ（遠軽店）
- イト電商事（家電部）
- 坂本ホーマ（遠軽店）
- DCMニコット（遠軽店）
- サツドラ（遠軽店）
- ツルハドラッグ（遠軽店、遠軽南町店）
- ファッションセンターしまむら（遠軽店）
- ファッション市場サンキ（プラザコープ店）
- プロノ（遠軽店）
- ゲオ（遠軽店）

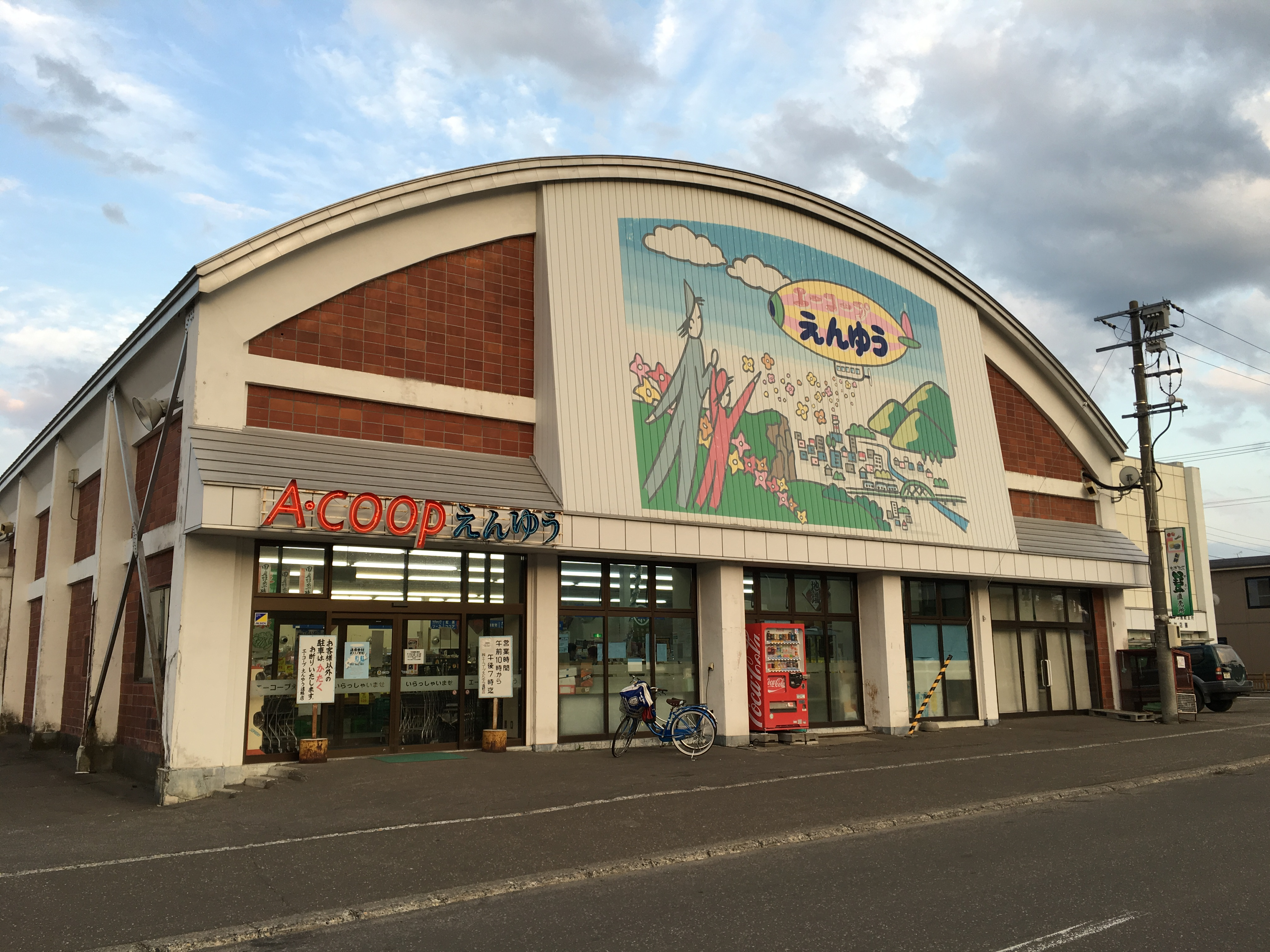
Aコープえんゆう遠軽店
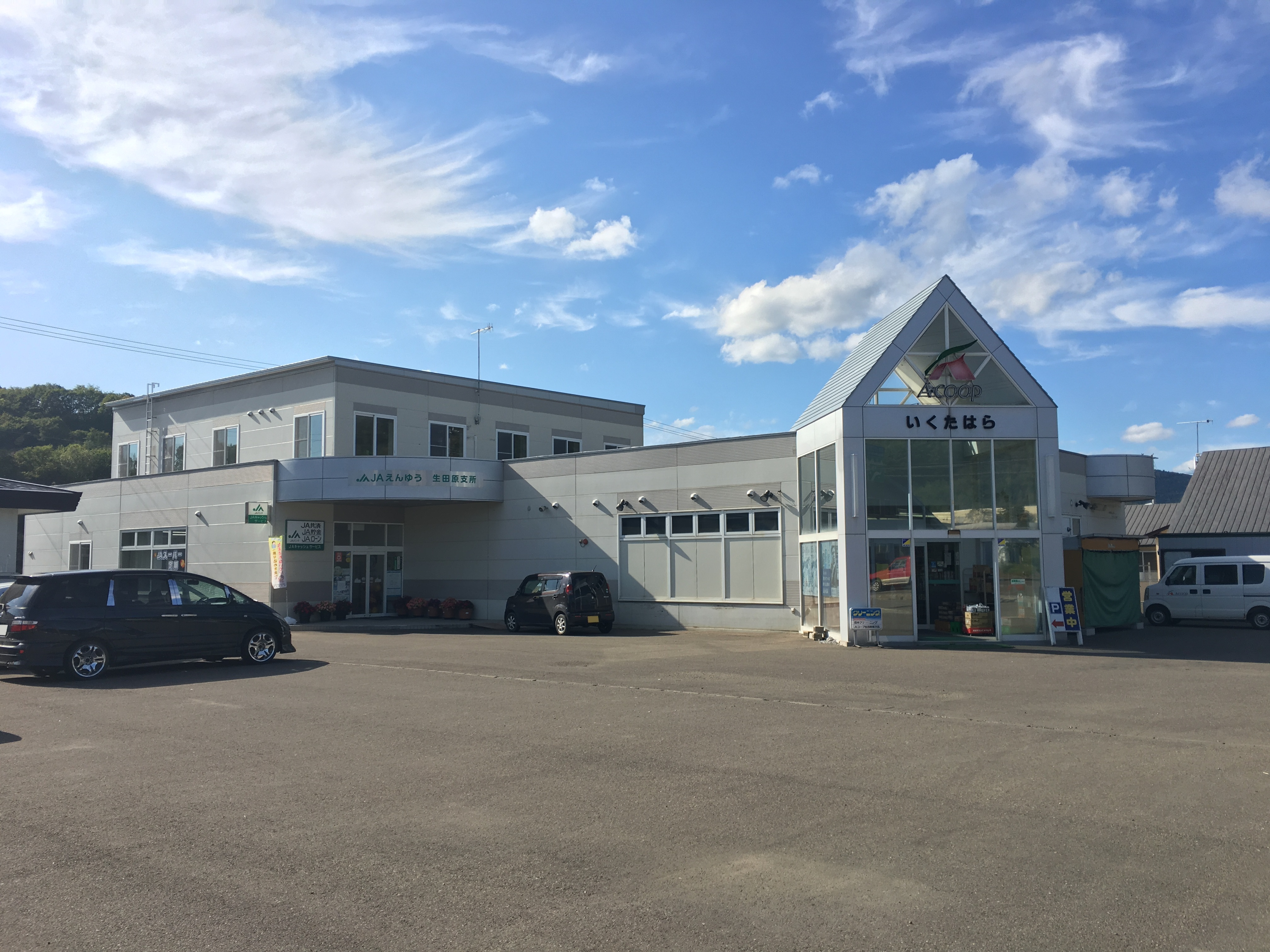
Aコープえんゆう生田原店
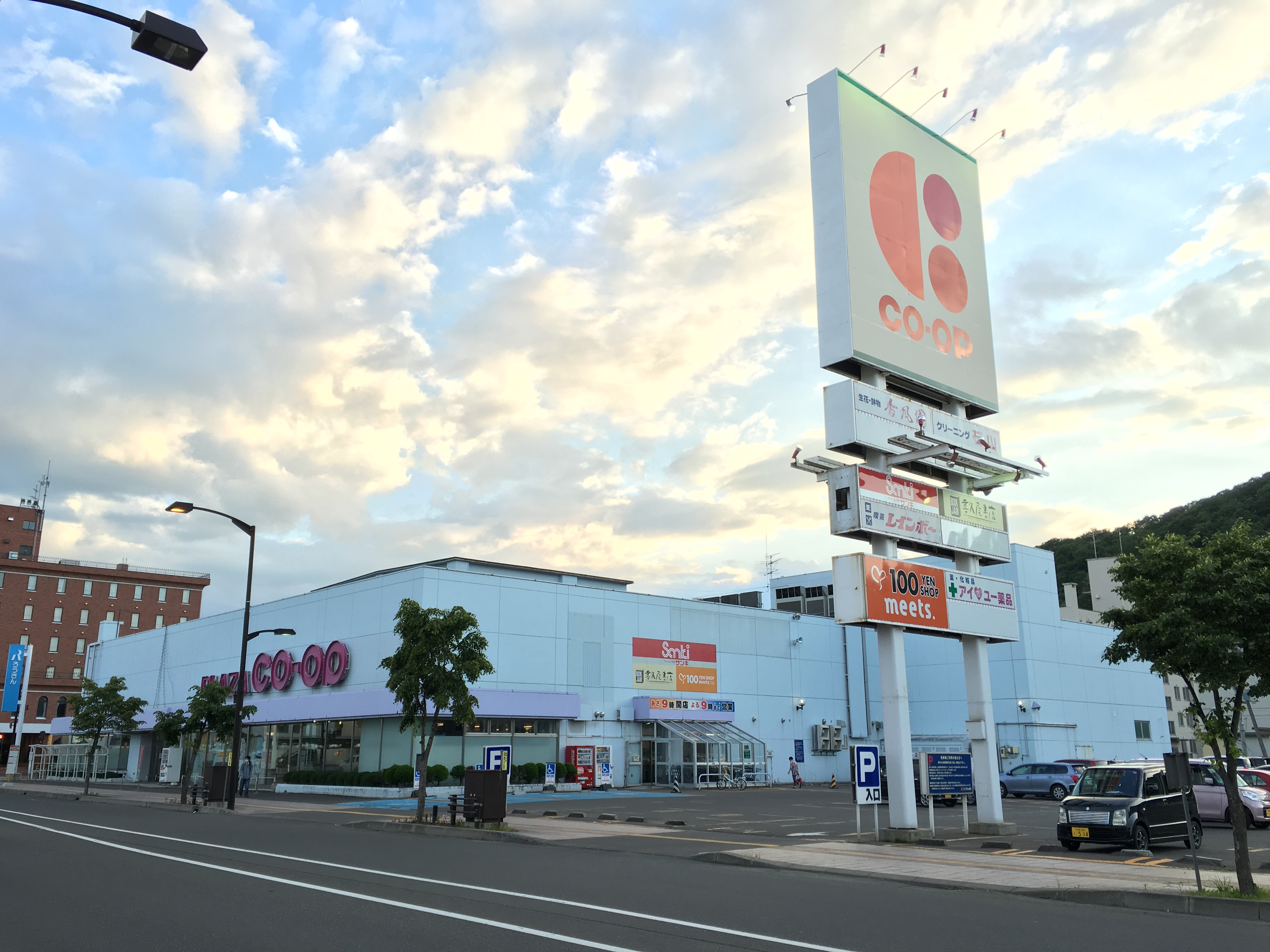
コープさっぽろプラザ店
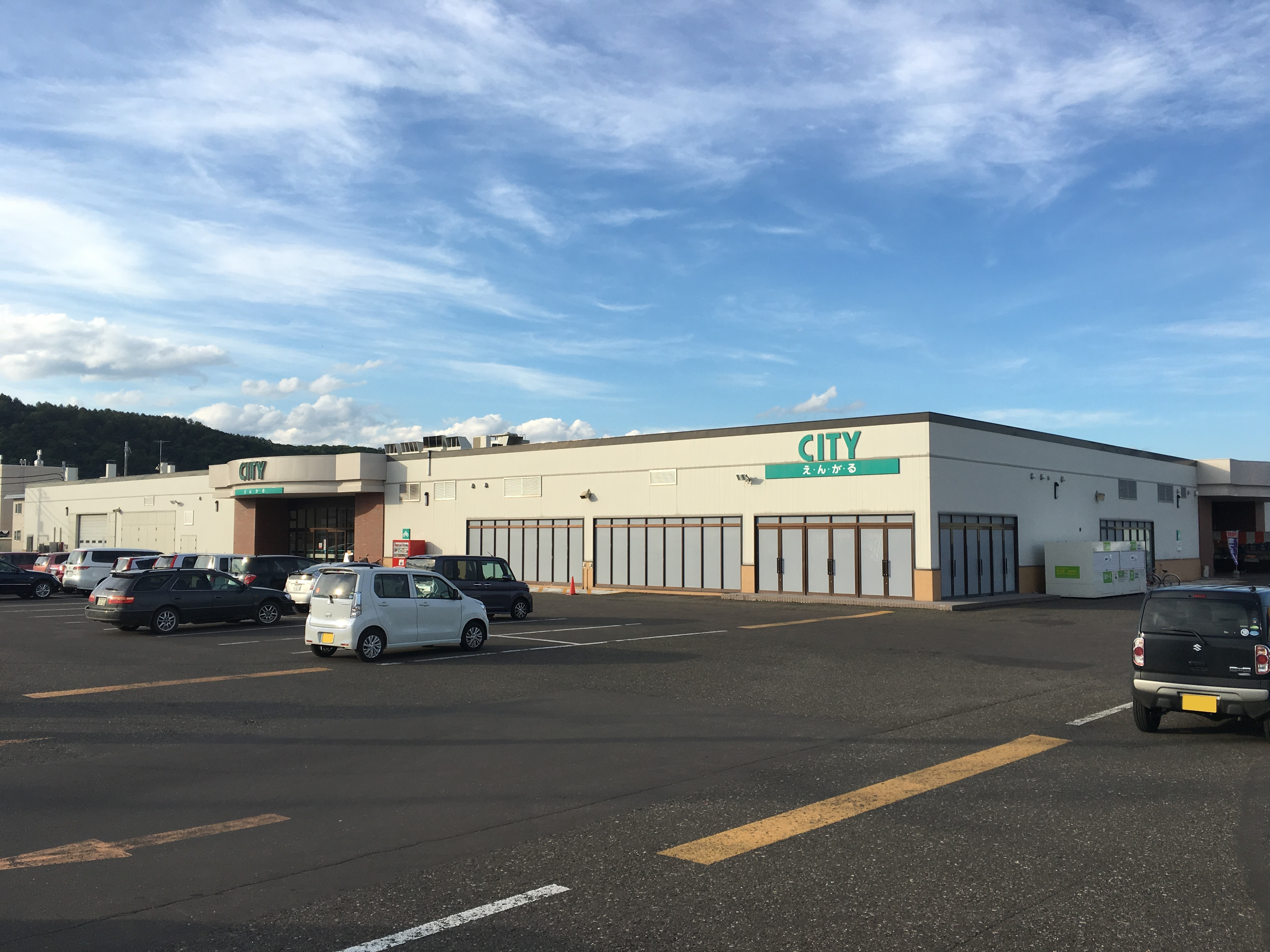
北雄ラッキーシティえんがる店
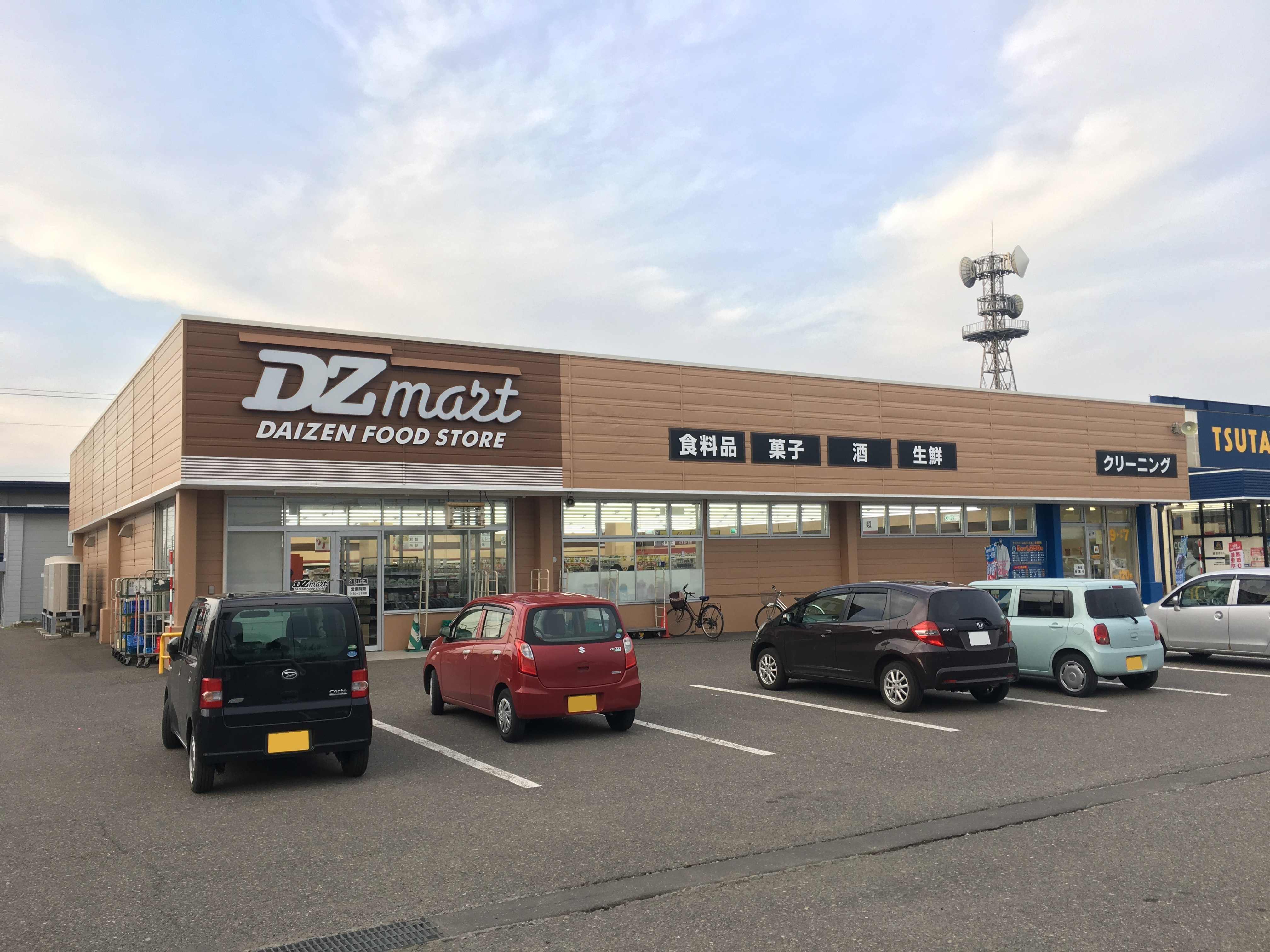
DZマート遠軽店
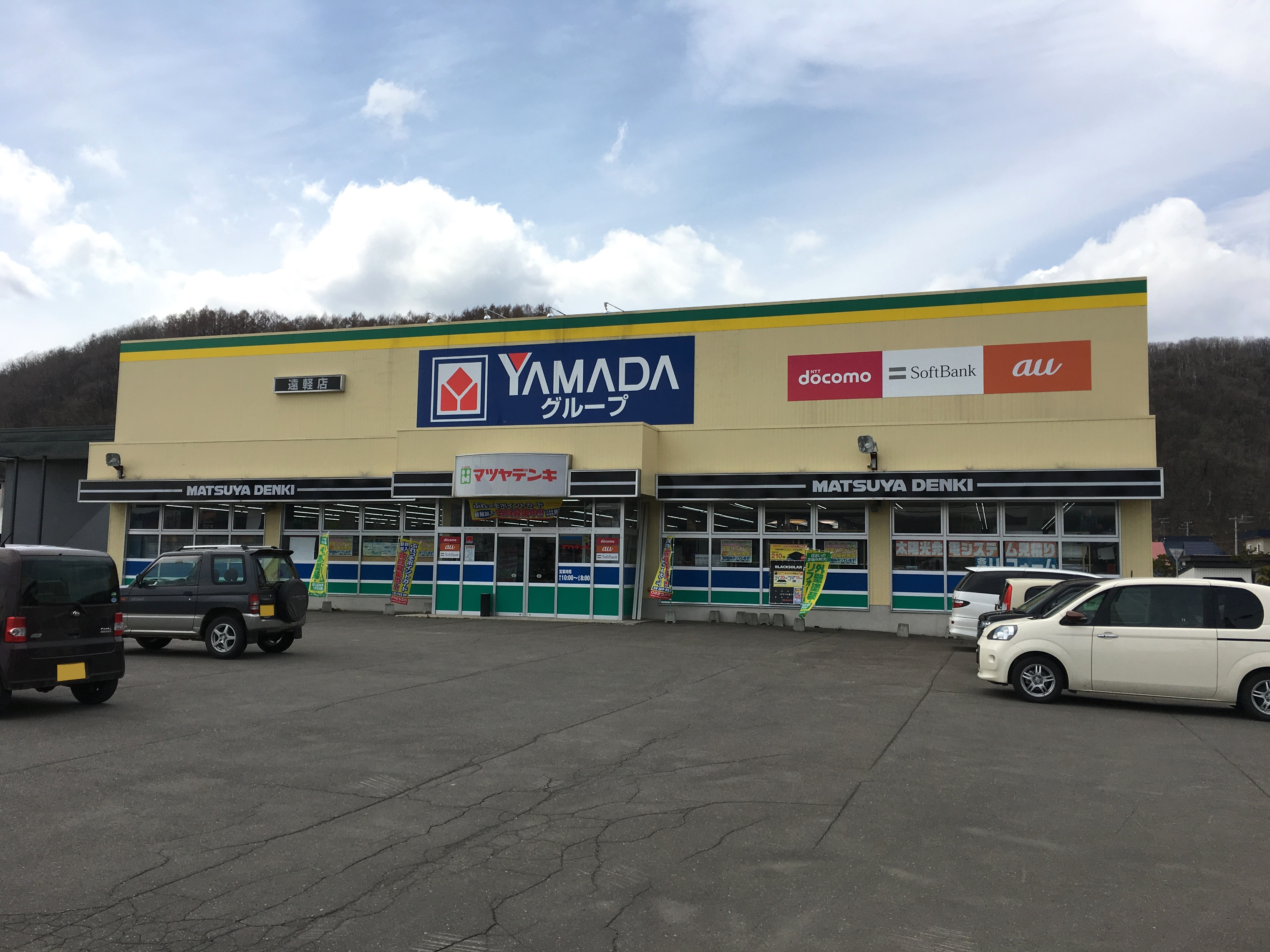
マツヤデンキ遠軽店
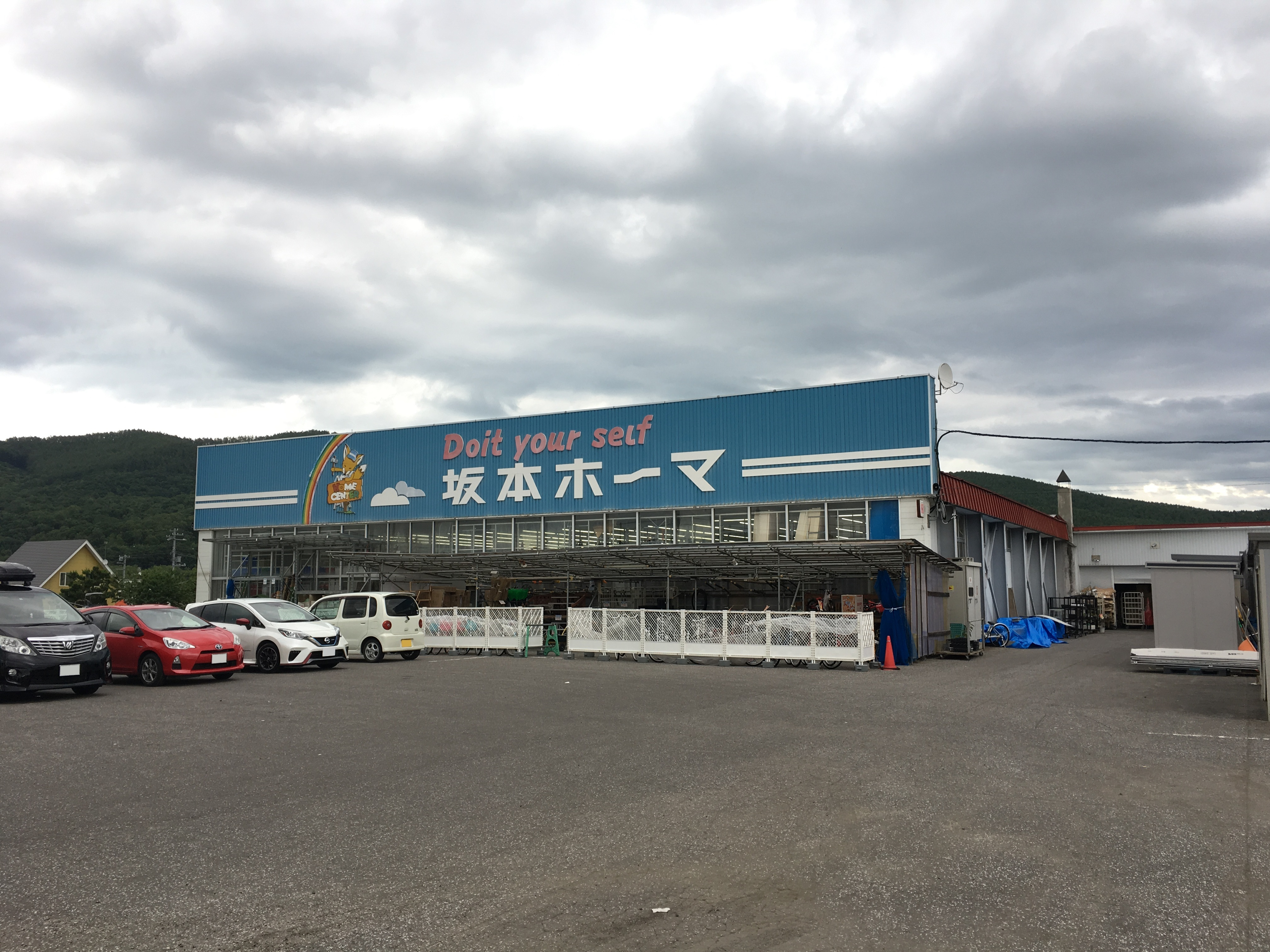
坂本ホーマ遠軽店
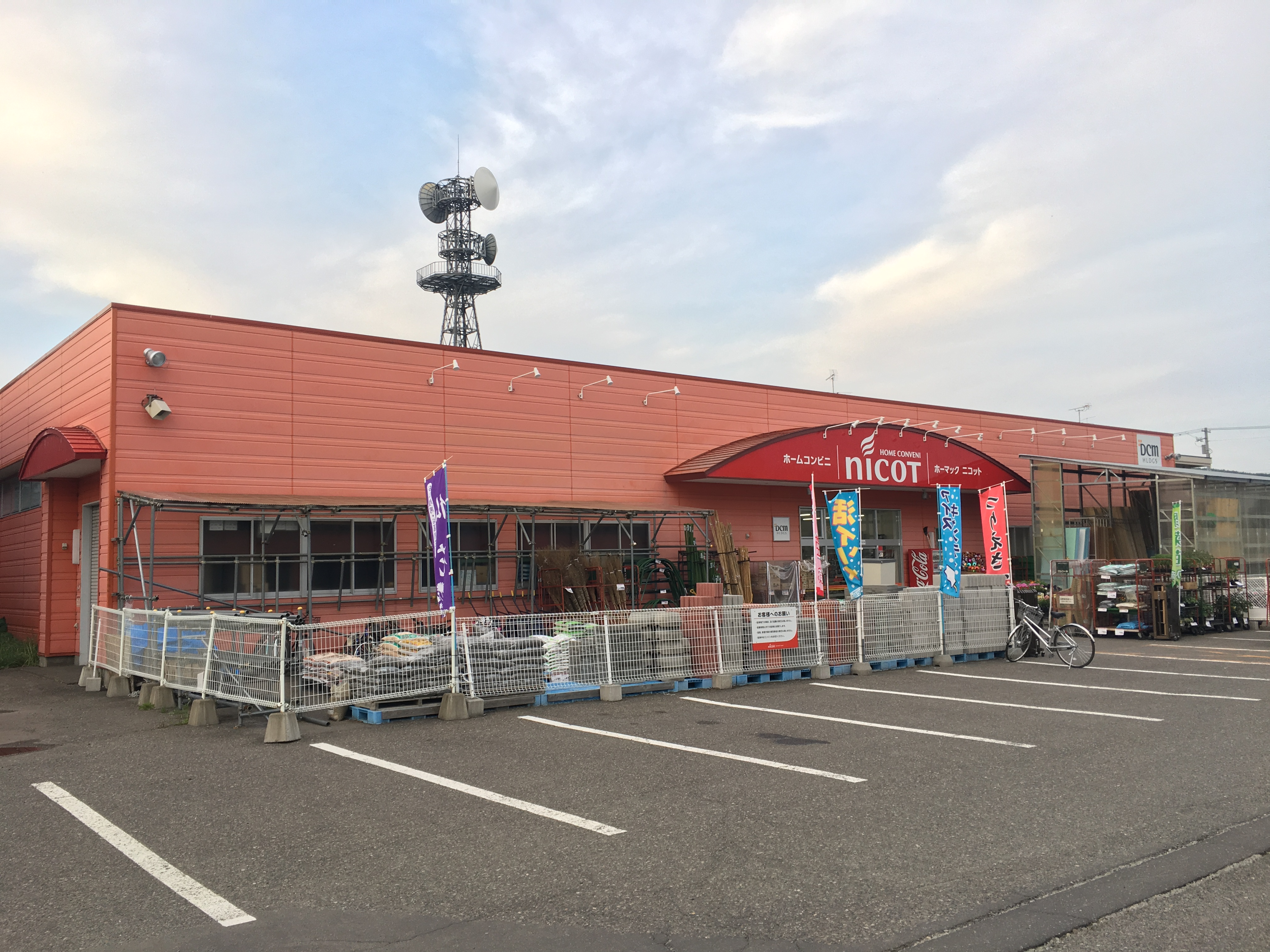
ホーマックニコット遠軽店
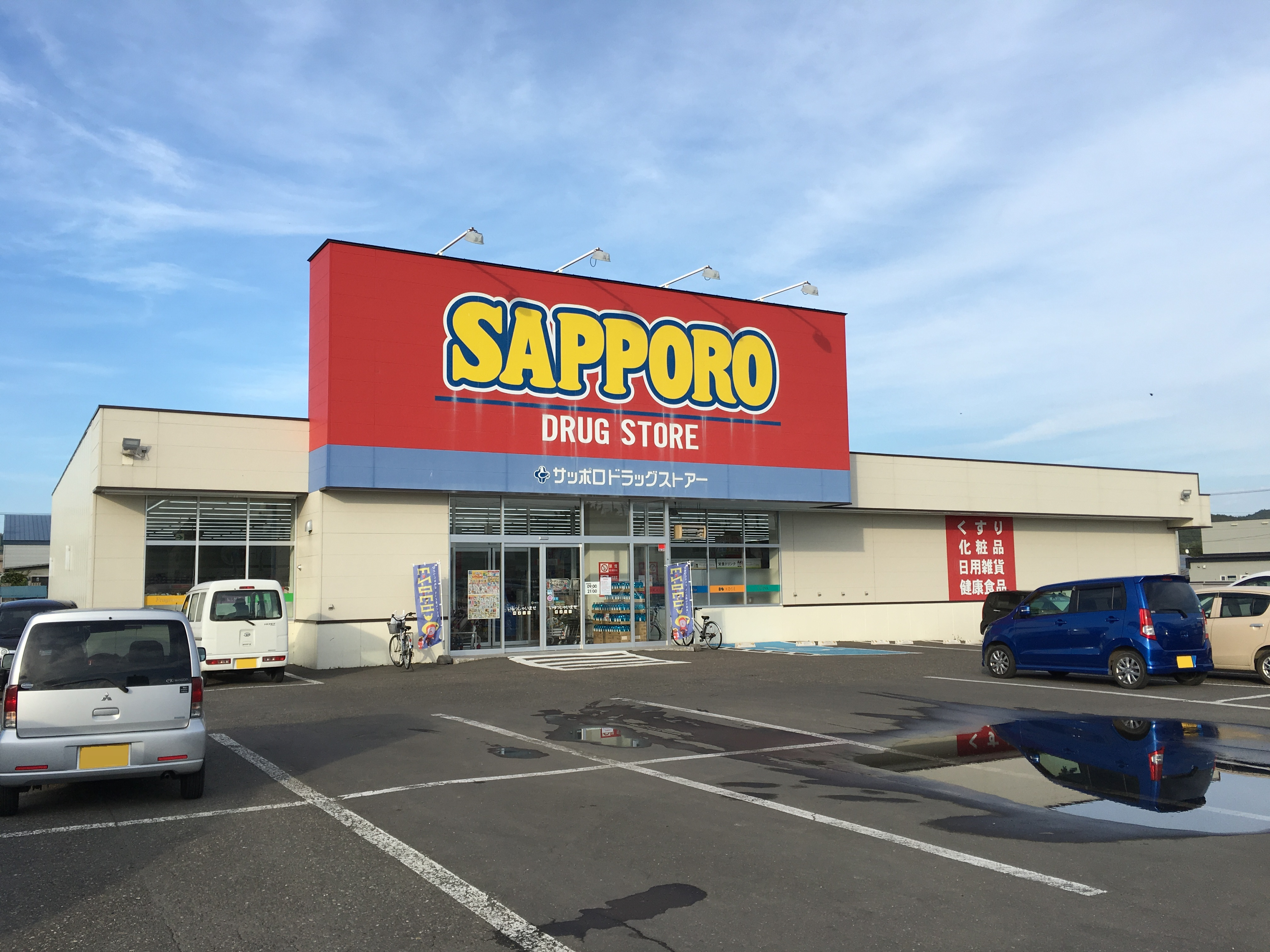
サッポロドラッグストアー遠軽店
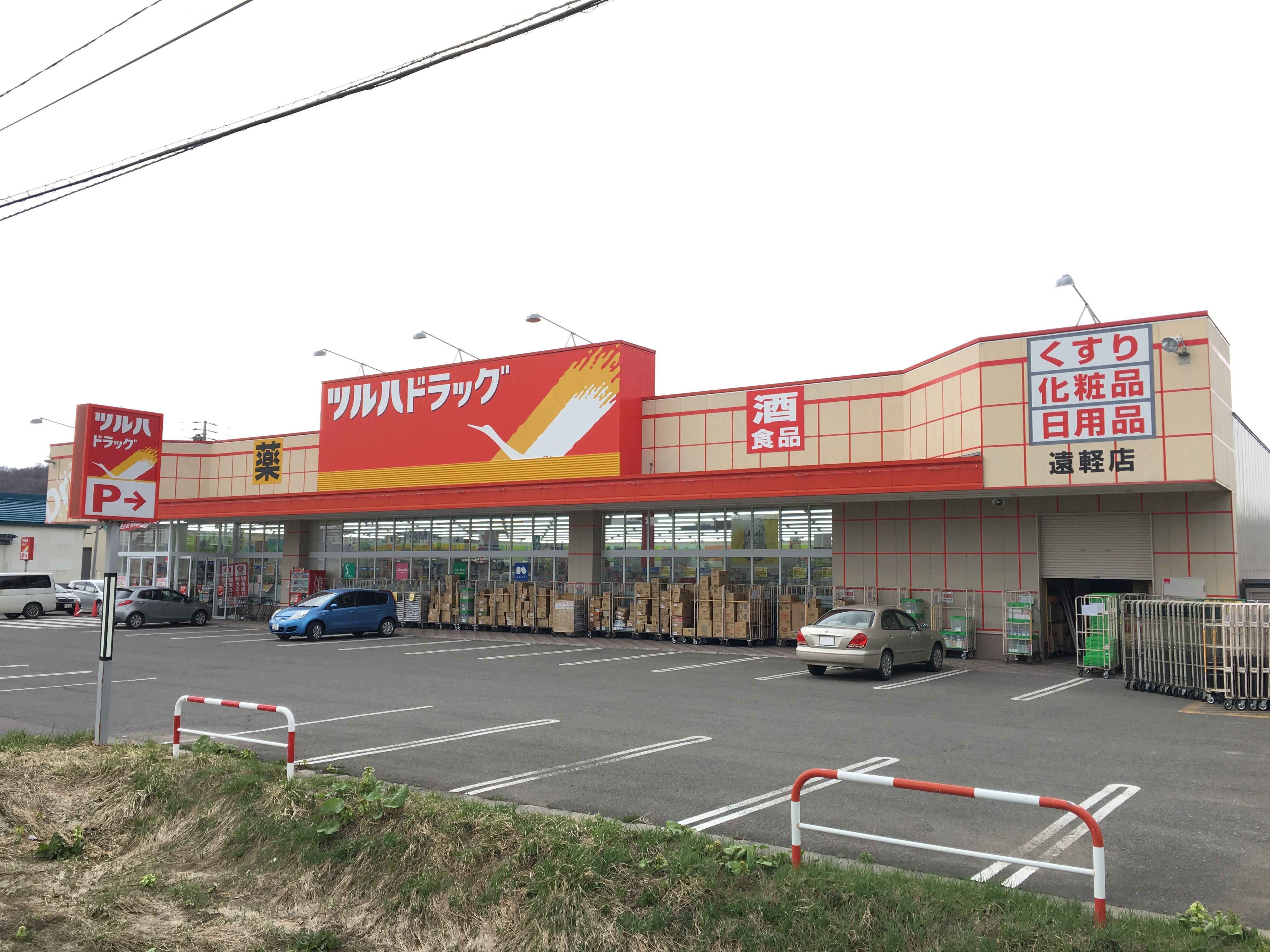
ツルハドラッグ遠軽店
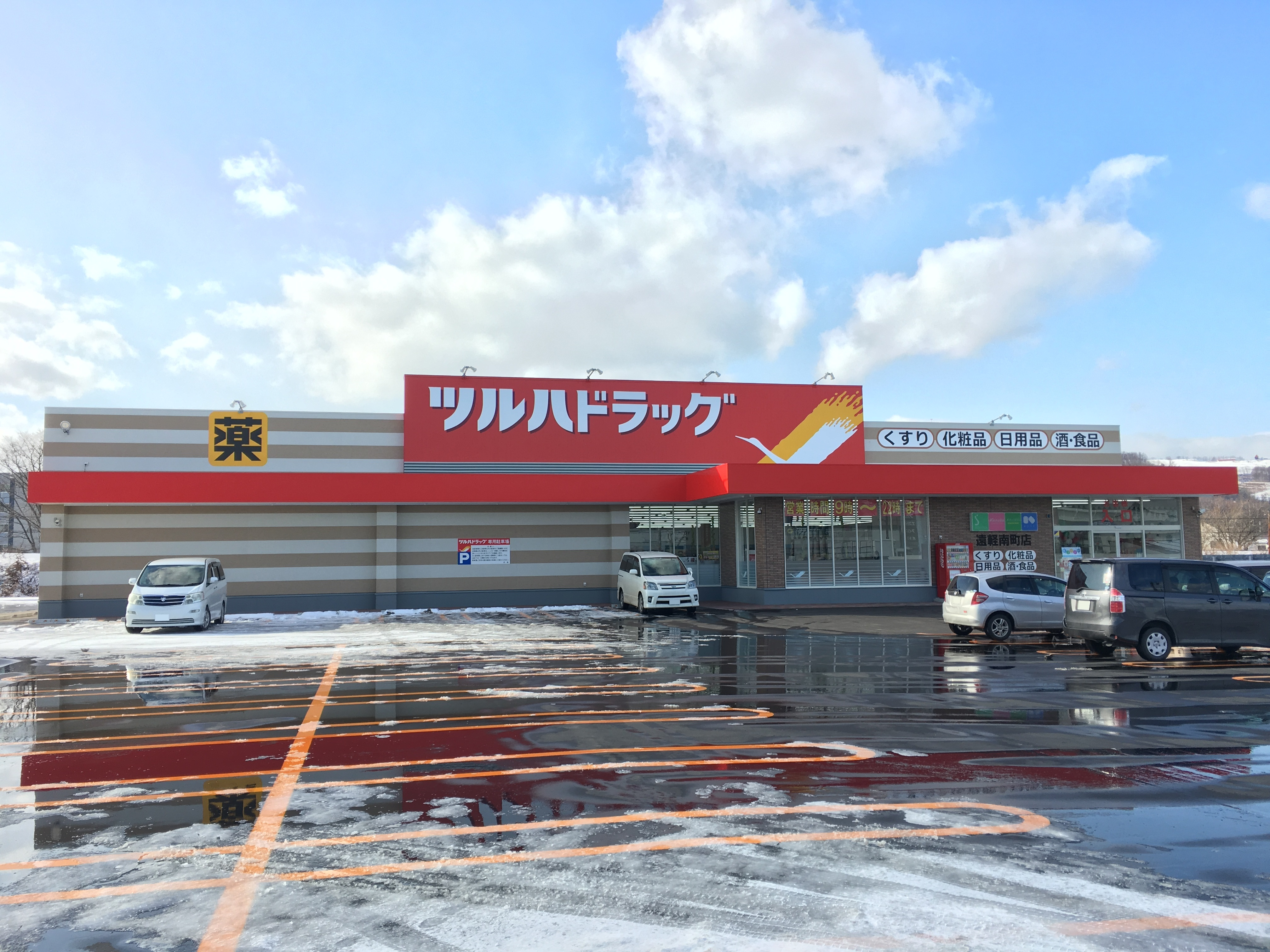
ツルハドラッグ遠軽南町店
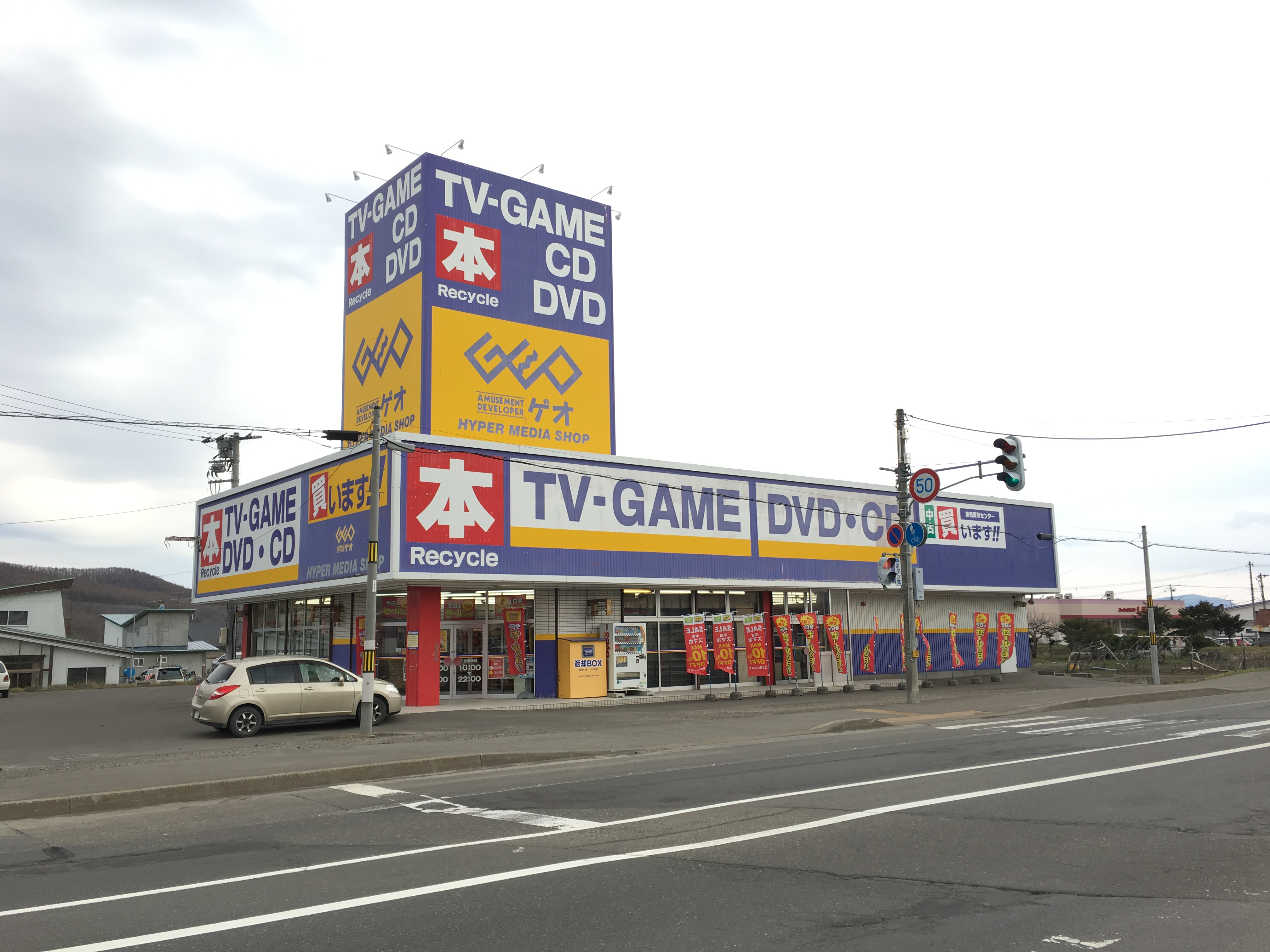
ゲオ遠軽店

### 電力
- 北海道電力
  - 遠軽ネットワークセンター
  - 湧別川水力発電所 - 出力690kW（湧別川ダム、1924年運転開始）
  - 瀬戸瀬水力発電所 - 出力25,000kW（武利ダム、1980年運転開始）
- 工営エナジー
  - 白滝発電所 - 出力270kW。村内電化促進のため白滝村と白滝村農業協同組合が湧別川に1952年設置。白滝・旧白滝地籍境界付近の湧別川右岸に、数百メートル上流の取水堰と導水管で結ばれた発電機を設けている。白滝村営（白滝村電気事業委員会）、のち遠軽町営の遠軽町白滝発電所（出力220kW）として運転し、後年は北海道電力に売電していたが、2011年の台風被害で運転を停止。2014年に日本工営関連会社の工営エナジー子会社・NK北海道水力発電が無償譲受し、設備の更新工事を行ったのち、工営エナジーがNK北海道水力発電を吸収合併して直営化し[14]2016年7月2日に運転を再開した。固定価格買い取り制度を利用して発電全量を売電している[15]。

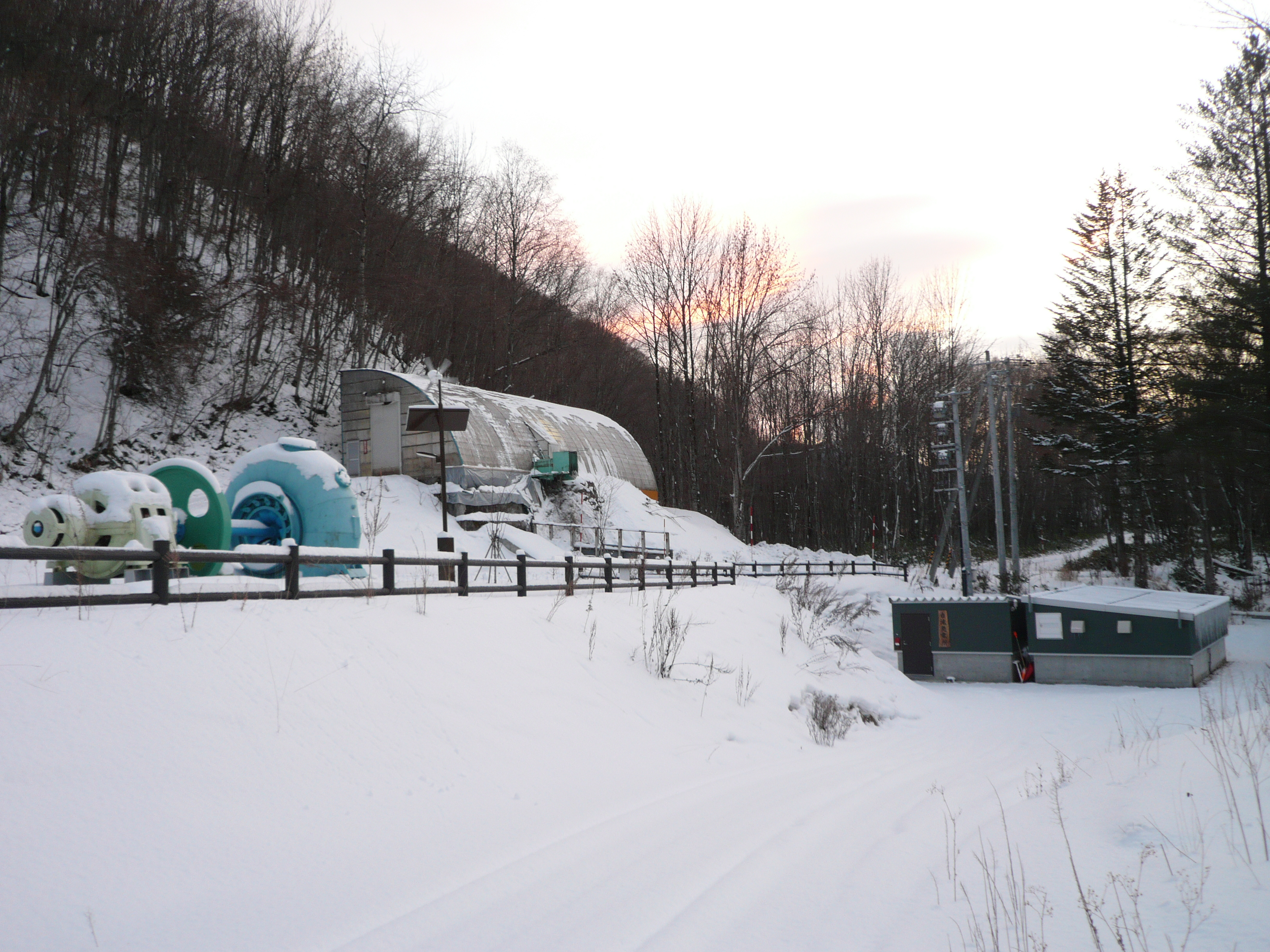
白滝発電所

### メディア
- 新聞社
  - 北海道新聞社遠軽支局
  - 山脈（やまなみ）文化協会 - 遠軽町内唯一の地域新聞『山脈』（月3回刊）を丸瀬布地域で発行する地元住民有志の任意団体。1948年、丸瀬布村の地域紙として、のちに松浦武四郎研究の第一人者として知られた秋葉實（1926年 - 2015年）ら丸瀬布連合青年団の団員が中心となり、連合青年団機関紙の形で創刊。
    - 遠軽新聞 - 前身は遠軽町議会副議長や遠軽商工会議所副会頭を歴任した寺戸軍一（1905年 - 1997年）が1946年に創刊した『北東民報』で、創刊年不詳の個人紙を合併して1976年創刊。のち個人紙一家が経営権を掌握するも経営難に陥り2015年廃刊。

- テレビ・ラジオ中継所
  - 遠軽中継局
  - 丸瀬布中継局
  - 生田原中継局（生田原中継施設・社名淵中継施設）

### 商工団体・観光協会
- 遠軽商工会議所（岩見通南二丁目）
- えんがる商工会（丸瀬布中町） - 生田原支所・白滝支所
- えんがる町観光協会（南町三丁目） - 丸瀬布地域委員会・白滝地域委員会・生田原地域委員会

## 郵便
郵便局
- 遠軽郵便局（集配局･ゆうゆう窓口設置局）

- 丸瀬布郵便局（集配局）
- 白滝郵便局（集配局）

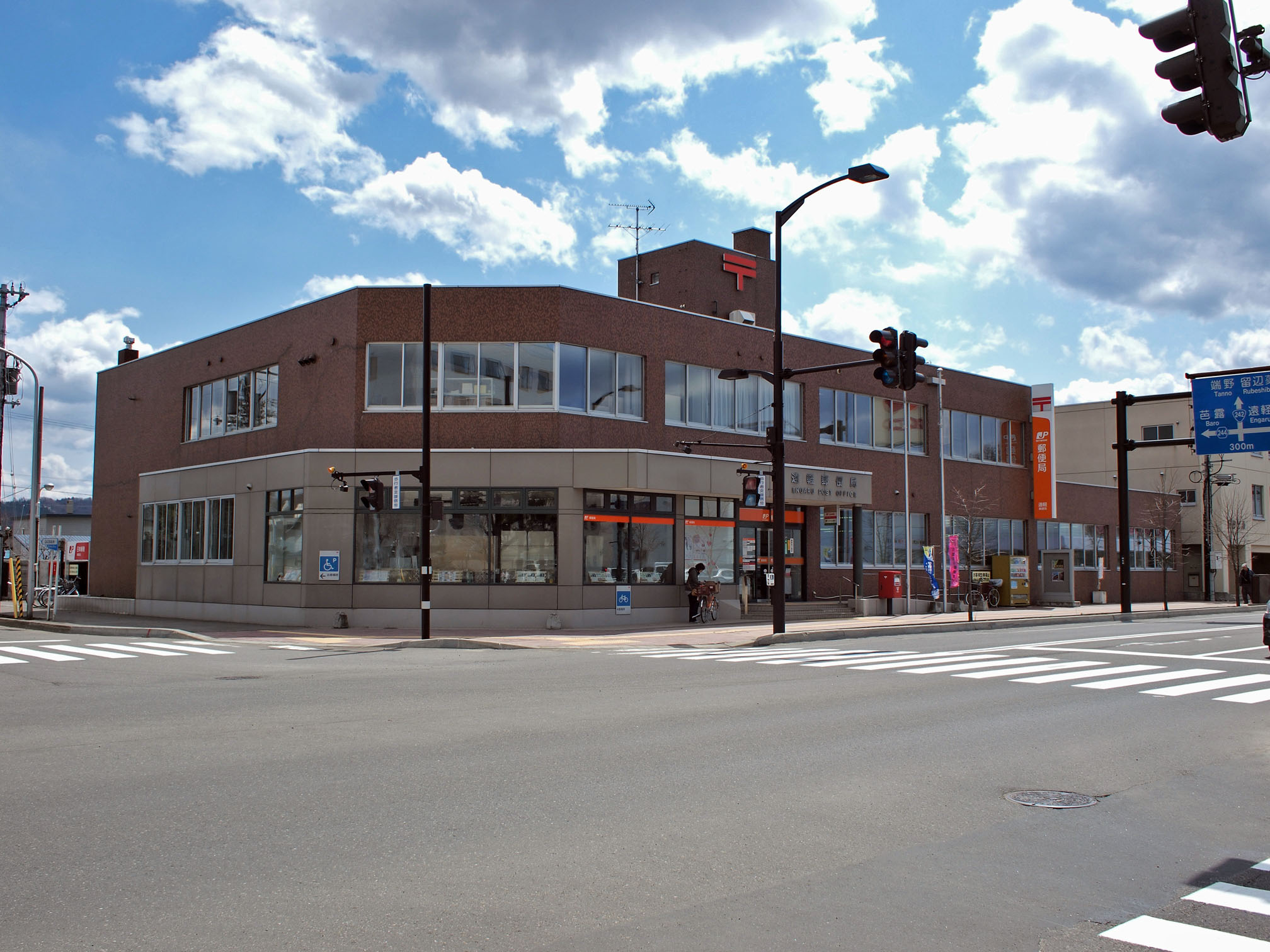
生田原郵便局
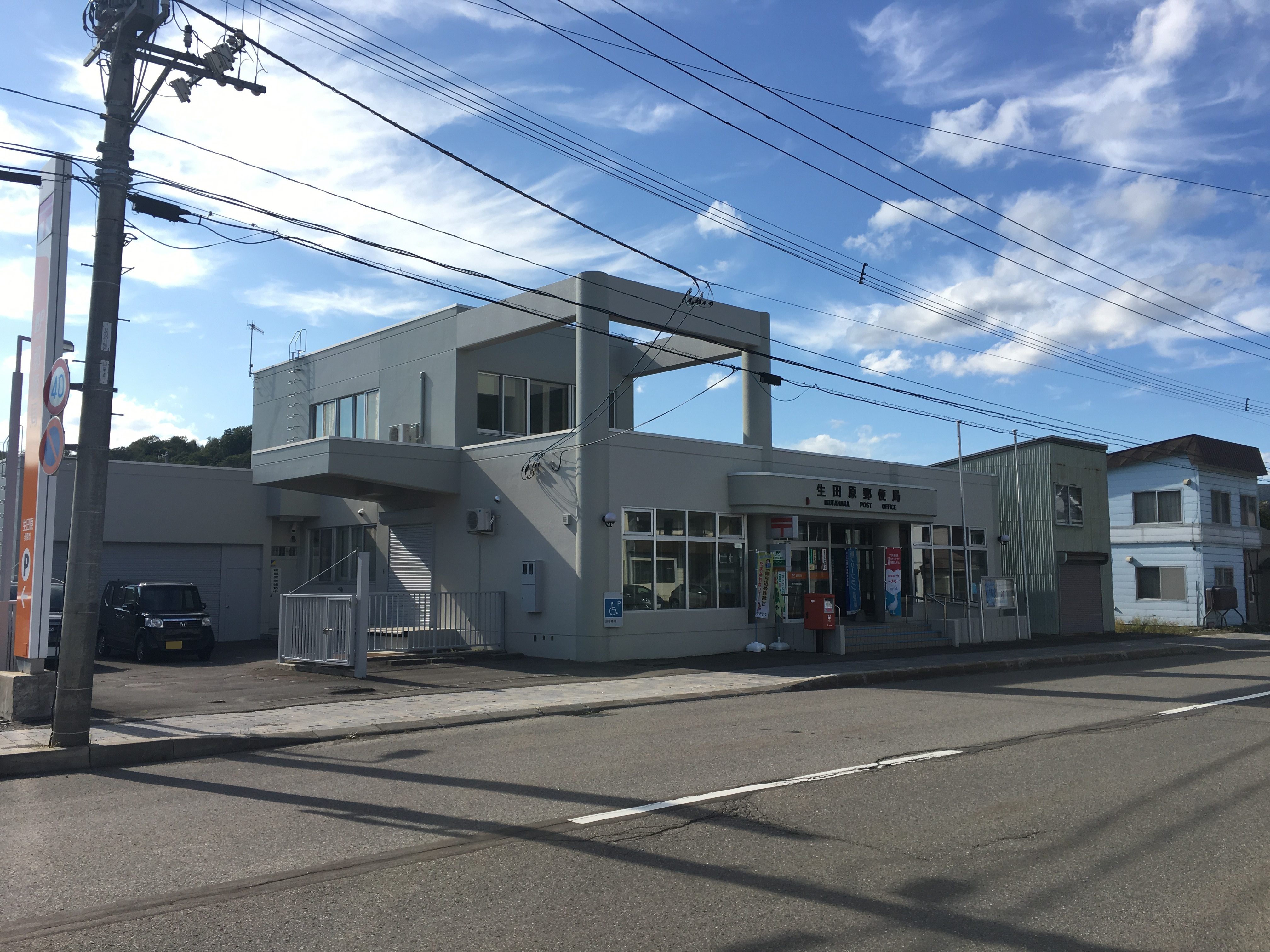
遠軽大通郵便局

- 遠軽南町郵便局
- 瀬戸瀬郵便局

- 安国郵便局

簡易郵便局
- 遠軽社名渕簡易郵便局

- 遠軽豊里簡易郵便局

- 遠軽西町簡易郵便局

- 神居滝簡易郵便局

- 遠軽郵便局
- 生田原郵便局

## 宅配便
- ヤマト運輸：道北主管支店

遠軽北センター･遠軽南センター
- 佐川急便：紋別営業所（紋別市）

## 官公庁

### 遠軽町役場
- 本所（1条通北3丁目1-1）
- 生田原総合支所（旧生田原町役場・生田原339-1）
  - 生田原総合支所安国出張所（旧生田原町役場安国出張所・生田原安国32番地）
- 丸瀬布総合支所（旧丸瀬布町役場・丸瀬布中町115-2）
- 白滝総合支所（旧白滝村役場・白滝138-1）- 遠軽町埋蔵文化財センター・遠軽町白滝ジオパーク交流センターを併設

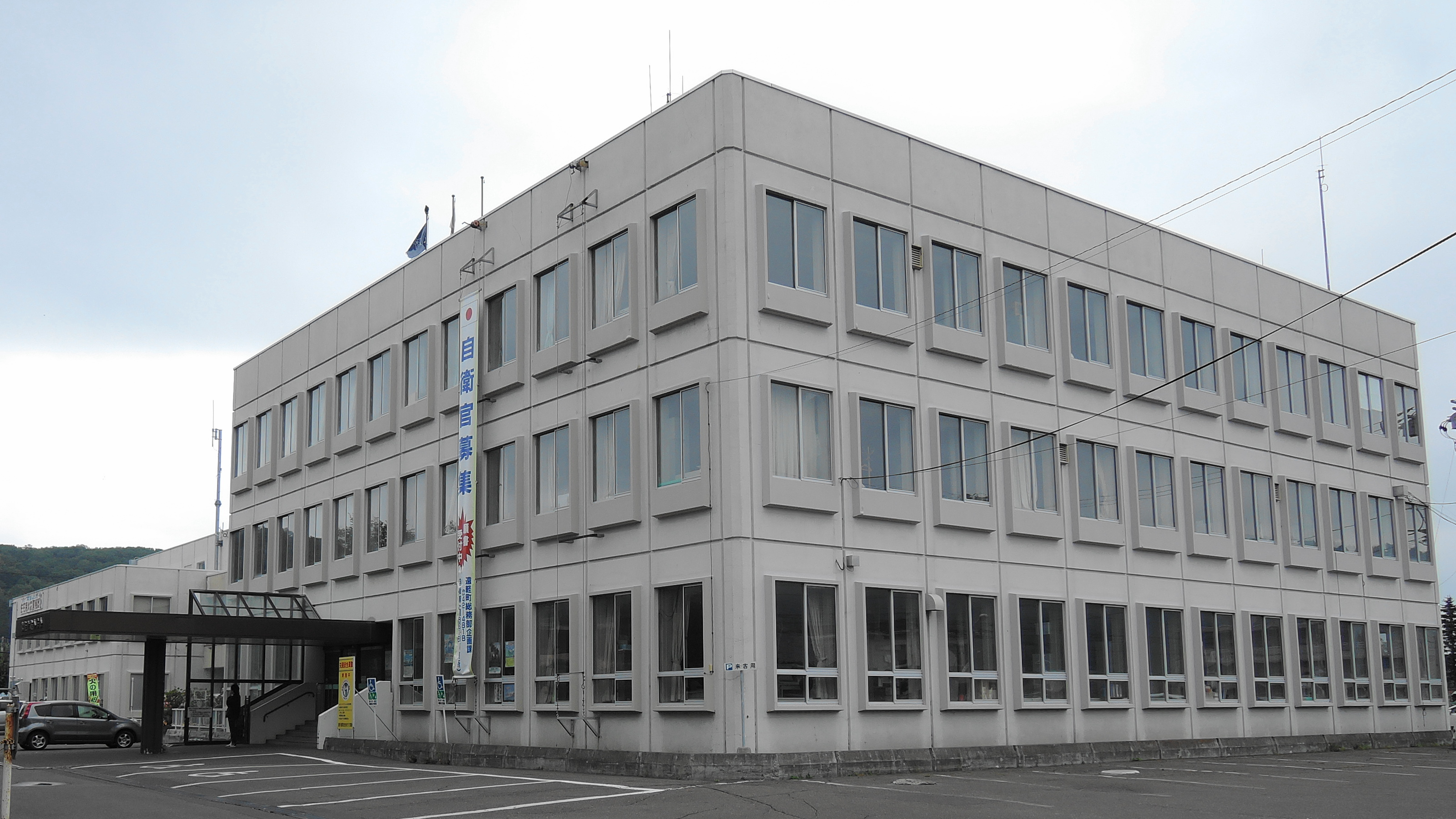
遠軽町役場本所
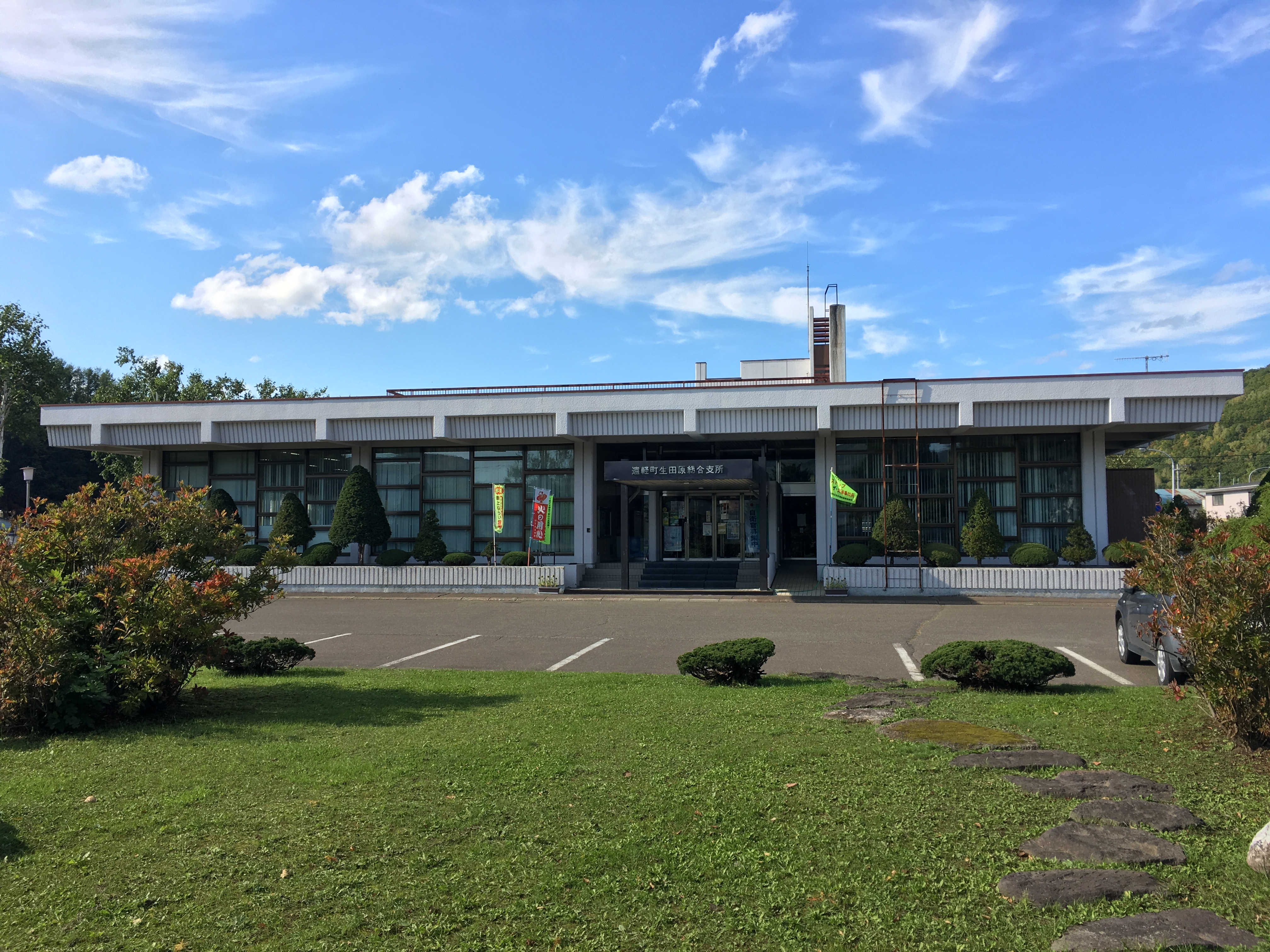
遠軽町役場生田原総合支所

### 国の機関
- 法務省
  - 釧路地方裁判所遠軽簡易裁判所
  - 釧路家庭裁判所遠軽出張所
- 厚生労働省
  - 北見公共職業安定所遠軽出張所（ハローワーク遠軽）
- 農林水産省
  - 北海道森林管理局網走西部森林管理署
    - 生田原合同森林事務所
    - 丸瀬布合同森林事務所
    - 白滝合同森林事務所
- 国土交通省
  - 北海道開発局網走開発建設部遠軽開発事務所
    - 白滝管理所
- 防衛省
  - 陸上自衛隊北部方面隊
    - 第25普通科連隊（第2師団）
    - 遠軽駐屯地

  - 旭川地方協力本部遠軽地域事務所

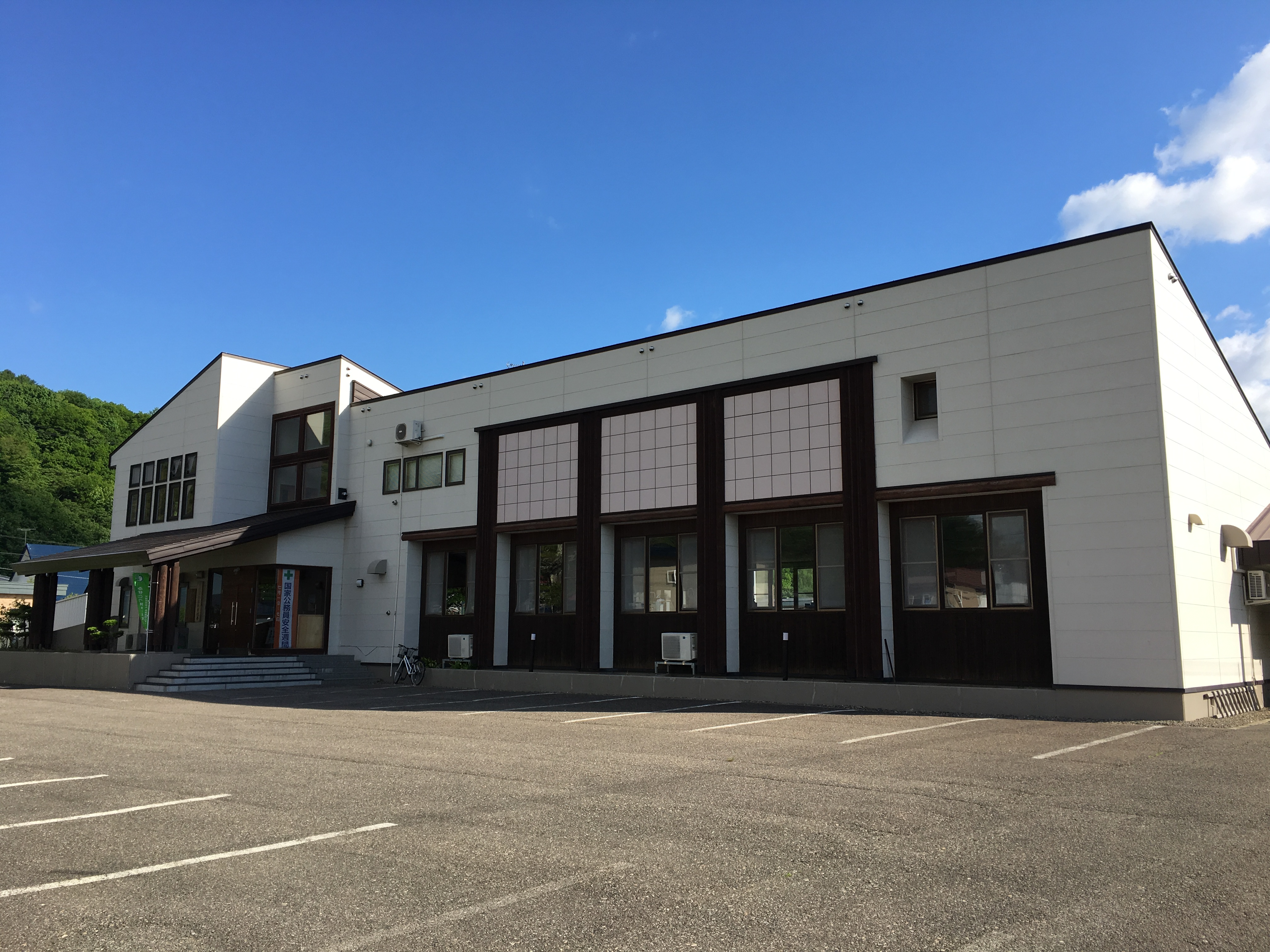
農林水産省北海道森林管理局網走西部森林管理署
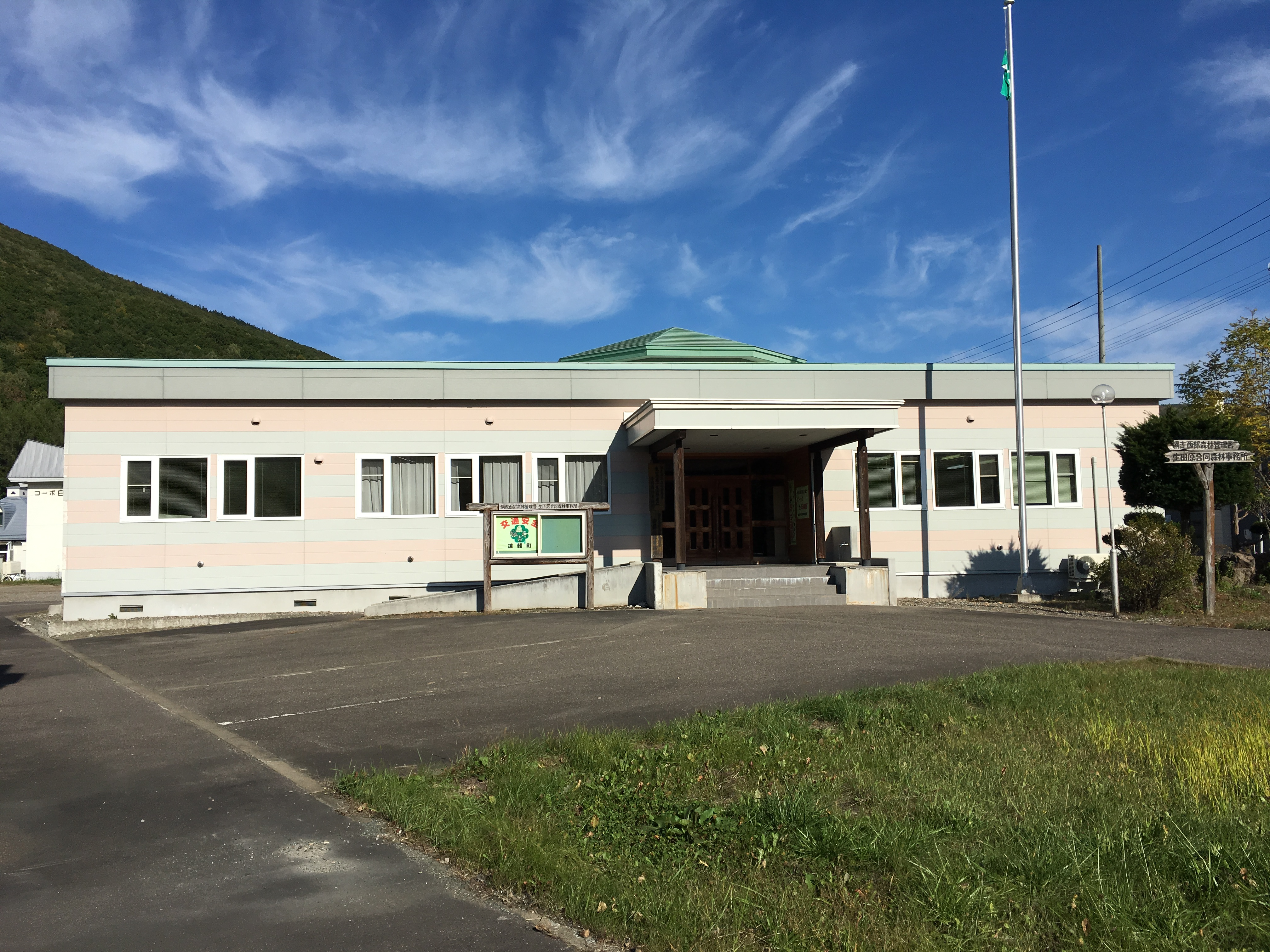
農林水産省北海道森林管理局網走西部森林管理署生田原合同森林事務所
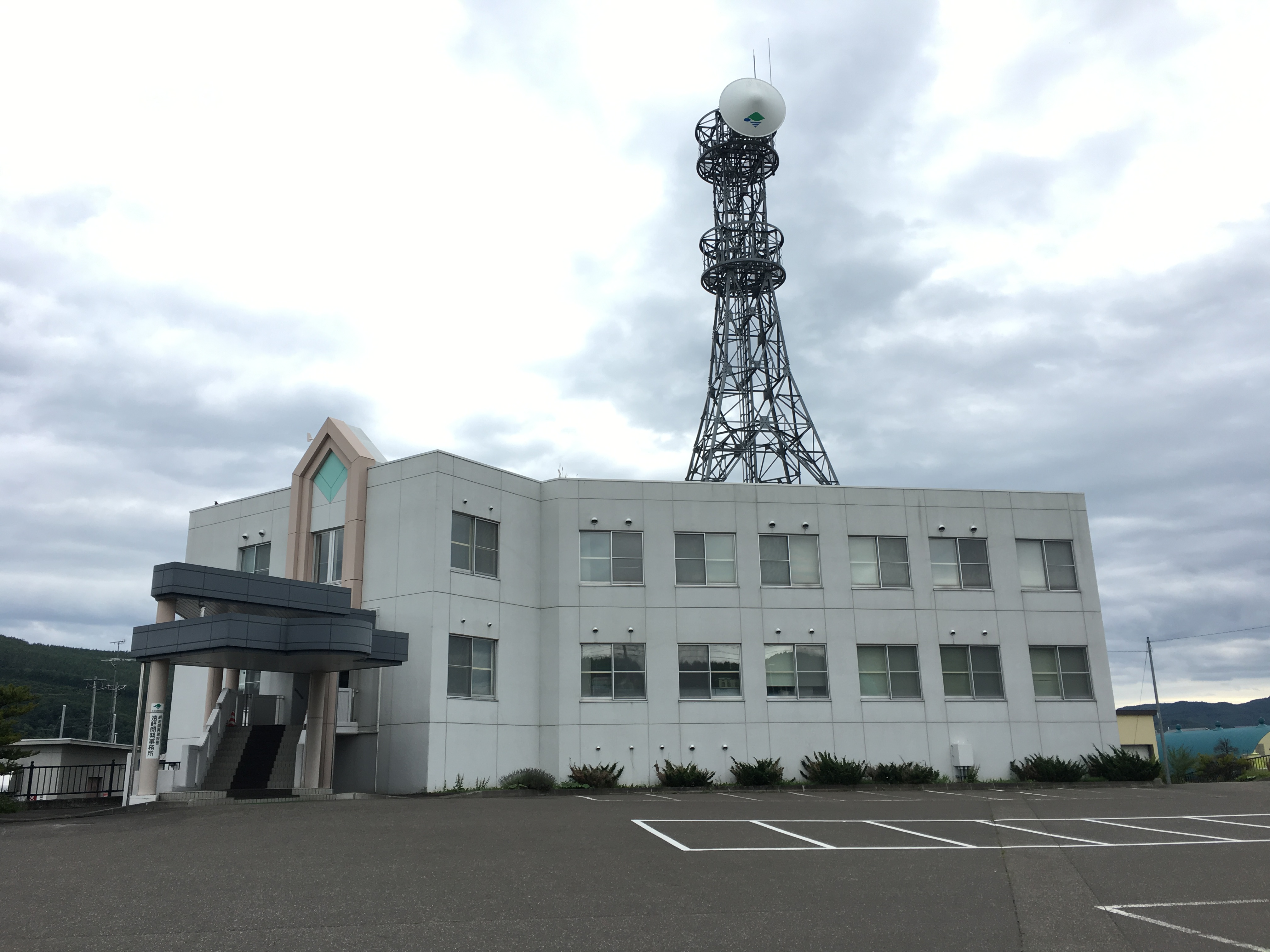
国土交通省北海道開発局網走開発建設部遠軽開発事務所

### 道の機関
- 保健福祉部
  - 北海道立白滝診療所
- オホーツク総合振興局
  - 遠軽合同庁舎
    - 保健環境部紋別地域保健室遠軽地域保健支所
    - 保健環境部社会福祉課遠軽社会福祉事務出張所
    - 産業振興部網走農業改良普及センター遠軽支所
    - 西部森林室遠軽事務所

  - 網走建設管理部遠軽出張所

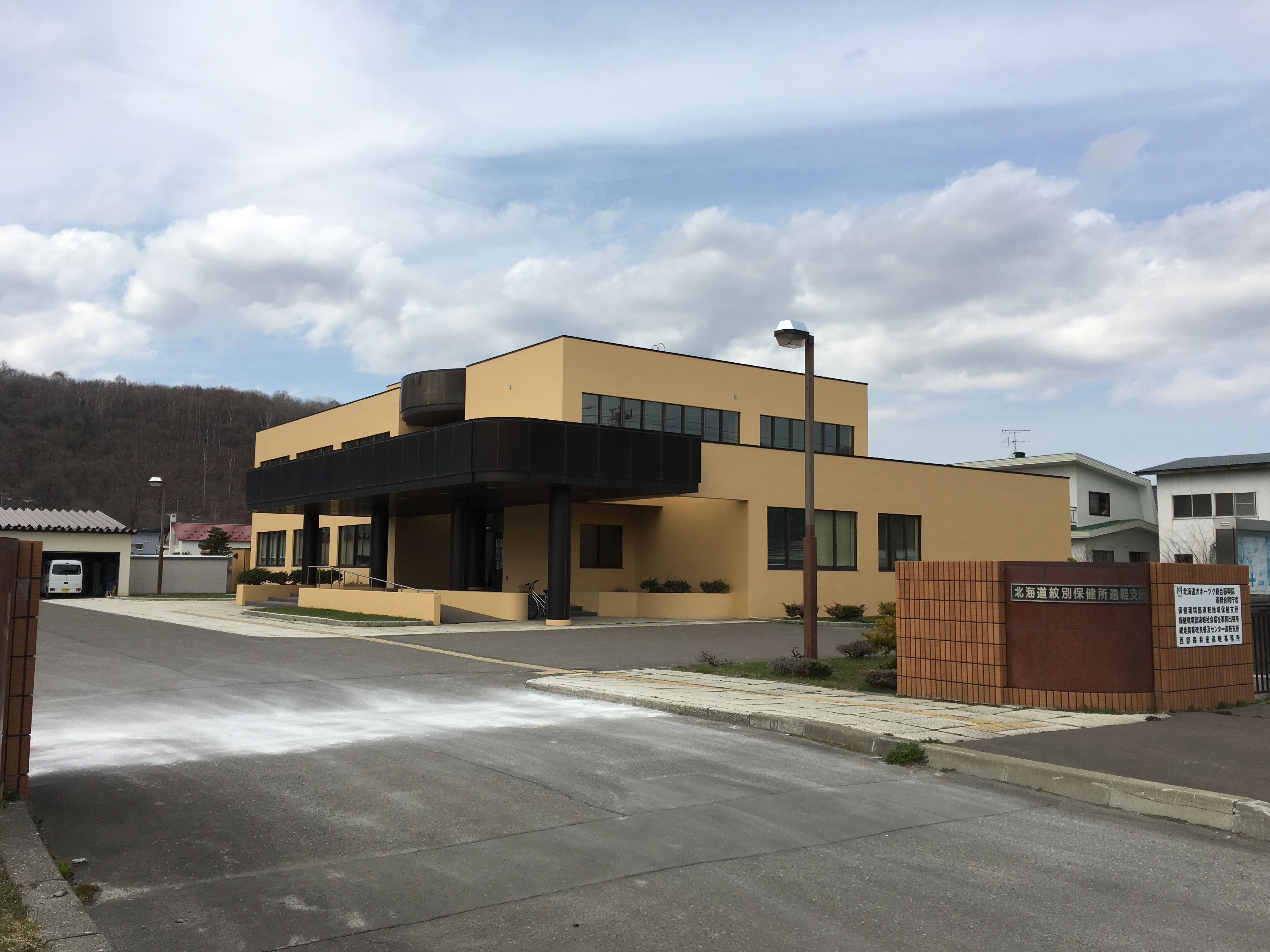
北海道オホーツク総合振興局遠軽合同庁舎

### 警察
- 遠軽警察署 - 駅前交番、生田原警察官駐在所、安国警察官駐在所、丸瀬布警察官駐在所、白滝警察官駐在所

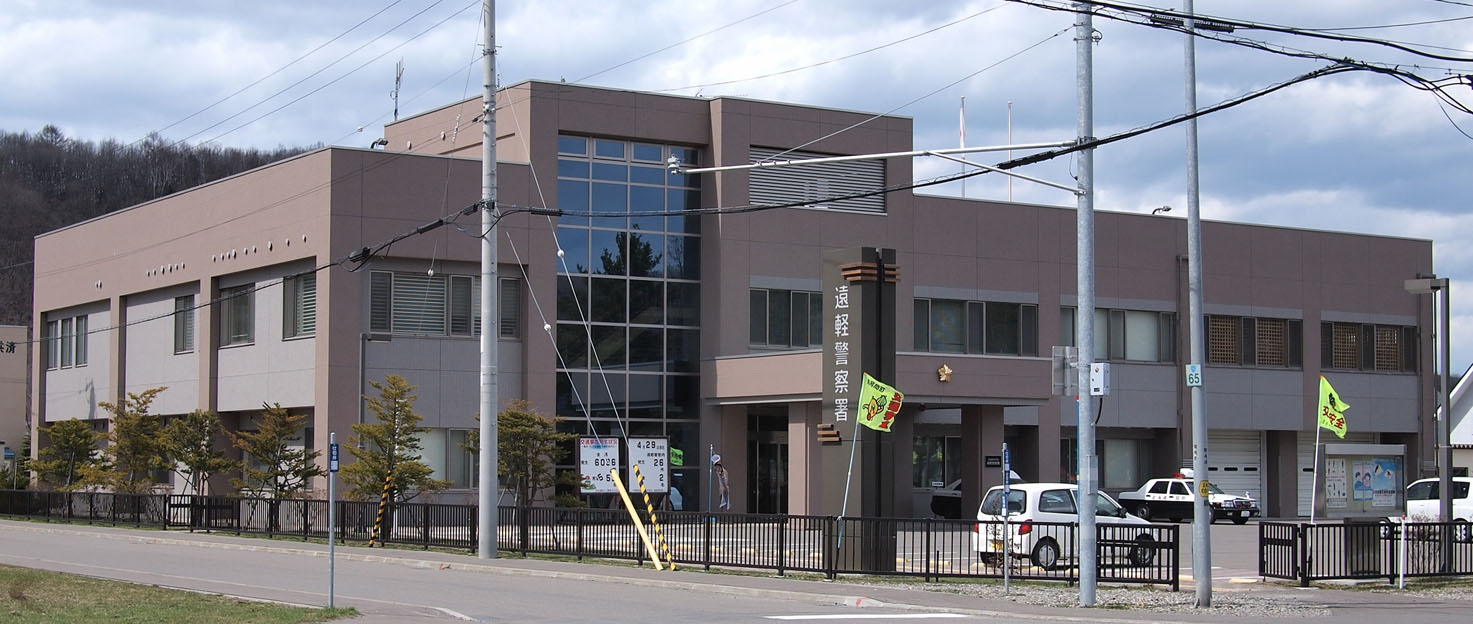
遠軽警察署

### 消防
- 遠軽地区広域組合消防本部 - 事務局・消防本部・消防署、生田原出張所、丸瀬布出張所、白滝出張所

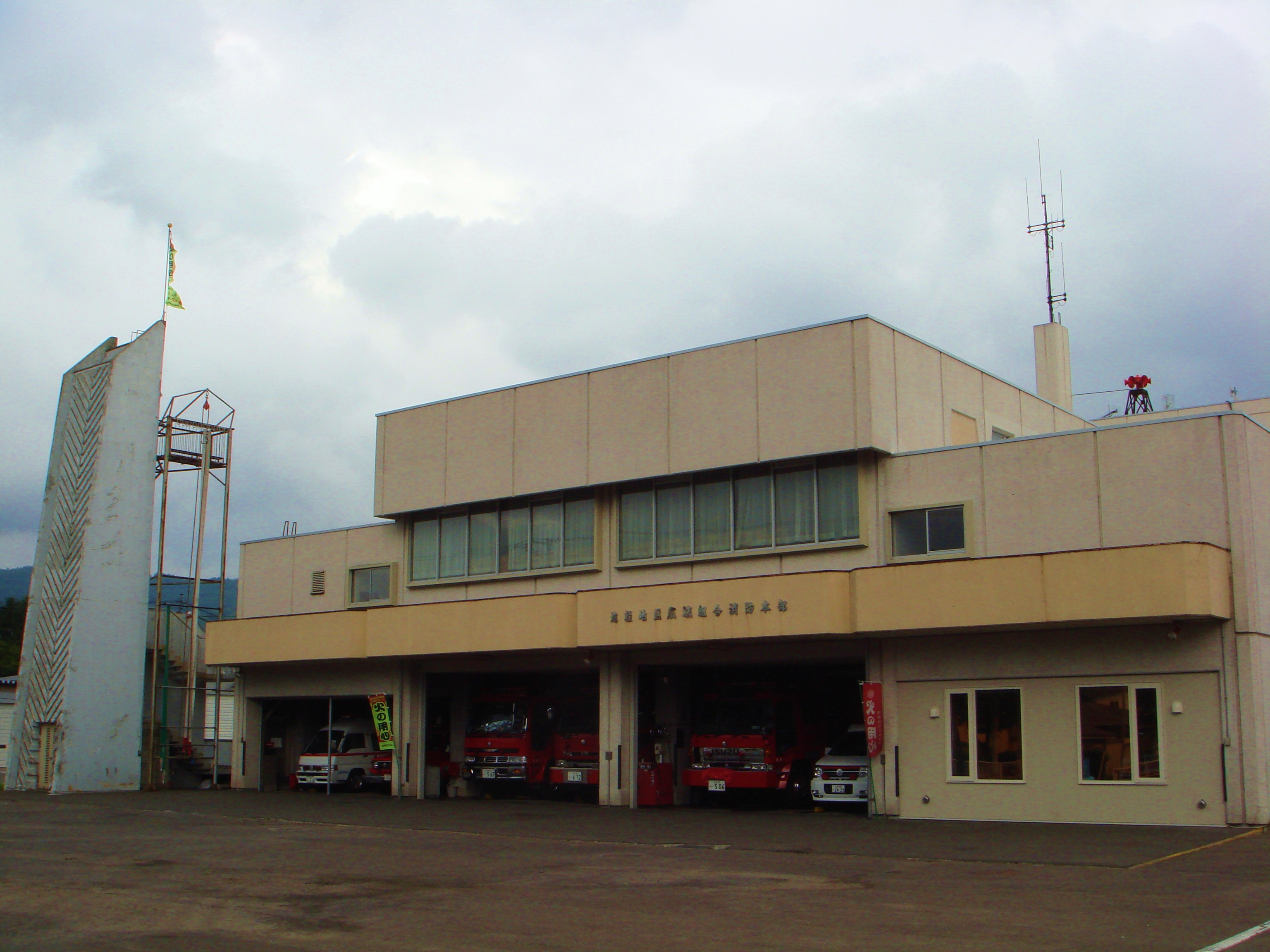
遠軽地区広域組合消防本部

## 地域

### 人口
| |                                        |  |
| 遠軽町と全国の年齢別人口分布（2005年） | 遠軽町の年齢・男女別人口分布（2005年） |  |
| ■紫色 ― 遠軽町 ■緑色 ― 日本全国 | ■青色 ― 男性 ■赤色 ― 女性              |  |
| 遠軽町（に相当する地域）の人口の推移 \| 1970年（昭和45年） \| 33,330人 \| \| \| 1975年（昭和50年） \| 30,785人 \| \| \| 1980年（昭和55年） \| 30,428人 \| \| \| 1985年（昭和60年） \| 29,444人 \| \| \| 1990年（平成2年） \| 26,735人 \| \| \| 1995年（平成7年） \| 25,769人 \| \| \| 2000年（平成12年） \| 24,844人 \| \| \| 2005年（平成17年） \| 23,648人 \| \| \| 2010年（平成22年） \| 22,258人 \| \| \| 2015年（平成27年） \| 20,873人 \| \| \| 2020年（令和2年） \| 19,241人 \| \| |                                        |  |
| 総務省統計局 国勢調査より |                                        |  |
| 1970年（昭和45年） | 33,330人                               |  |
| 1975年（昭和50年） | 30,785人                               |  |
| 1980年（昭和55年） | 30,428人                               |  |
| 1985年（昭和60年） | 29,444人                               |  |
| 1990年（平成2年） | 26,735人                               |  |
| 1995年（平成7年） | 25,769人                               |  |
| 2000年（平成12年） | 24,844人                               |  |
| 2005年（平成17年） | 23,648人                               |  |
| 2010年（平成22年） | 22,258人                               |  |
| 2015年（平成27年） | 20,873人                               |  |
| 2020年（令和2年） | 19,241人                               |  |

### 消滅集落
2015年国勢調査によれば、以下の集落は調査時点で人口0人の消滅集落となっている。
- 遠軽町 - 奥白滝,白滝天狗平,柏,白竜,弥生

### 医療
- 救急告示病院
  - JA北海道厚生連遠軽厚生病院
  - 遠軽共立病院
  - JA北海道厚生連丸瀬布厚生病院

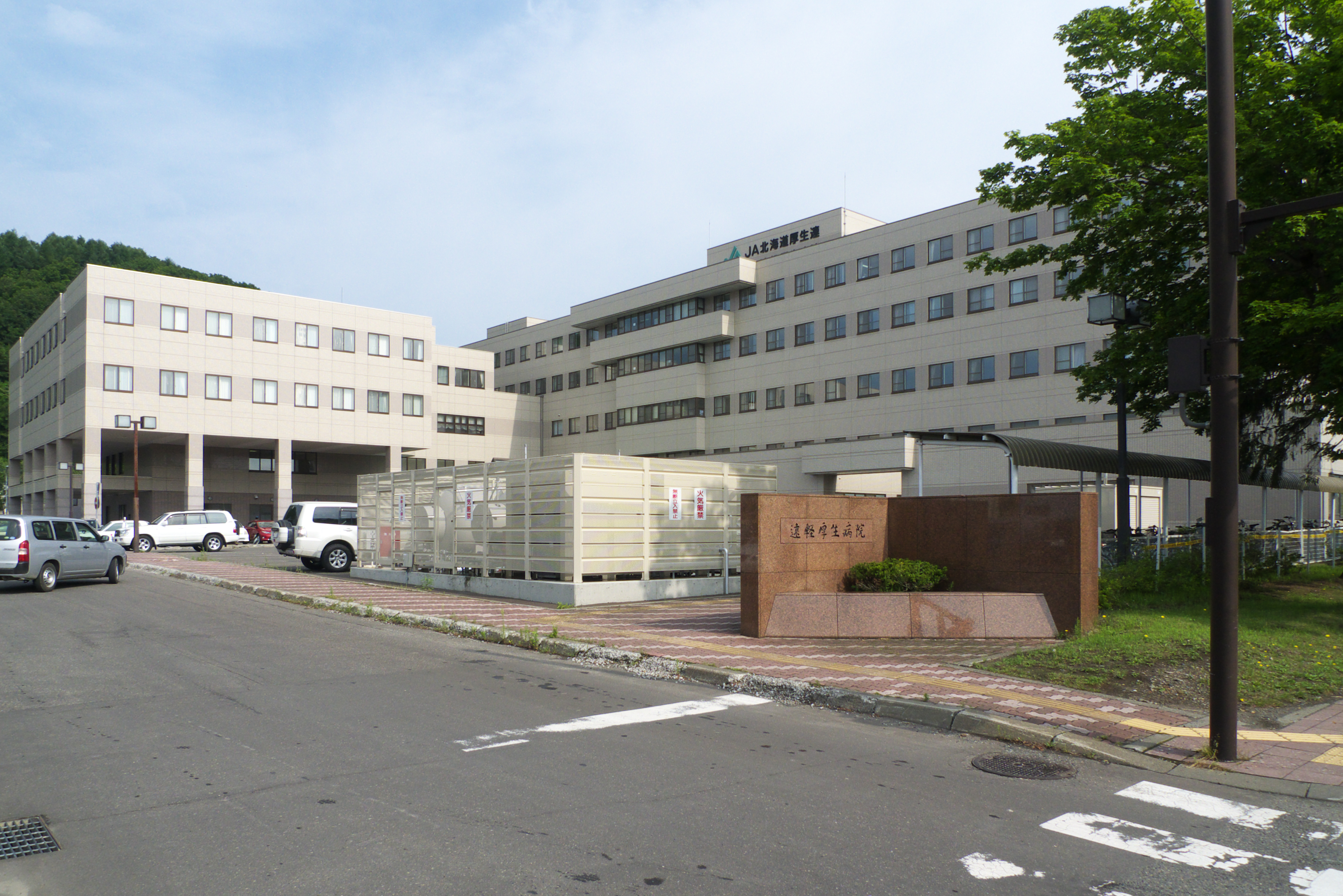
遠軽厚生病院

### 教育
- 高等学校 - 町立北海道遠軽郁凌高等学校は2009年閉校。
  - 北海道遠軽高等学校

- 北海道遠軽高等学校

- 中学校
  - 遠軽町立遠軽中学校
  - 遠軽町立南中学校
  - 遠軽町立生田原中学校
  - 遠軽町立安国中学校
  - 遠軽町立丸瀬布中学校
  - 遠軽町立白滝中学校

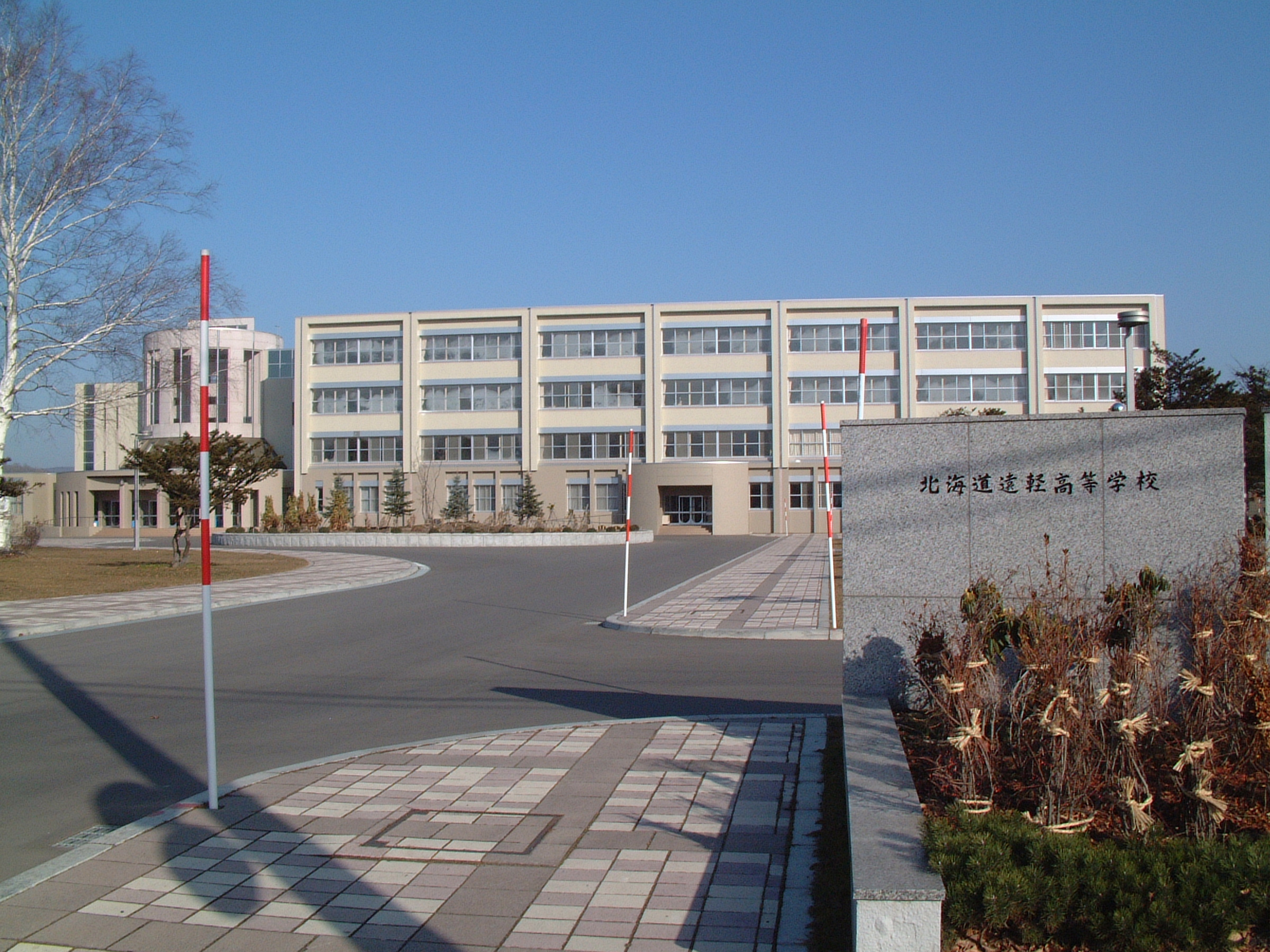
北海道遠軽高等学校

- 小学校 - 社名渕小学校は2006年閉校し東小学区に、支湧別小学校は2011年閉校し白滝小学区に、瀬戸瀬小学校は2021年閉校し南小学区に編入。
  - 遠軽町立遠軽小学校
  - 遠軽町立南小学校
  - 遠軽町立東小学校
  - 遠軽町立生田原小学校
  - 遠軽町立安国小学校
  - 遠軽町立丸瀬布小学校
  - 遠軽町立白滝小学校

- 養護学校
  - 北海道紋別養護学校ひまわり学園

- 児童自立支援施設
  - 北海道家庭学校 - 岡山県出身の牧師、留岡幸助が1914年に開設。社会福祉法人が運営する開放処遇の児童自立支援施設という、全国的にも珍しい施設。留岡幸助にちなみ、所在地の地名も遠軽町留岡と名付けられている。
  - 遠軽町立遠軽中学校望の岡分校
  - 遠軽町立東小学校望の岡分校
    - 上記「望の岡分校」は、「北海道家庭学校」内に開校した公立学校。

#### 学校教育以外の施設
- 自動車教習所
  - 遠軽自動車学校

### 公営住宅

#### 道営団地
- 中央団地

#### 町営団地
- 遠軽地域 - 山の手、豊里、末広、川岸、学田、北2丁目、向遠軽、寡婦住宅、瀬戸瀬、ふくろ
- 生田原地域 - 学校通、大和、北区、コーポ白樺、栄行、共進、生野、伊吹高原定住、林友定住、安国中央定住、日進
- 丸瀬布地域 - 新町第1号、新町第２号、新町第3号、新町、新町緑ヶ丘、若葉、若葉第2号、水谷、天神、天神第2号、元町、新町定住1号、新町定住2号、新町定住4号、新町定住5号、新町定住6号、西町定住、天神定住、天神定住2号、上武利定住2号、フレッシュ若葉、やまなみ
- 白滝地域 - あけぼの、中央、東区、南区、西区、西区第2、上白滝、上支湧別、アゼリアハイツ、しらかば、南区定住

## 交通

### 空港
- オホーツク紋別空港 （紋別市）
- 女満別空港 （大空町）

### 鉄道
- 北海道旅客鉄道（JR北海道）：旭川支社

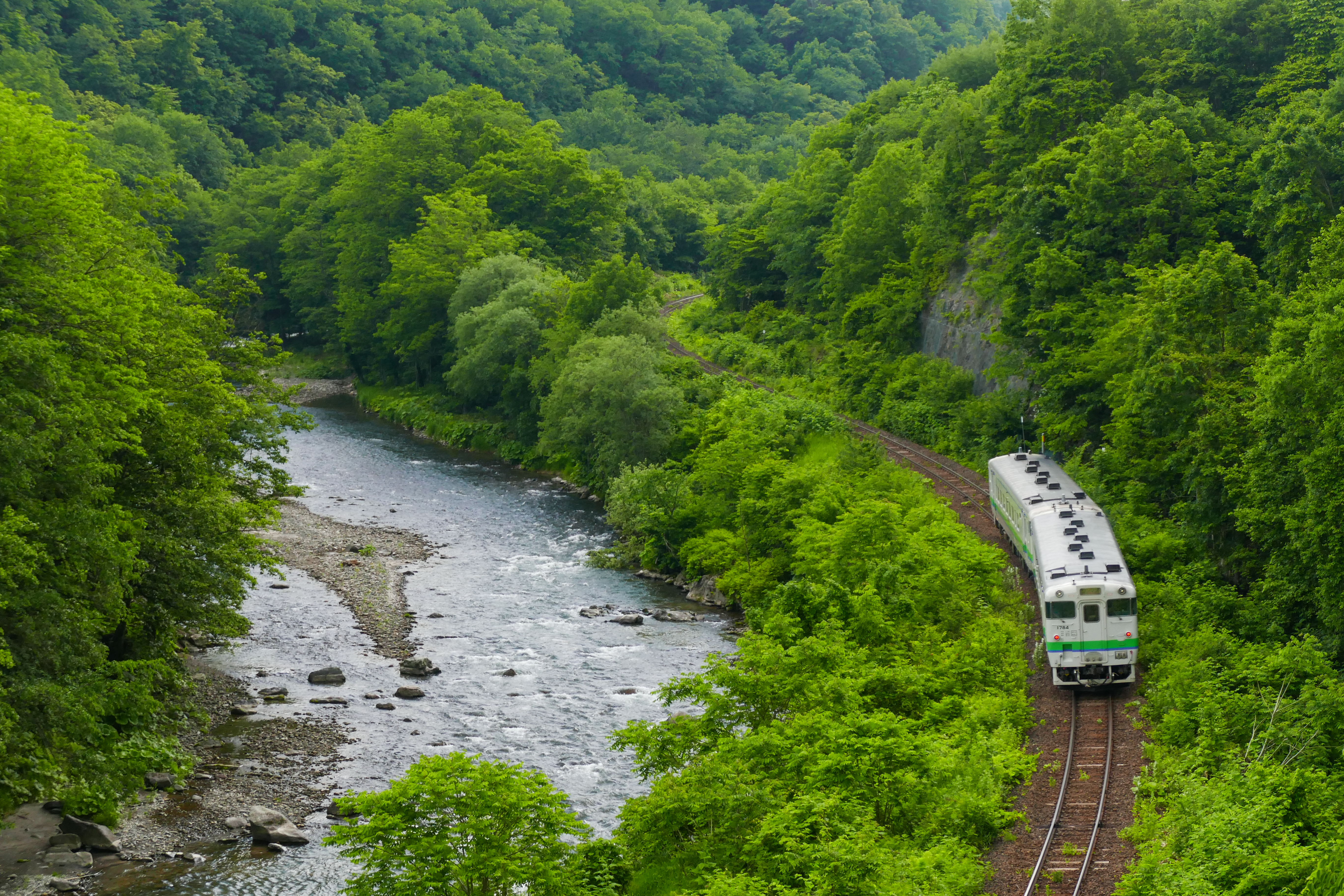
「白滝発祥の地」付近を走行するキハ40

  - ■ 石北本線： - (A45) 白滝駅 - (A48) 丸瀬布駅 - (A49) 瀬戸瀬駅 - (A50) 遠軽駅 - (A51) 安国駅 - (A53) 生田原駅 - 
    - 名寄本線（名寄駅 - 遠軽駅間）は1989年（平成元年）5月1日廃止。

かつて存在した駅は次の通り（路線の表記がないものは石北本線）
- 奥白滝駅（現 奥白滝信号場）
- 上白滝駅（A44）
- 旧白滝駅（A46）
- 下白滝駅（A47、現 下白滝信号場）

- 伊奈牛駅
- 新栄野駅
- 生野駅（A52）
- 北遠軽駅（名寄本線）

### バス
詳細は各記事を参照。

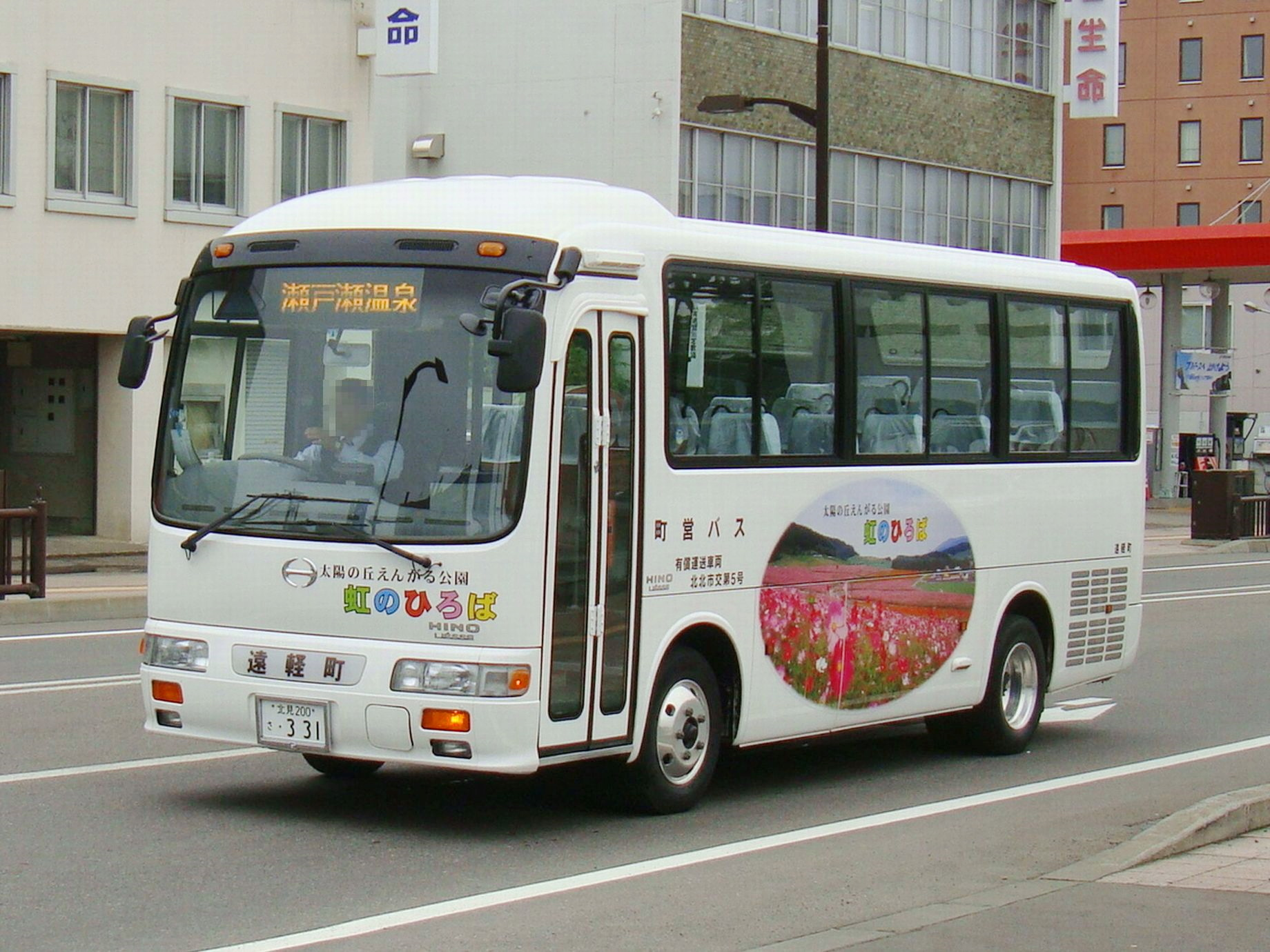
遠軽町営バス

- 北海道北見バス（遠軽営業所を設置） - 町内路線、湧別町・紋別市方面（JR名寄本線代替路線、北紋バスと相互乗り入れ）、旭川市・札幌市への都市間バス（道北バス、北海道中央バスと共同運行）を運行。
- 遠軽町営バス - 町内路線（民間事業者の廃止代替バス）を運行。
- 佐呂間町ふれあいバス - 佐呂間町方面へ運行。

### 道路

#### 高速道路（高規格幹線道路）
- 国土交通省北海道開発局
  - E39 旭川紋別自動車道（国道450号）： - (5) 奥白滝IC/白滝PA - (6) 白滝IC - (7) 丸瀬布IC - (8) 遠軽瀬戸瀬IC - (9) 遠軽IC - 遠軽中央IC（事業中）

#### 一般国道
- 国道242号
- 国道333号
  - 遠軽北見道路（地域高規格道路）：生田原IC（事業中） - 旭峠道路

#### 主要地方道
- 北海道道137号遠軽雄武線

#### 一般道道
- 北海道道244号遠軽芭露線
- 北海道道305号紋別丸瀬布線
- 北海道道306号丸瀬布上渚滑線
- 北海道道333号遠軽停車場線
- 北海道道336号上社名淵上湧別線
- 北海道道493号奥瀬戸瀬瀬戸瀬停車場線
- 北海道道558号白滝原野白滝停車場線
- 北海道道592号湯里生田原停車場線
- 北海道道711号社名淵瀬戸瀬停車場線
- 北海道道1032号遠軽安国線
- 北海道道1070号上武利丸瀬布線

#### 道の駅
- 遠軽 森のオホーツク
- まるせっぷ（旧丸瀬布町）
- しらたき（旧白滝村）

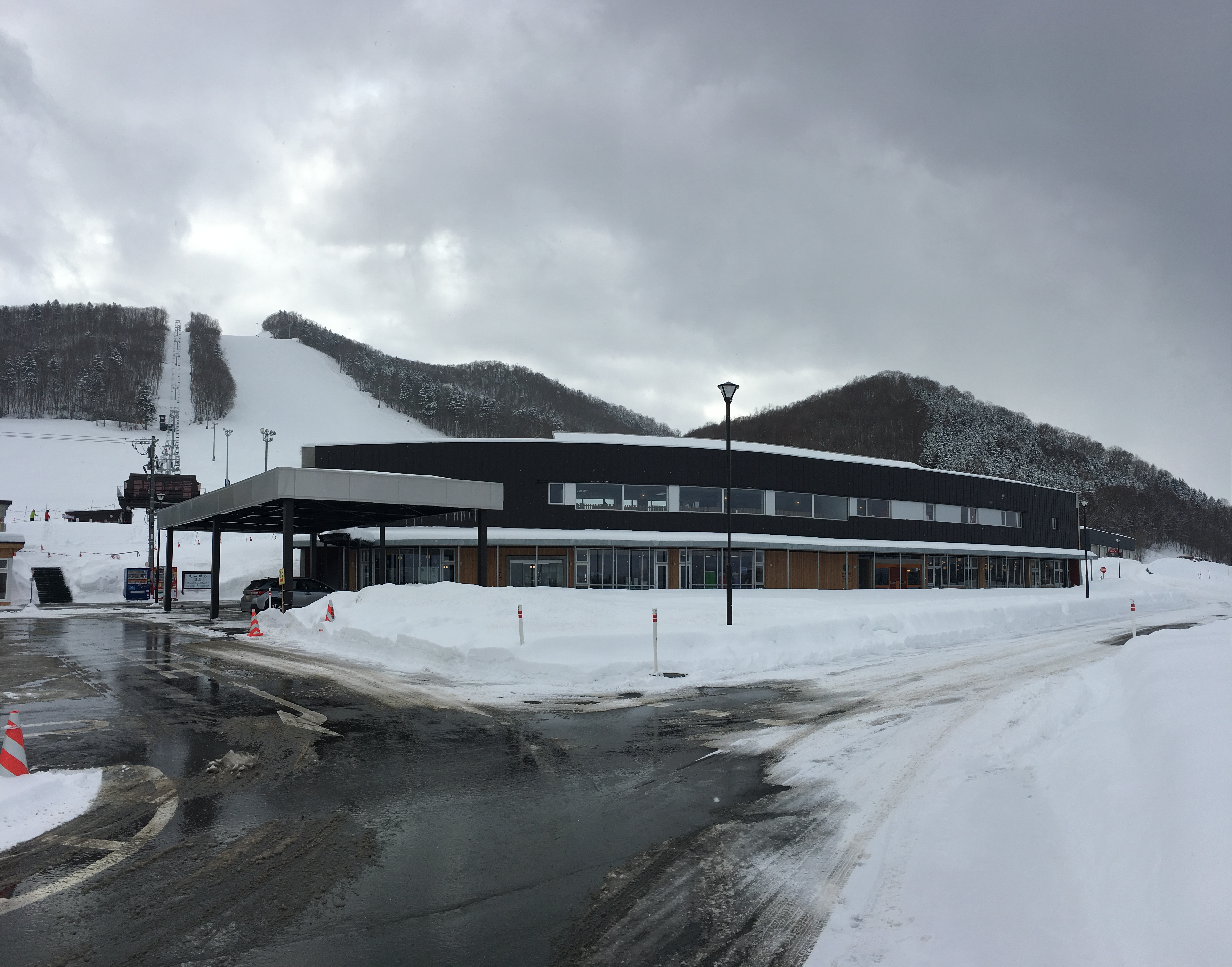
道の駅遠軽 森のオホーツク
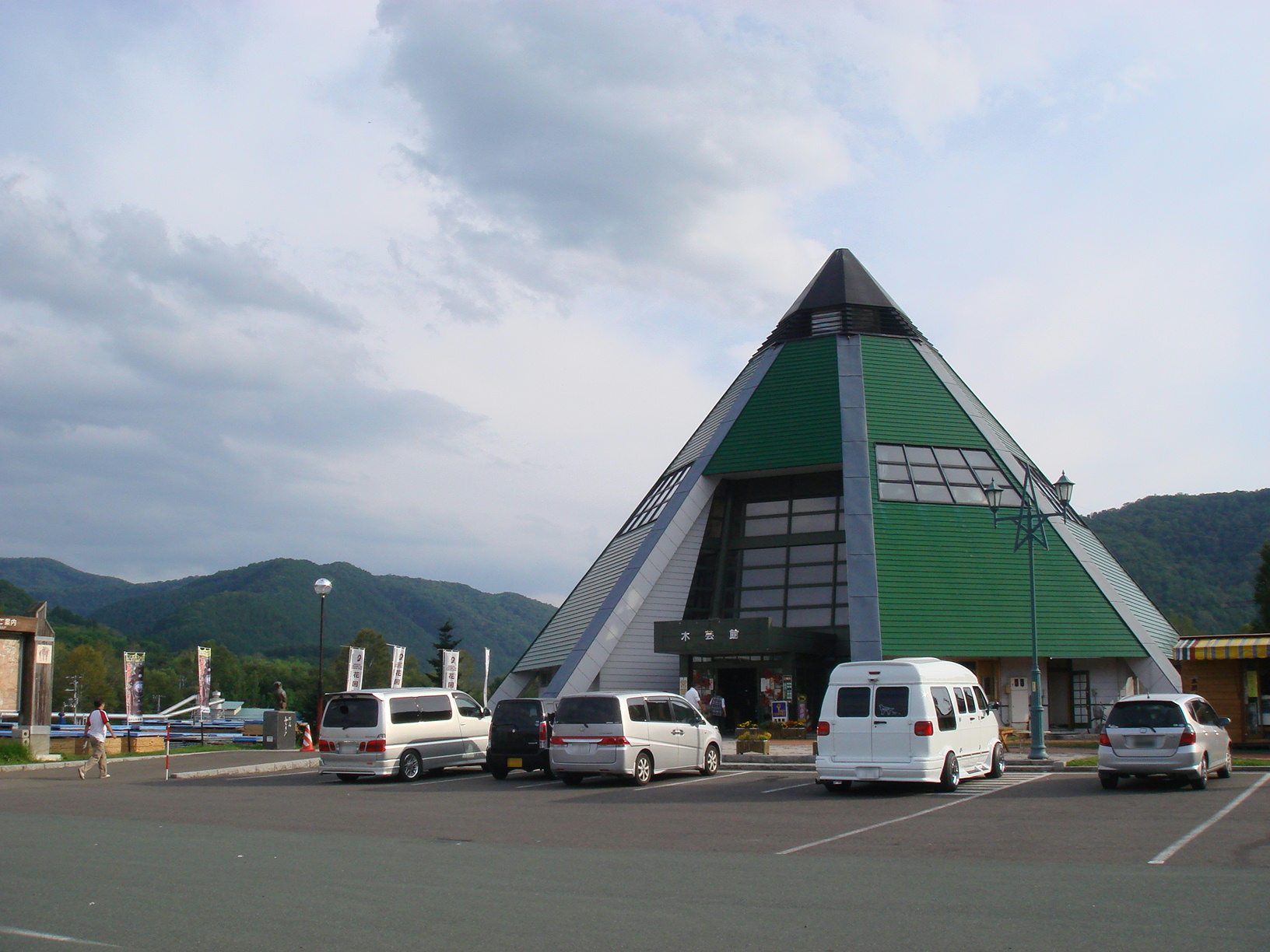
道の駅まるせっぷ
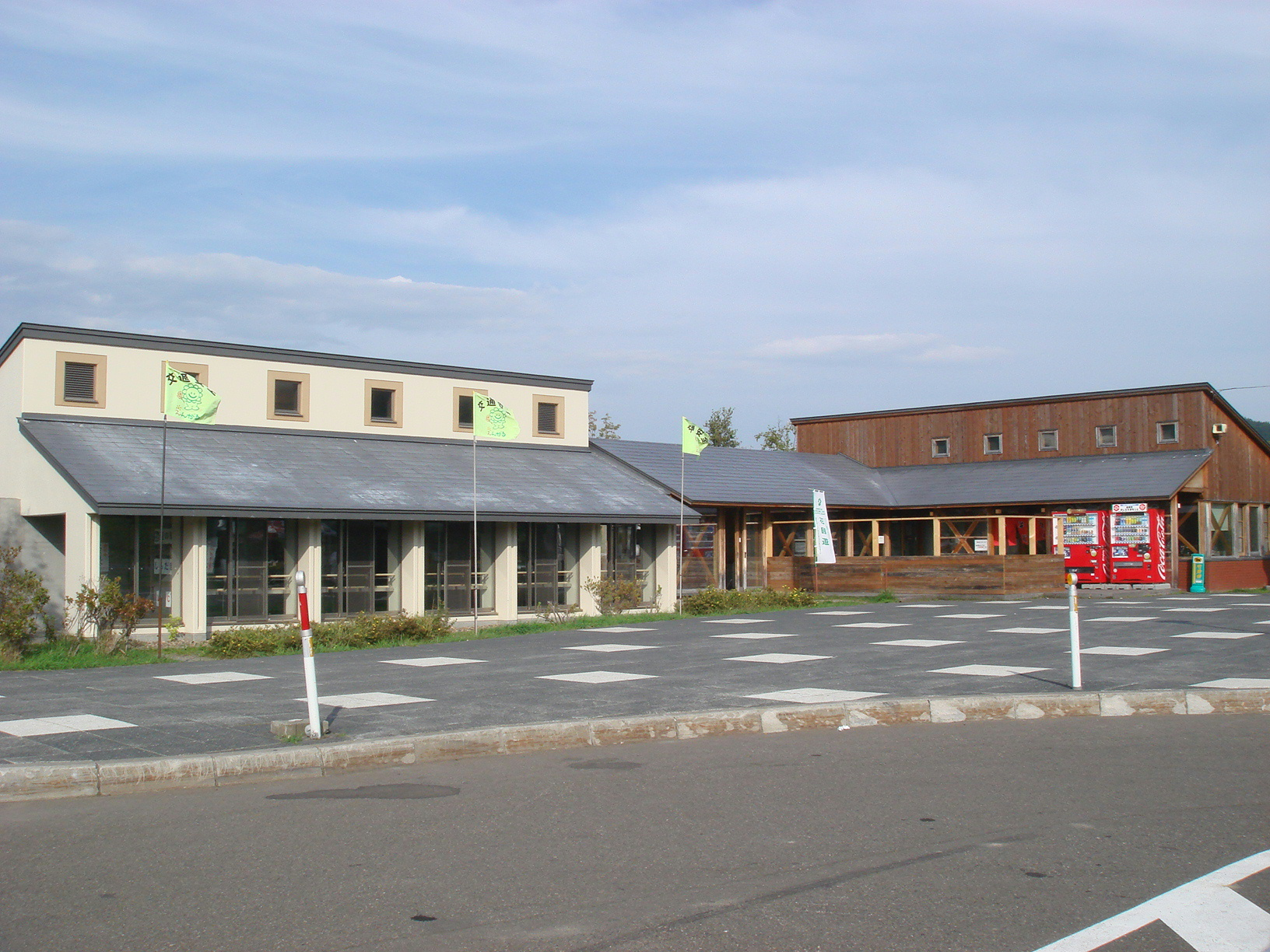
道の駅しらたき

## 名所・旧跡・観光スポット・祭事・催事

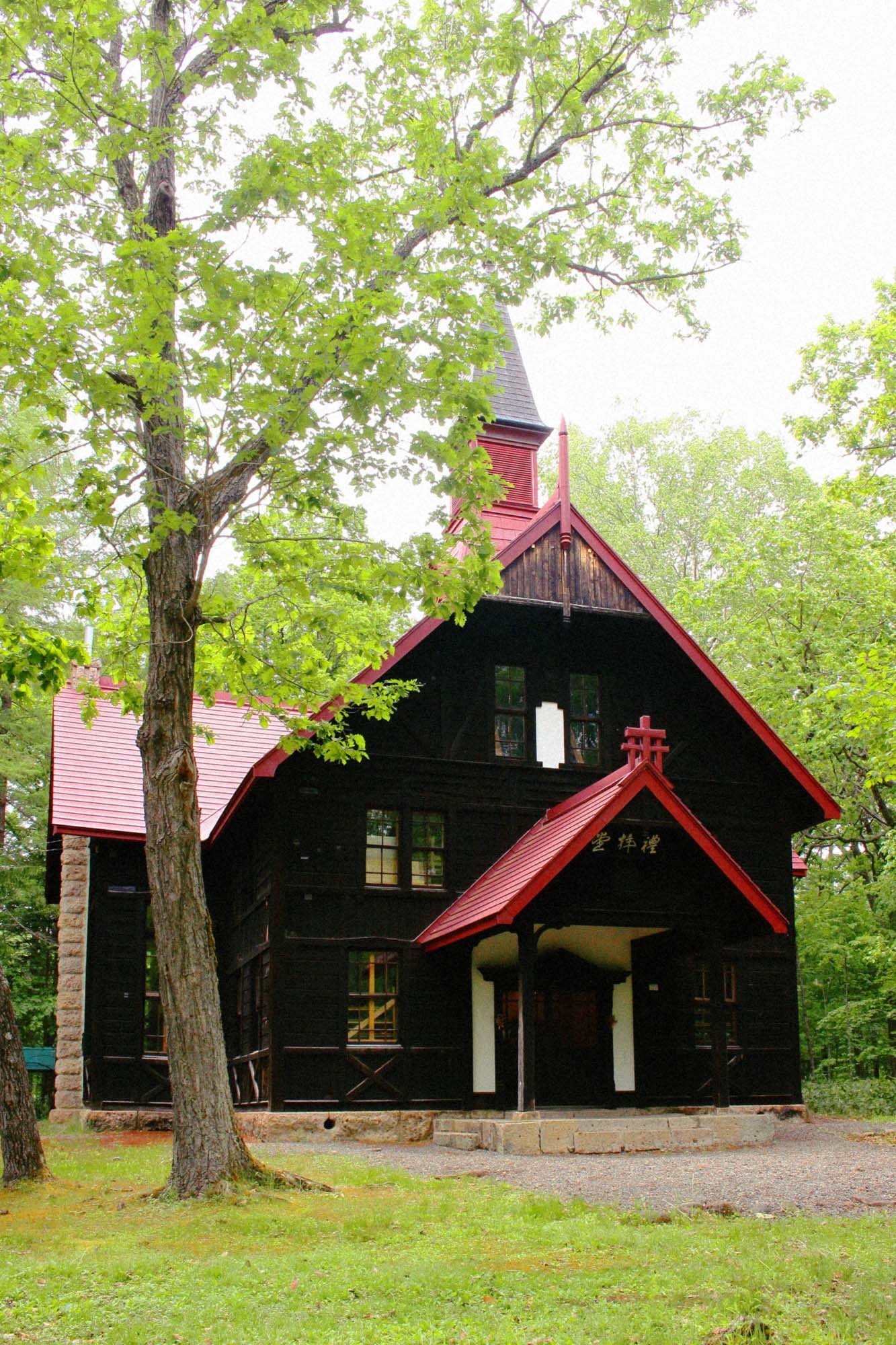
北海道指定有形文化財の北海道家庭学校礼拝堂

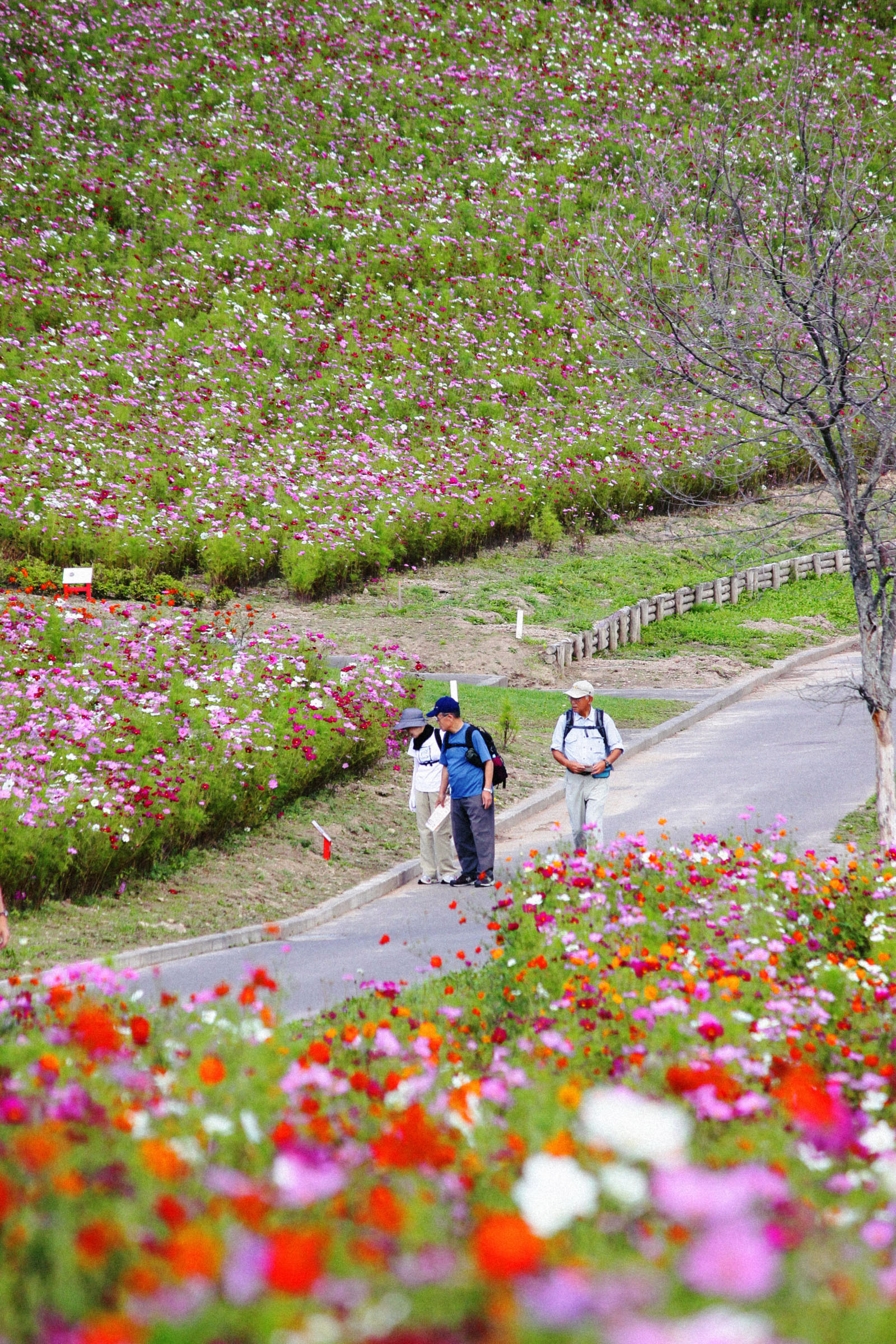
太陽の丘えんがる公園のコスモス園

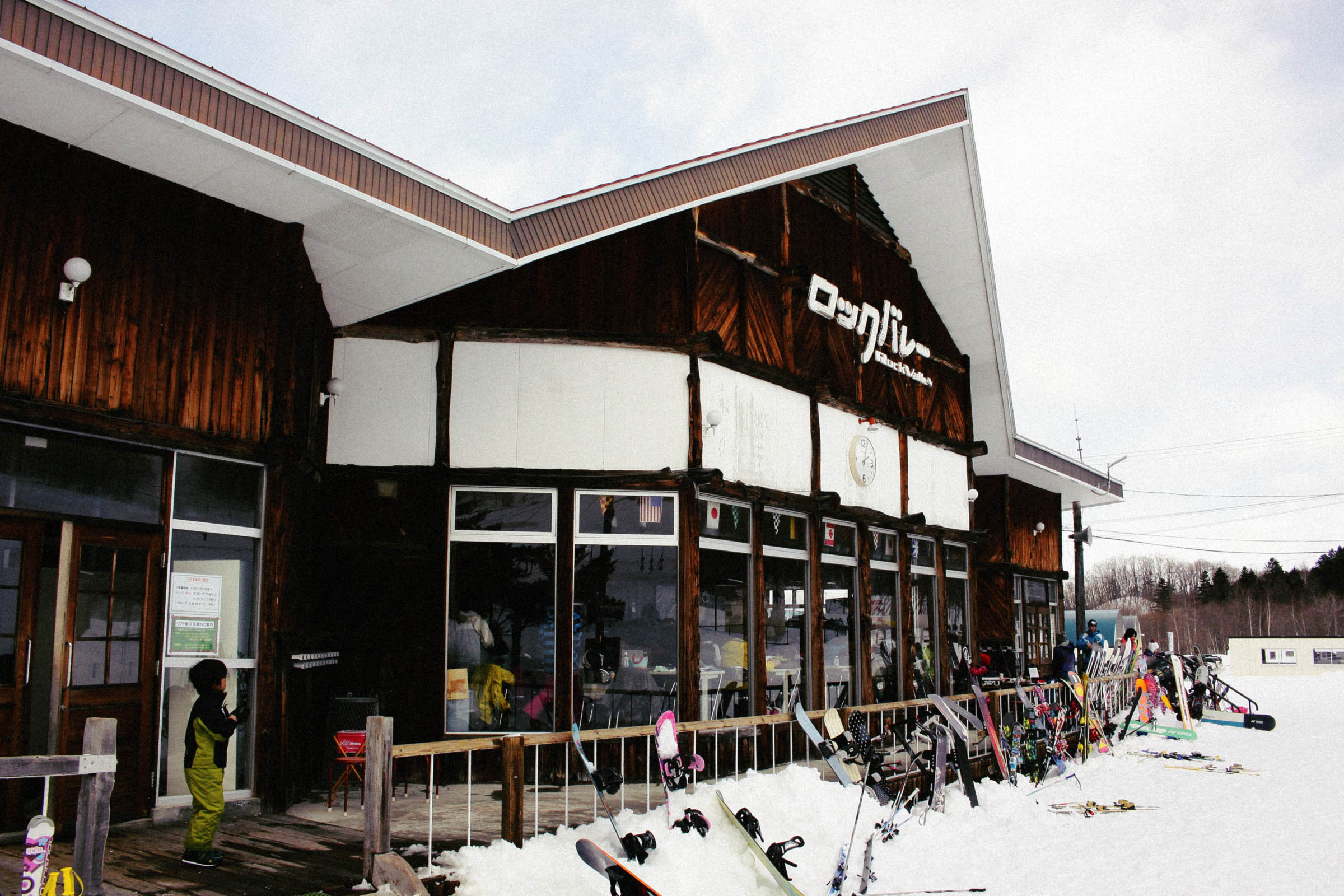
ロックバレースキー場（旧ロッジ、遠軽インターチェンジ整備工事に伴う新施設建設のため2018年解体）

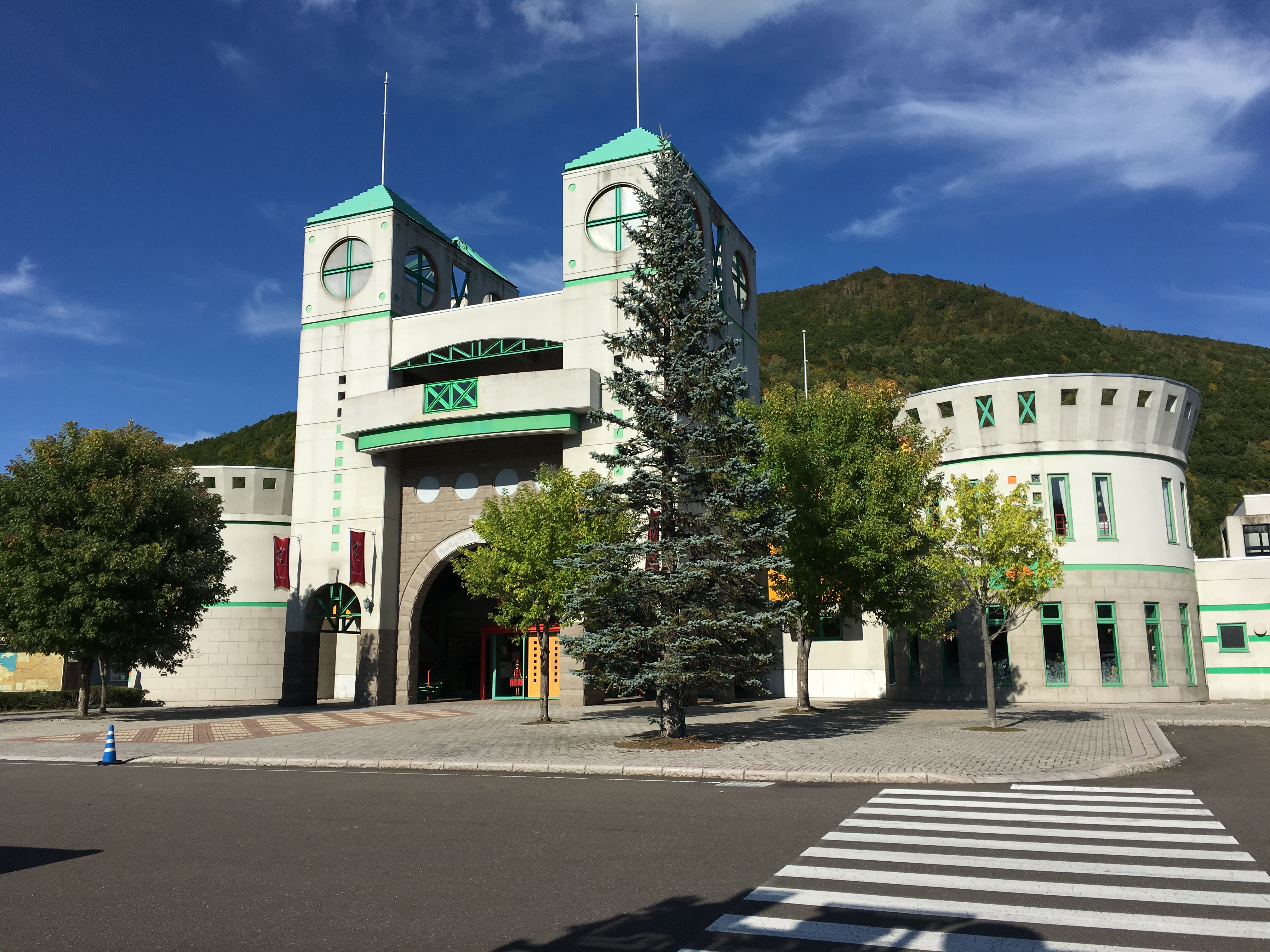
ちゃちゃワールド

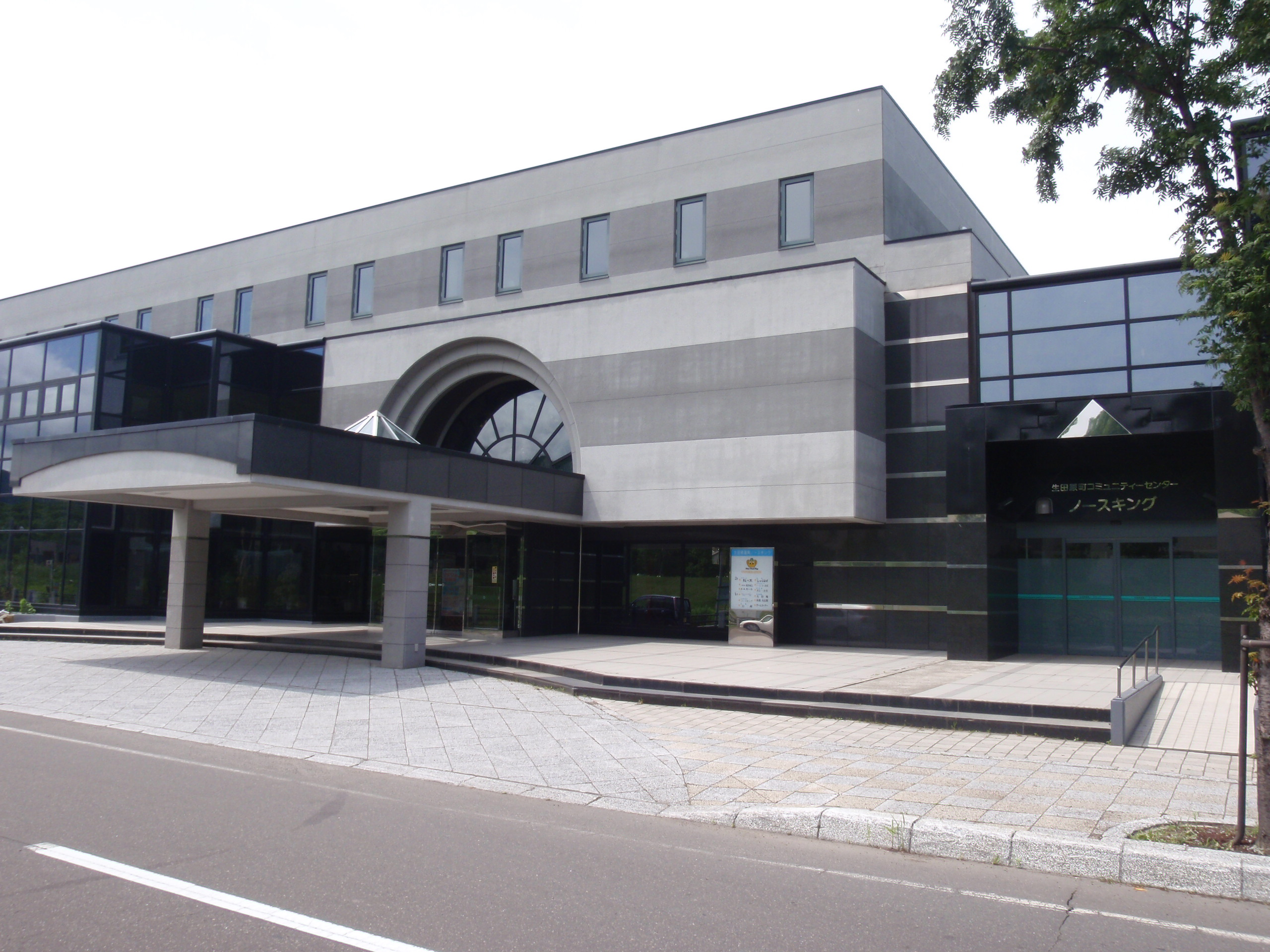
ホテルノースキング

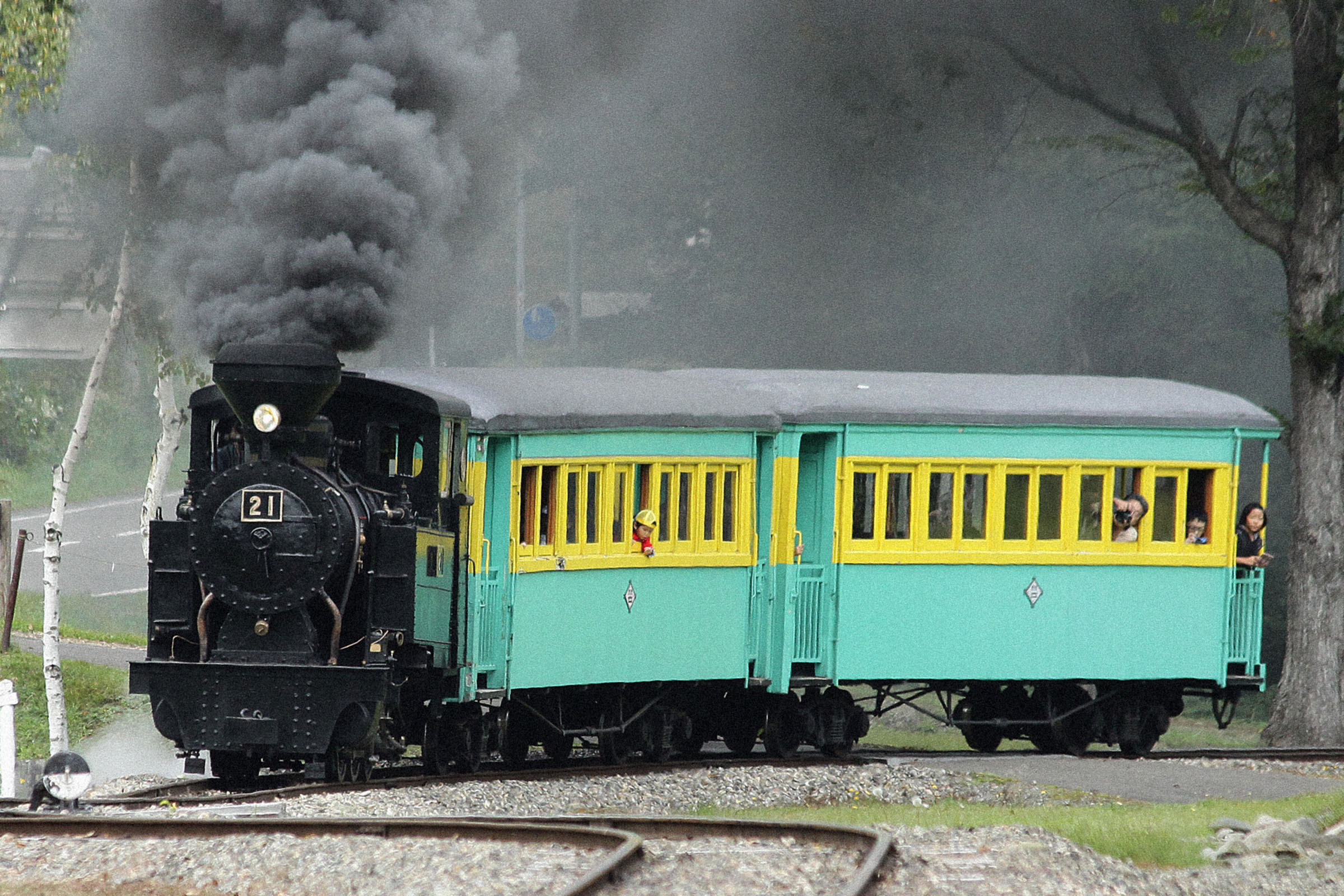
丸瀬布森林公園いこいの森の「雨宮21号」と井笠鉄道（岡山県）客車

### 文化財

#### 国の史跡
- 白滝遺跡群 - 白滝地域は後期旧石器時代から縄文時代にかけての一大黒曜石産地で、ここで生産された細石刃の特殊技法は、「湧別技法」として世界的に知られている。2010年に白滝ジオパークとして日本ジオパークに加盟。

#### 国宝
- 北海道白滝遺跡群出土品 - 石器、接合資料含む1965点（遠軽町埋蔵文化財センター収蔵）

#### 国の名勝
- 瞰望岩（インカルシ）（名勝「ピㇼカノカ」のうち）

#### 北海道指定有形文化財
- 幌加川遺跡出土の石器群
- 北海道家庭学校礼拝堂 - 北海道家庭学校開校5周年の1919年に完成した木造の教会建築

### 観光

#### 遠軽地域
- 太陽の丘えんがる公園 - 瞰望岩（がんぼういわ）や町営見晴牧場などの一帯を整備した公園。コスモス園がある。
- えんがるロックバレースキー場 - 町内の観光開発会社だった旧ビーエム観光（1995年倒産）が1973年に開設。現在は町出資の第三セクターが整備運営しており、最大斜度33度の「チャンピオンコース」はアルペンスキー国内有力チームの合宿練習にも使われることで知られる。
- 瀬戸瀬温泉
- 遠軽町郷土館
- 日本キリスト教会遠軽教会堂 - 大通南2丁目。火災焼失後の1931年に再建された木造の会堂で、建築家田上義也が設計して1927年に完成した日本キリスト教会札幌北一条教会旧会堂（札幌市中央区北1条西6丁目、1979年移転新築で現存せず）を模したもの。
- 道の駅遠軽 森のオホーツク

#### 生田原地域
- ちゃちゃワールド - 木製のおもちゃをテーマとする観光施設[17]。1998年（平成10年）4月28日に開館[17]。
- 生田原温泉「ホテルノースキング」 - 名称は戦前生田原市街地に隣接して操業した「帝国産金北の王鉱山」にちなむ。
- ノルディックファーム
- オホーツク文学館 - JR北海道生田原駅駅舎を兼ねて1993年開館。オホーツクを舞台とした文学作品や作者自筆の原稿などの資料約500点を展示。
- オホーツク文学碑公園

#### 丸瀬布地域
- 森林公園いこいの森 - 北海道遺産指定の武利意森林鉄道蒸気機関車「雨宮21号」を動態保存
- 丸瀬布温泉
- 丸瀬布昆虫生態館 - 丸瀬布温泉の廃熱を利用した昆虫館
- 平和山公園 - 丸瀬布水谷町。ふもとの弘政寺住職が1945年に譲り受けたフジの木をきっかけに戦後増やし続けた延長約1kmのフジ棚で知られ、1973年から毎年6月に「藤まつり」が開かれている。
- 山彦の滝 - 武利川上流にある高さ28mの滝で、1897年2月に上武利地区在住のアイヌ人青年、村山カムイカウックが発見した。滝の裏側に回り込むことができる道内では数少ない「裏見の滝」。冬季は道路が閉鎖されるが、滝が完全に結氷して巨大な氷柱が現れることから、町教委や町観光協会による観察会やナイトツアーが開かれる。
- 鹿鳴の滝
- 十三の滝
- 道の駅まるせっぷ

#### 白滝地域
- 白滝ジオパーク（白滝遺跡群）
- 白滝温泉
- 道の駅しらたき

### 祭事など
- コスモスフェスタ（9月 - 10月）
- コスモス開花宣言花火大会（8月下旬）
- 湧別原野100kmクロスカントリースキー大会（2月下旬）
- 遠軽がんぼう夏祭り（7月） - かつては桜祭り、冬祭りも行われていたが遠軽市街地の商業衰退で消滅
- ヤマベまつり（7月中旬） - ダムがなくヤマベ（ヤマメ）釣りの名所として知られる湧別川支流生田原川の釣り解禁に合わせて開催

## 姉妹都市・提携都市

### 海外
- バストス市（ブラジル、サンパウロ州） -　1972年、旧遠軽町。遠軽出身の移民の子孫でバストス市副市長の信太茂が1971年、遠軽町を訪問したことが契機となり、翌年、遠軽町長の信太隆治との間で姉妹都市提携を締結した。遠軽村出身の技師など多数の湧別川流域出身者を含む日本人開拓団が1928年に入植したブラジル養鶏産業の一大拠点で、市街地には「遠軽町通り」（Rua Cidade de Engaru）や「北海道通り」（Rua Hokkaido）がある。入植90周年の2018年には、遠軽町長の佐々木修一ら遠軽町の訪問団が新町発足後初めて公式訪問した。
- モアラン・アン・モンターニュ町（フランス、ジュラ県） - 1998年、旧生田原町。

### 日本国内
- 綾部市（京都府）
2008年2月23日 合気道創始者である植芝盛平にゆかりのある都市として友好都市提携
- 田辺市（和歌山県）
2008年2月23日 植芝盛平にゆかりのある都市として友好都市提携
- 笠間市（茨城県）
2008年2月23日 植芝盛平にゆかりのある都市として友好都市提携

## 出身者
- 宇佐美福生（1921年 - 1984年） - 元北見市長。元・北海学園北見大学教授、旧生田原町出身。
- 本橋浩一（1930年 - 2010年） - 日本アニメーション創業者、前社長。アニメ「フランダースの犬」、「母をたずねて三千里」などの『世界名作劇場』を制作
- 堀達也（1935年生） - 元北海道知事（1995年 -2003年）。前・札幌大学理事長
- 若美山三雄（1936年生） -　元力士、旧丸瀬布村出身。
- 岸本健（1938年生） - スポーツ写真家、フォート・キシモト代表。1964年東京オリンピックからトリノオリンピックまで連続22大会取材
- 木村輝美（1943年生） - ロジネットジャパン代表取締役社長・元札幌通運代表取締役社長
- 川端民生（1947年 - 2000年） - ベーシスト。「ネイティブ・サン」、「渋谷毅オーケストラ」で活躍
- 安彦良和（1947年生） - アニメーター、漫画家。アニメ「機動戦士ガンダム」、「宇宙戦艦ヤマト」などの制作に従事
- 湖川友謙（1950年生） - アニメーター、演出家。アニメ「伝説巨神イデオン」、「聖戦士ダンバイン」、「さらば宇宙戦艦ヤマト」などの制作に従事
- 高柳薫（1950年生） - 連合北海道前会長、北海道労働金庫理事長
- 山谷敬三郎（1952年生） - 北翔大学及び北翔大学短期大学部の学長
- 楠均（1958年生） - ドラマー。「Qujila（くじら）」、「KIRINJI」でドラムを担当
- 佐々木修一（1958年生） - 北海道遠軽町長
- 甲田益也子（1960年生） - モデル、女優、歌手
- 木村俊昭（1960年生） - 前農林水産省企画官、東京農業大学教授
- 恩田尚之（1962年生） - アニメーター、キャラクターデザイナー、作画監督
- スペル・シーサー（1970年生）- プロレスラー。
- 吉田啓律 (1971年生) - アルペンスキー選手、プロゴルファー。全日本アルペンスキー選手権優勝。
- 田中雅美（1979年生） - 元競泳選手。シドニーオリンピック 女子競泳メドレーリレー銅メダリスト
- 西村優希（1990年生） - 元プロ野球選手（育成選手・読売ジャイアンツ）
- 桜井木穂 （1998年生）　- グラビアアイドル

### その他の著名人

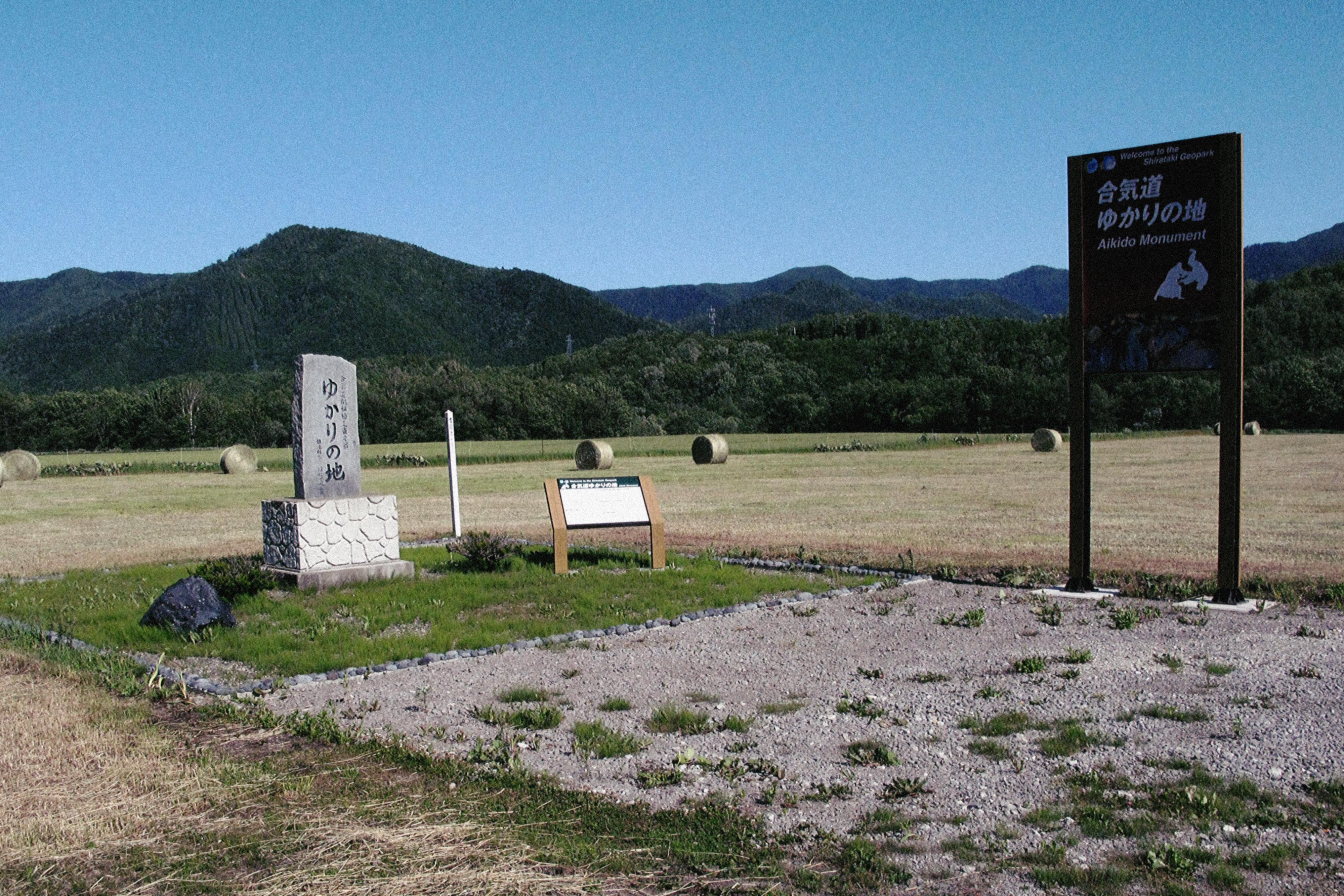
「合気道ゆかりの地」碑

- 水谷政次郎（1877年 - 1950年） - 戦前の日本における製パン最大手「マルキ号製パン」（本店：大阪市西区）の創業者。香川県高松市出身。イースト菌を使用した機械による製パンを日本に初めて導入し広く普及させた製パン工業化の祖で、「東洋のパン王」と呼ばれた。製パンに適した北海道産小麦の大規模生産に取り組み、1922年に遠軽村丸瀬布（当時）の岩井農場を買収して機械化された小麦農場を開設。原料輸送ルートとなる石北本線の敷設陳情活動（カボチャ陳情団）を支援した。功績をたたえ丸瀬布市街地に「水谷町（現・丸瀬布水谷町）」として地名に残る。
- 植芝盛平（1883年 - 1969年） - 合気道の創始者。和歌山県田辺市出身。1912年（大正元年）に紀州団体54戸の団体長として紋別郡上湧別村白滝原野基線235番地（現・遠軽町上白滝23番地）に入植。7年間にわたり白滝地域の開拓・発展に尽力し上湧別村会議員も務めるかたわら、この地で武術の道に入った。入植地跡には旧白滝村が1983年に建立した「合気道ゆかりの地」の記念碑がある。